# Glossario delle frasi fatte
Questo glossario delle frasi fatte contiene i modi di dire più frequenti nella lingua italiana.

## Frasi fatte ed espressioni idiomatiche
Nel glossario non sono inclusi i proverbi, che sono un particolare tipo di affermazione che cerca di sintetizzare una forma di sapere. Eric Partridge nel suo Dictionary of Clichés afferma che, a differenza dei proverbi, i modi di dire non esprimono saggezza popolare, non hanno un significato profondo o morale, ma sono semplicemente frasi "usa-e-getta"; infine, di molti di essi si è perso il significato letterale. Le espressioni idiomatiche sarebbero invece costrutti adattabili secondo il contesto.
Alcuni modi di dire sono comunque di origine proverbiale: ad esempio Campa cavallo deriva dal proverbio Campa cavallo che l'erba cresce, e sono legati al concetto di cliché.
La differenza tra proverbi e frasi fatte può essere sottile. Il presente glossario esclude i proverbi, incluse tutte quelle massime di uso comune che conservano un contenuto: ad esempio, Tutto è bene quel che finisce bene (Shakespeare) è stata esclusa in quanto assimilabile a un proverbio: in ogni contesto in cui è usata, infatti, essa esprime sempre lo stesso contenuto (ogni fatto o azione è positiva se ha un esito positivo). Al contrario Essere o non essere (ancora Shakespeare) è stata considerata una frase fatta (e non un proverbio), perché è molto spesso usata al di fuori del contesto originario, ed è all'origine di calchi e parodie che non conservano praticamente traccia del contenuto originale.
Una creazione usata da pochi parlanti, per esempio una semplice metafora, non è sempre considerabile come un modo di dire affermatosi in una lingua: è invece possibile che si tratti di un semplice fenomeno di idiosincrasia, dunque che venga considerato solo come una creazione individuale. Dato che non esiste un confine netto tra neologismi individuali e modi di dire saldamente ancorati nel sistema di una lingua, non è possibile contare le espressioni idiomatiche presenti in una lingua.
Se la frase fatta contiene un verbo, nella lista seguente è riportata con il verbo all'infinito (ad esempio, "andare a ramengo"), a meno che la frase rappresenti una frase fatta solo in una determinata forma verbale.

## Altri criteri di inclusione
- In linea di massima si escludono "le voci costituite da una parola sola": in questo caso, più che di frase fatta, si dovrebbe parlare di slittamento di significato di una parola.
- Si escludono le frasi che, pur frequentissime nella lingua italiana, "non mostrano nessuna particolare alterazione retorica o di significato". Per esempio, l'espressione "in poche parole" è molto usata, ma sarebbe comprensibile anche a chi la sentisse per la prima volta. Invece l'espressione "in parole povere" è già in qualche modo una frase fatta: l'espressione contiene un'alterazione retorica (l'aggettivo "povere" riferito alle "parole") che è tipica di questa espressione.
- Sono escluse anche "le espressioni idiomatiche dialettali".

## 0 - 9
Data impossibile, ma usata in modo scherzoso per dire "mai": "Quando mi presti la macchina?" "Il 30 febbraio".

## A
Restituire/ricevere dei soldi dovuti (o comunque adempiere o veder soddisfatto un diritto) senza una data precisa, ma comunque molto in là nel tempo, come l'eredità paterna, che viene ricevuta solo dopo la morte del padre.

Prendersela inutilmente con qualcuno che non reagisce: come i cani che, disturbati dal chiarore della luna, le abbaiano contro; «imprecare a vuoto».

È il gesto con cui i galli, prima o dopo un combattimento, riconoscono la superiorità dell'avversario. Dal mondo contadino l'espressione ci è arrivata con il senso di "calare le proprie pretese", "riconoscere la propria inferiorità" o anche solo "far (di) meno l'arrogante / non fare tanto l'arrogante". Modo di dire analogo è "Abbassare le ali".

Dall'arabo bizzaf, "molto". In grande abbondanza. Equivalente ad a iosa, a gogò.

Senza ciò che si prevedeva di ottenere. "Restare a bocca asciutta".

Come nel gioco delle bocce la distanza dal pallino si misura, e di conseguenza i punti si assegnano, solo quando le bocce sono ormai ferme; in certe situazioni è bene attendere che gli eventi in corso siano terminati per procedere a una valutazione o a un'ulteriore azione.

Nell'immediatezza dell'accadimento.

In modo accogliente e affettuoso.

"Pressappoco" intendendo qualcosa misurato a braccio invece che con il metro. Simile all'espressione "a spanne". Un discorso a braccio è un discorso non scritto, non preparato. Il modo di dire si ritrova anche nell'espressione Parlare a braccio che significa pronunciare un discorso senza leggere un testo scritto.

Senza freni. Le briglie, nel caso di un cavallo in corsa, rappresentano i freni e i comandi del quadrupede in generale.

Con poca spesa, a buon prezzo (dove la parola mercato è intesa nell'accezione di trattativa sul prezzo).

Senza alcun riguardo.

Poco dopo l'accaduto, quando se ne ha ancora viva l'emozione. In traumatologia s'intende anche il momento in cui avviene il trauma durante l'attività fisica (in cui il corpo e la parte interessata aumentano di temperatura).

Si usa quando si vuole dire che si è indietro nella realizzazione di un programma: «A che punto sei con quella riparazione?» «A caro amico» oppure «Sono sempre "A caro babbo"» La frase fatta esprime l'incompiutezza di un'opera come una lettera appena iniziata e non finita che cominci con "Caro amico" o "Caro babbo"

Dal mio punto di vista, secondo me. Si usa anche per sottolineare una cosa ovvia di fronte ad un errore: "A casa mia se non metti la spina nel muro la TV non si accende!"

Anche solo A cazzo. Espressione attribuita al modo di operare o di essere stata realizzata qualsiasi azione o cosa malfatta. Il modo di dire è pressappoco l'equivalente dell'espressione Alla carlona.

Rivolgersi contemporaneamente, per ottenere benefici, a persone, enti od organizzazioni che perseguono notoriamente finalità in contrasto tra loro.

Parlare apertamente e chiaramente senza infingimenti. Equivalente italiano del latino apertis verbis.

Chi è colpito dalla malasorte la deve accettare serenamente. Equivalente a Far buon viso a cattivo gioco.

Sommariamente, a prima vista.

Sapendo di non sbagliare, mossa di cui si conosce l'esito.

Lasciare cadere il proprio corpo senza opporre alcuna resistenza.

L'espressione proviene da un proverbio: "L'acqua cheta (chieta) scava i ponti". Si definisce "acqua cheta" un individuo tranquillo che con costanza è in grado, "cheto cheto", cioè senza tanto clamore né in aperta competizione, di eliminare ostacoli in apparenza inamovibili; o, in negativo, chi apparentemente non sembra crear problemi ma a un bel momento potrebbe esser proprio quello che sconvolgerà tutto.
L'espressione deve parte del suo successo alla commedia L'acqua cheta (1908) di Augusto Novelli.

Si dice di una ragazza che non fa uso di altro cosmetico che l'igiene personale per valorizzare la propria bellezza. Ragazza sincera.

"Non dire niente, non parlare!" Invito esplicito e complice a non parlare di qualcosa con qualcun altro: rigorosamente come se si dovesse tenere dell'acqua in bocca, cosa impossibile ovviamente se si prende a parlare.

Sinceramente, senza difese o diffidenze.

Compiere qualcosa superficialmente, senza pensare alle conseguenze.

A digiuno.

Nelle espressioni «una risata a denti stretti», «ridere a denti stretti», detto del ridere procurato da qualcosa che comunque produce anche una certa amarezza e quindi non permette di godere pienamente dell'aspetto ironico. Altro significato è quello di cercare di ottenere qualcosa anche con grande sforzo.

Saluto commosso, doloroso e definitivo a qualcosa cui si è affezionatamente legati.
L'espressione deriva da un brano iniziale del capitolo VIII de I promessi sposi di Alessandro Manzoni nel quale Lucia, per sfuggire agli uomini mandati da Don Rodrigo per rapirla, è costretta a lasciare il suo paese, cosa che non aveva mai fatto prima nella sua vita, e i suoi pensieri vengono dal Manzoni così descritti: «Addio monti sorgenti dall'acque ed elevati al cielo, cime inuguali, note a chi è cresciuto tra voi e impresse nella sua mente non meno che l'aspetto de' suoi familiari».

"Sperando che vada tutto bene".

Dal latino dirŭptus, participio passato di dirŭmpĕre (dirompere). Si dice relativamente a quando piove abbondantemente o a un pianto irrefrenabile.

"Molto raramente". La morte di un Papa è considerata un evento relativamente raro. Ad esempio: "In Sicilia nevica a ogni morte di Papa", cioè in Sicilia nevica molto raramente.

Qualcosa che ha degli effetti nocivi anche per chi la compie nel proprio interesse.

Riconoscere qualcosa al solo ascolto. Specialmente, per un musicista, il saper ricostruire melodie, armonie o ritmi di un brano musicale senza vederne la partitura.

Significa «per uso del Delfino» ed era presente nei frontespizi dei testi adattati per il primogenito del re Luigi XIV di Francia.
Oggi la locuzione viene adoperata in senso spregiativo per indicare qualcosa che è stato alterato al fine di soddisfare interessi di parte.

L'espressione si riferisce a un comportamento che vuole essere astuto ma che si rivela alla fine fallimentare.

A fede di Bacco. S'invocava simbolicamente il dio Bacco come testimone senza tema di smentita per garantire che in una locanda si mangiava e si beveva bene.

Affidare un bene o un compito a una persona non solo inadatta o rivelatasi inaffidabile, ma i cui interessi sono contrari alla buona conservazione del bene in questione. L'espressione è tratta dalla favola di Esopo Il lupo e il pastore.

Molto vicino alla superficie dell'acqua. Qui "fiore" - forse per traslato dal fiore come parte più alta della pianta - indica la superficie di un oggetto (anche liquido) o comunque la sua porzione vicina alla superficie stessa. Cfr. "affiorare" per "emergere". Un altro esempio è la voce successiva "a fior di pelle", o anche "fior di latte" per indicare la panna che, com'è noto, galleggia sul latte grazie alla sua minore densità.

Molto vicino alla superficie della pelle, epidermico. "Un'impressione a fior di pelle", "Un'impressione immediata, istintiva, epidermica". "Avere i nervi a fior di pelle", cioè "essere molto sensibili, suscettibili".

Prepararsi a uno scontro.

Senza dover restituire l'investimento iniziale.

A distanza di tempo, quando gli animi si sono calmati.

"In gruppi" quindi "abbondantemente". Detto originariamente di persone: "I bambini escono di scuola a frotte".

Vicino al termine, agli ultimi istanti, alle ultime risorse.

In grandi quantità, a profusione. Dal raddoppiamento della sillaba iniziale dell'antico termine francese gogue che significava "divertimento".

Agire in modo vile, malvagio.

"In grande abbondanza, un'infinità". Secondo il Vocabolario Etimologico di Pianigiani da "chiosa", nel significato passato di "monetina", in grado quindi di acquistare solo cose di cui c'era abbondanza; oppure, attraverso il provenzale, dal gaudium latino. Secondo l'Etimologico DELI di Cortelazzo-Zolli l'origine è tuttora da ritenersi ignota. In alcune parti del Nord Italia si usa, in alternativa, l'espressione "a ioia".

Su certi argomenti, oggi troppo controversi, toccherà ai posteri pronunciarsi. La frase celebre è tratta da due versi de Il cinque maggio, il componimento poetico più celebre di Alessandro Manzoni. Il giudizio che Manzoni rimanda ai posteri è quello sulla vita di Napoleone Bonaparte: Fu vera gloria?

Ai tempi antichi. La Berta in questione è Berta la piedona, moglie di Pipino il Breve e madre di Carlo Magno, beata e patrona delle filatrici.

In un tempo vecchio e sorpassato. Espressione tipica della zona di Milano.
In Veneto invece si dice «Ai tempi di Marco Caco»; a Roma (e in generale nel centro Italia) si usa dire «al tempo di Checco e Nina»; a Sassari si parla di «Anno 3».
più propriamente Alla sans façon (senza maniera, senza garbo)
Fare le cose senza cura, semplicemente, sbrigativamente senza badare ai particolari.

Espressione nata dal racconto di un uomo che, trovata una serpe semi assiderata, se la pose in petto per riscaldarla ma la serpe, quando si riprese, lo morse avvelenandolo. La frase vuole significare che talvolta la benevolenza è mal riposta.

Intuire qualcosa senza dati sicuri come se si usasse solo l'odorato. Una misurazione fatta in modo sommario, "a spanne".

Riferito a chi solleva troppo spesso il gomito nell'atto di bere alcolici.

oppure Fare spallucce con il medesimo significato di dimostrare disinteresse o disprezzo nei confronti di chi afferma qualcosa che si considera irrilevante.

Riferito a chi alza un polverone, fa chiasso, provoca scandali per celare la realtà.

Ridotto male, in difficoltà, come chi si ritrova in un conflitto dalla parte (o partito) perdente.

Nell'espressione "rubare a man salva" (anche "Fare man bassa") vuol dire "rubare quanto più possibile senza fatica, facilmente"

In modo duro e deciso.

Intuitivamente.

Alle qualità possedute da un oggetto va aggiunto anche un bell'aspetto.

Il modo di dire indica il grado di cottura di riso e pasta, quando non sono interamente cotti o comunque sono ancora caratterizzati da una certa compattezza che si riscontra chiaramente nella masticazione.

L'omonima opera di Friedrich Nietzsche (1886) era una requisitoria contro i sistemi filosofici dominanti. L'omonimo film di Liliana Cavani (1977) era a sua volta ispirato alla tormentata biografia di Nietzsche. Oggi a volte si definisce "al di là del bene e del male" un'opera d'ingegno (libro, film, opera d'arte, ecc.), talmente bella (o brutta) da meritare una categoria a sé, fuori dai canoni artistici codificati; oppure un personaggio pubblico talmente celebre da far "saltare" le abituali convenzioni morali ("Xxx è ormai al di là del bene e del male", ecc).

Insospettabile.

In maniera approssimativa.

Senza particolare puntiglio o precisione.

Con ampio ritardo, in senso ironico.

Letteralmente "di corsa". Frase resa famosa nel film Fantozzi contro tutti, con il protagonista alle prese con una bicicletta.

Significa "alla buona", "senza pretese", "senza cura". Il "re Carlone" dei poemi cavallereschi è in realtà Carlo Magno, che anche dopo l'incoronazione a Sacro Romano Imperatore non rinunciò mai alle sue abitudini e ai suoi abiti un po' grossolani. Il modo di dire è attestato nella letteratura italiana sin dal 1400 (ad esempio, in Pietro Aretino).

L'espressione derivata da "cheto" (silenzioso, zitto zitto, ecc.) si usa per indicare qualcuno che di soppiatto cerca di non farsi notare di solito per non essere coinvolto in eventi sgradevoli.

"Eccessivamente diluito, di debole effetto". Ad es.: "Un farmaco all'acqua di rose": un farmaco blando o che non ha sortito l'effetto desiderato. Si dice anche di una situazione che si presenta senza difficoltà.

In sostanza, in ultima analisi.

Alla resa dei conti.

Compiere un'azione "alla garibaldina" significa intraprenderla senza troppe cautele, d'impeto, con avventatezza e slancio temerario. L'espressione è un chiaro riferimento ai metodi di combattimento usati da Giuseppe Garibaldi e in particolare alla Spedizione dei Mille.

Magnificamente.

Essere disponibile e facilmente avvicinabile.
« [...] da quel giorno in poi, quel signore fu un po' men precipitoso e un po' più alla mano.» Alessandro Manzoni a proposito del fratello del giovane ucciso da Ludovico, dopo l'incontro con Ludovico divenuto fra Cristoforo (I promessi sposi, Cap. IV, 376).
« [...] bisogna andar domattina da Ferrer, che quello è un galantuomo, un signore alla mano; ...» Renzo, che dice la sua in un crocchio in strada, dopo la vicenda del forno delle grucce (Alessandro Manzoni, op. cit., cap. XIV, 68-69).

Si dice di cosa fatta in grande stile, oppure in un modo inusuale o con gusto grossolano. Si usa anche in relazione alla parcella degli avvocati quando il compenso è calcolato sul risultato ottenuto dal cliente.

Nelle battaglie campali era l'ordine impartito ai soldati per continuare a combattere con le spade o le baionette una volta che avevano terminato le munizioni dei loro fucili. Le armi da taglio o da punta (pugnali, spade, baionette), sono dette "armi bianche". È un calco (forse medievale) dal germanico blanch (tedesco moderno blank), che significava anche "splendente": si tratta di armi metalliche, che quindi scintillano al sole.
Altra interpretazione è quella per cui le armi da taglio si definiscono "bianche", in contrapposizione a quelle da fuoco che sono "brunite", cioè di color grigio scuro a causa del trattamento di brunitura (antiruggine) che subiscono.
A volte l'espressione viene usata, con una sfumatura vagamente parodistica, per indicare uno scontro dialettico molto acceso tra due persone: una variante altrettanto diffusa è alla baionetta.

Improvvisando. Si dice di "traduzione all'impronta" quando non si usa il vocabolario.

Viene così definita la modalità di dividere una spesa in parti uguali fra tutti i partecipanti, senza tener conto dell'effettiva fruizione di ciascuno di loro.

In maniera approssimativa o plateale, alla buona.

Quando la situazione degenera, come ultima opzione.

Quando tutto è perduto, come ultima opzione.

Si dice di persona con poca esperienza. Probabilmente deriva dall'ambiente militare.

"Stare al passo coi tempi" significa conoscere e usare i mezzi, le soluzioni, più aggiornati.

Espressione derivata da un aneddoto riportato da Tito Livio:
(T.Livio, Ab Urbe condita, I,54)
Persone importanti, generalmente in ambito militare o politico.

Locuzione che intende sottolineare ed enfatizzare la verità di un'opinione o di un fatto contestato. La parola "storie" caratterizza i possibili dissensi come fatti inventati oppure scuse. Es.: «Ma che c'entrava esser poveri? È che erano sudici, altro che storie!» (La ragazza di Bube, di Carlo Cassola).

Indica in modo ironico una ripetitività quasi ossessiva di una certa azione, specie se giocoforza dopo un primo iter infruttuoso. Deriva dall'espressione usata dai giostrai nei luna park.

Andare via. Si usano dire più spesso quando si tratta di una situazione critica in cui conviene farlo, come di mezza fuga, mezza sconfitta, ritirata strategica.

A quanto si ricorda, da sempre.

Amico come mastro Ciliegia era di Geppetto nel libro Pinocchio di Carlo Collodi

Amico del tuo nemico. Nasce da una barzelletta che racconta di un presunto cacciatore di giaguari, al quale un amico ricorda tutte le difficoltà che potrebbe incontrare. Alla fine l'uomo chiede all'altro se sia più amico del giaguaro che suo. Significa mettere in dubbio la lealtà di un amico che, secondo noi, solleva troppe obiezioni. Nel parlare comune è entrata grazie al varietà televisivo L'amico del giaguaro condotto da Corrado e trasmesso su Raiuno dal 1961 al 1964, che a sua volta faceva riferimento al titolo di un film del 1958 nel quale recitava Walter Chiari.

Locuzione derivata da quella latina Amicus Plato, sed magis amica veritas attribuita ad Aristotele, che in realtà non menzionò esplicitamente Platone: la tradizione ha poi attribuito a lui l'espressione inserendo nella medesima sia il nome di Socrate sia quello di Platone: «Amicus Plato, amicus Socrates, sed prehonoranda veritas» (Amico Platone, amico Socrate, ma al di sopra di tutto bisogna onorare la verità).

Legati da un così forte sentimento di amicizia di essere pronti a sacrifici anche importanti l'uno per l'altro ("per la pelle", cioè anche a costo di morire l'uno per l'altro)

Trovare espedienti per passare il tempo, in un modo o nell'altro.

Supposto, per il momento, che le cose stiano così, pur senza riconoscerlo in via definitiva.

Chi è costretto dalle circostanze a usare in modo limitato il potere politico.

Riferito a personaggi di così scarsa importanza che non ci si aspetterebbe che vogliano dire la loro.

Ultima possibilità, espediente o persona cui ricorrere in una situazione disperata. Deriva dal nome dato in ambito navale all'ancora di riserva.

Equivale a "morire" cioè andare al cimitero dove di solito sono piantati cipressi.

Morire. Usato principalmente in Toscana, è composta da "babbo" e "riveggo" (o "riveggio"), cioè "rivedere", con la terminazione -oli, solita di alcuni toponimi toscani, col significato di "andare a rivedere il padre", cioè i defunti.

Andare d'accordo.

Sprecare inutilmente il proprio tempo. Similmente Cercar farfalle sotto l'arco di Tito nel senso di dedicare il proprio interesse alle farfalle invece di ammirare la maestosità del monumento romano

La frase significa "umiliarsi, ammettere di avere sbagliato". A Canossa, nell'inverno del 1077, l'imperatore Enrico IV attese per tre giorni e tre notti, scalzo e vestito solo di un saio, di essere ricevuto e perdonato dal Papa Gregorio VII. Ma il conflitto tra i due (la lotta per le investiture) era destinato a riaprirsi di lì a poco.

Arrivare all'obiettivo prefissato. Espressione proveniente dal gioco della Dama, quando con la propria pedina si raggiunge l'estremo opposto della scacchiera, trasformando quindi la pedina in "dama".

Fallire. Vedi Bancarotta (fare) e Restare con il culo per terra.

Capitare a proposito, al posto e al momento giusti.

Frase usata nell'abbandonare ciò che si sta compiendo senza aver ottenuto nulla. La benedizione è un atto per richiedere un intervento divino. Quando non si ha più speranza d'ottenere ciò che ci si aspetta, l'unica possibilità è attendersi un miracolo.

Fallire (in genere in termini finanziari).

L'espressione marinaresca, che significa "navigare sfruttando tutta la forza del vento", è passata nell'italiano colloquiale, dove viene adoperata per descrivere una situazione in cui tutto sta andando per il meglio.
La locuzione deriva forse dall'analoga espressione latina pleno velo, usata per esempio da Publio Virgilio Marone nell'Eneide (libro I verso 401).
Di significato simile sono frasi come andare a vele spiegate o con il vento in poppa.

Le galline, come molti animali diurni, seguono il sole. Andare a letto con le galline significa dunque andare a dormire la sera molto presto.

Mettersi in viaggio senza una meta prefissata, pronti a incontrare ogni tipo d'incognita.

Un'azione che non arriva a conclusione. Fallire. In passato veniva indicato con "Monte" il complesso dei debiti che un cittadino aveva nei confronti degli organi statali a cui doveva somme di denaro gravate dai tassi d'interesse. In caso d'insolvenza il debitore veniva spossessato dei suoi beni sino a copertura del debito. Per evitare l'usura esisteva il "Monte dei pegni" o "Monte di Pietà" che concedeva prestiti a basso tasso. Il Monte designava quindi il complesso dei beni e nelle estrazioni a premi è ancora comune l'espressione "Monte premi". Nel gioco delle carte con Monte si indica il mazzo dal quale, come da un bene comune, i giocatori prendono a turno le carte che in caso d'irregolarità, per decisione unanime, tornano al Monte annullando così la partita (Mandare a monte).

Fare qualcosa seguendo il proprio intuito.

Andar bene con o in una determinata situazione.

Non avere esito positivo.

Risultare gradito, simpatico a qualcuno.

Dal latino parare che significa «preparare, allestire, apparecchiare»:

Morire. Errata traduzione dal latino ire ad patres (andare dai padri), cioè ricongiungersi cogli antenati. Così tradotta per assonanza con il nome della città greca di Patrasso.

"Star bene indosso". Di abiti che sembrano esser stati dipinti sulla persona che l'indossa. Si dice anche di qualunque oggetto adoperabile a proprio uso.

Si manda "a quel paese" una persona che ci ha fatto arrabbiare. L'invito ad allontanarsi è un eufemismo, che sostituisce espressioni più forti come "Andare al diavolo, all'inferno, in malora" o più volgari come "Andare a fare in culo". Celebre è la canzone E va, interpretata da Alberto Sordi, il cui incipit recita, in romanesco: Te c'hanno mai mannato...a quer paese??/ Sapessi quanta gente che ce sta!/Vai, er sindaco è n'amico mio/dije che te ce manno io!.

Significa perdersi, fallire nei propri scopi. Deriva verosimilmente dalla forma poetica "andare ramingo" (solo, senza una meta, allontanato da tutti, povero e disperato) ereditata probabilmente dall'italiano volgare dell'Alto Medioevo. Potrebbe anche derivare dal nome del comune in provincia di Asti Aramengo, dove pare esistessero delle carceri che ospitavano le persone insolventi o che avevano fatto bancarotta.

Si dice di situazioni, eventi, che "precipitano": vanno irrecuperabilmente male: "Tutto andava a rotoli".

Vedi Andare a quel paese.

Tecnica d'indagine mirata alla verifica reiterata dello storico. Usato spesso per indicare il voler verificare di persona quanto sentito da altri.

Non si conosce esattamente l'origine etimologica della parola "zonzo", che alcuni vorrebbero derivata dal suono che emettono le mosche durante il loro volo notoriamente irregolare e imprevedibile. Dovrebbe quindi essere solo una forma onomatopeica. Altri lo ipotizzano da "gironzolare" (letteralmente "farsi dei giretti", ma che suona anche "ronzare in giro"). In ogni caso, ha il significato di "girare senza meta", anche solo per divertimento.

Fallire, non riuscire in qualcosa.

Essere anticonformisti e diversi dalla massa.

Andare in un luogo così ristretto che manca lo spazio dove le capre possano cozzare, vale a dire "andare in prigione":

Significa non raggiungere lo scopo, non ottenere quanto sperato.
Un pescatore che torna a casa senza pesci "è andato in bianco".
Un giovanotto che sperava di andare a letto con una ragazza, ma non ha concluso nulla in merito, è... "andato in bianco".

Disintegrarsi riducendosi in minuscoli pezzi.

Manifestare grande felicità. In origine "andare in brodo (o broda) di succiole": le giuggiole, ossia il frutto del giuggiolo, presero il posto delle "succiole", cioè le castagne lessate con la buccia.
L'espressione deriva dalla bontà dello sciroppo che si ricava dai frutti appassiti del giuggiolo, mescolati a mele cotogne, uva, vino e zucchero.

Si dice di un conto che non verrà mai più saldato, un pagamento che non verrà più eseguito, e, per estensione, un'operazione prevista ma poi senza più riscontro.

Significa "rimanere senza soldi, sforare il budget". Il "rosso" è un chiaro riferimento al conto bancario. Similare "Essere al verde". Andare in rosso deriva dal colore del nastro della macchina scrittrice di schede contabili, che era costituito da due strisce, una nera e una rossa sovrapposte: quando il risultato era in "Dare", cioè passivo, automaticamente la macchina, alla stampa del totale, spostava la battuta sulla parte rossa del nastro, evidenziando così in rosso sulla carta il risultato a debito.

Bloccarsi, non essere più in grado di ragionare per affaticamento.
L'espressione si riferisce al gioco del flipper, che se scosso per indirizzare la pallina si bloccava perché un pendolino di metallo oscillando (o tilt) chiudeva un circuito che bloccava il flipper e segnava la fine della partita che risultava persa per il giocatore.

Si dice di qualcosa che va a finire male.

Procedere regolarmente, senza intoppi.
 / Andare in palla
Restare confusi dalle troppe sollecitazioni (come quelle subite da un pallone da calcio durante un incontro).

Usata come negazione, che non va tanto delicatamente alla questione, ma ci arriva in modo crudo e schietto.

Essere alla moda.
 / 
Procedere o concludersi non positivamente.

Esagerare nell'uso di qualcosa o nell'esprimersi con accento fortemente negativo nei confronti di qualcuno o di un'idea.

Andarsene di nascosto, senza far rumore.

Sentirsi male ossia con l'anima a tre viaggi: andata nell'al di là, tornata nel corpo del sofferente, in procinto di andarsene definitivamente.

Lo si dice di un cantante o di un attore estremamente a suo agio ed espressivo sul palcoscenico.

Tutto ciò che si collega a qualcosa.

Espressione per significare un pericolo grave e incombente.
Fa riferimento alla situazione che si viveva a Roma durante la seconda guerra punica, dopo che Annibale aveva sconfitto le truppe romane di Gaio Flaminio Nepote sulle rive del lago Trasimeno.

Piuttosto, alquanto.

All'incirca, più o meno.

Dappertutto, in ogni dove. In continuazione.
 /  / 
In realtà; volendo richiamare altri dati di fatto.

Al massimo delle capacità o velocità, tipico del centro Italia.

A una prima impressione.

Qualsiasi oggetto malfatto esteticamente che abbia una forma irregolare. Si usa spesso nell'espressione Discorso a pera per significare un modo di parlare sconclusionato e illogico. Ci si riferisce alla pera in quanto è considerato il frutto che si presenta con un'ampia variabilità di forme riguardo all'aspetto di base.

In senso proprio significa: eseguire un salto con i piedi uniti, in senso metaforico: evitare di trattare un argomento omettendolo del tutto; anche Mangiare a piè pari riferito all'atteggiamento di chi siede comodamente a tavola.

Senza vincoli - senza catena e palla di ferro o di piombo al piede - come avevano i carcerati in passato.

Indica una quantità o intensità enorme.

Comportamento da parassita di chi si fa mantenere approfittando di un legame affettivo con qualcuno. L'origine dell'espressione sembra risalire all'aneddoto di un tale che, per motivi economici, vendette la propria casa riservandosi la proprietà di un chiodo conficcato in una parete. Quando questi volle ricomprarla gli fu chiesto un prezzo eccessivo e allora ogni giorno egli si recava nella casa per appendere il cappello a quel suo chiodo sino a quando i proprietari, esasperati, gliela rivendettero a buon prezzo.

L'espressione, usata spesso in ambito sportivo, significa "ritirarsi dall'attività agonistica". Può essere anche estesa al membro di una qualsiasi categoria professionale che decida di ritirarsi. Le "scarpe" in questi casi sono sostituite da un analogo "ferro del mestiere"; ad esempio, un ciclista appenderà la bicicletta al chiodo; un pattinatore appenderà i pattini; ecc.

Si dice di una persona irresponsabile, che facendo uso di strumenti o sistemi che non sa maneggiare, rischia di causare danni irreversibili.

Esclamazione che commenta un fatto inatteso durante un evento concitato. Si riferisce alla credenza antica dell'apertura del cielo quando gli dei intervenivano per scagliare fulmini sulla Terra.

Divorare.

Si usa per indicare un modo di mangiare veloce e ingordo, sinonimo di abbuffarsi. "Palmento" è un sinonimo di "macina", come quelle usate nei mulini. Quindi triturare in grande quantità, come quattro macine.

Nelle espressioni Cercare, trovare l'araba fenice si riferisce a cosa o persona unica oppure fantastica, frutto d'immaginazione. Il modo di dire è collegato al mito della fenice, un uccello mitologico noto per il fatto di rinascere dalle proprie ceneri dopo la morte.

Locuzione avverbiale. "Dopo averne conosciute le ragioni" quindi "oculatamente, opportunamente".

L'argento vivo è il mercurio, che ha il colore uguale all'argento, ma è liquido. Si dice di persone che hanno una vitalità eccezionale: "Ha l'argento vivo addosso!"

Lo si dice di un'idea, un progetto, un discorso, inconcludente, evanescente, privo di sostanza e fondamento.

Un'accozzaglia eterogenea di persone, in genere poco capaci e mal coordinate. L'espressione ha origine con l'omonimo film di Mario Monicelli (1966).

L'esortazione ironica si riferisce a chi non ha il coraggio di agire in prima persona e preferisce mandare avanti gli altri. La frase, una chiara parodia dello stile militaresco e in particolare mussoliniano. È pronunciata, ad esempio, da Totò nel film Totò contro Maciste (1962). Nel 1971 diventa anche il titolo di un film di Franco Franchi e Ciccio Ingrassia.

Riferito quasi sempre a una corsa, anche in senso metaforico, magari lungo un pendio, di un soggetto talmente veloce da rischiare di rompersi il collo in caso di caduta. "Rotta" è una forma antica per "rottura" ricavata direttamente dal participio passato di rompere.

"Sforzarsi invano di argomentare l'impossibile". Vetri e specchi, essendo molto lisci, non offrono alcun appiglio a chi volesse arrampicarvisi.

Simile all'espressione arrivano i nostri.

Si dice solitamente quando arriva qualcuno in soccorso di chi è in difficoltà. La frase ha origine dai classici film western, nei quali il provvidenziale arrivo della cavalleria salvava i protagonisti, assediati dai pellirosse, da morte certa.

Equivalente a Il mestiere di Michelaccio o Fare la vita del Michelaccio significa il vivere senza lavorare di un vagabondo e/o uno scansafatiche.

Fuori controllo, senza freni, come il meccanismo della ruota libera. Solitamente preceduto da un verbo, per indicare un agire disinibito o incontrollato.

Senza pagare. Locuzione dall'etimologia sconosciuta forse di origine onomatopeica.

Simile all'espressione "vita morte e miracoli".

Variante di A sbafo, A ufo, gratuitamente, senza pagare. Derivato da "scroccare" da cui "crocco" (uncino) quindi "staccare dall'uncino".

Detto di una situazione in cui molti si comportano in modo infantile; prende il nome da un istituto tuttora esistente a Milano (che però non è un asilo infantile).

Fare come l'asino di Buridano: non saper scegliere e rimanere nell'indecisione tra due opportunità ugualmente allettanti. Il detto fa riferimento a un apologo, attribuito a Giovanni Buridano, filosofo scolastico e rettore dell'Università di Parigi nel XIV secolo, che avrebbe così illustrato il conflitto fra intelletto e volontà:
(Giovanni Buridano)

Tuttavia non risulta da documenti storici che sia stato proprio Buridano l'autore di tale apologo.

Faccetta Nera / Bell'abissina / Aspetta e spera / Che già l'ora s'avvicina! / Quando staremo / Vicino a te / Noi ti daremo / Un'altra legge e un altro re!
La più conosciuta canzonetta coloniale del regime fascista (scritta nel 1935 da Renato Micheli) ha dato vita a un'espressione che conserva ben poco del suo significato originario. Equivale al più usato campa cavallo.

Il titolo della famosa opera di Samuel Beckett ha assunto il significato di aspettare qualcosa che non arriva, e che chi l'aspetta non fa niente per far sì che ciò avvenga.

L'esecuzione di un'azione realizzata di malavoglia, irregolarmente, poco alla volta.

Letteralmente "Pungolando ripetutamente con lo sperone". Quindi "Forzando l'andatura, a tutt'andare".

Attacco, anche metaforico, condotto con forze soverchianti e in modo violento e disordinato, a un bersaglio di valore. Trae origine dagli stereotipi dei film western, nei quali le diligenze, che viaggiano regolarmente isolate e poco difese, in territori ostili, sono attaccate o prese in imboscata da bande di fuorilegge. Per estensione quindi qualsiasi azione condotta con queste modalità. Diverso da "sparare sulla Croce Rossa", per l'implicita connotazione di bottino possibile nei beni trasportati dalla diligenza (e dei portafogli dei passeggeri).

Avere una soluzione vincente ancora non svelata ma soprattutto molto inaspettata. L'asso, infatti, in parecchi giochi di carte è la carta con il maggior valore. In passato i bari erano soliti nascondere un asso all'interno delle maniche per barare più facilmente, facendo scivolare al momento opportuno la carta di maggior valore sul tavolo da gioco.

In ristrettezze economiche o con poco cibo. Equivale a Non avere il becco di un quattrino.

«Io ero, quell'inverno, in preda ad astratti furori. Non dirò quali, non di questo mi sono messo a raccontare. Ma bisogna dica ch'erano astratti, non eroici, non vivi; furori, in qualche modo, per il genere umano perduto.» Il celebre incipit del romanzo Conversazione in Sicilia di Elio Vittorini ha dato vita a una formula molto usata nella lingua italiana. Essere in preda ad astratti furori può significare perdersi in ragionamenti eccessivamente complessi; oppure (secondo un'interpretazione più prossima a quella del testo di Vittorini), ripiegarsi in una contemplazione indignata dei problemi concreti della società, senza individuare un modo per risolverli. Il richiamo agli "eroici furori", contenuto nella frase di Vittorini, vale come riferimento al titolo di un'opera di Giordano Bruno, De gli eroici furori (Londra, 1585).

Una questione che sembrava dovesse portare a gravi conseguenze alla fine si risolve in tutt'altro modo con la complicità degli interessati a trascurarla e ridimensionarla, come se fosse stata conclusa con un incontro conviviale tra le parti.

Incominciare in modo improvvisato una conversazione con una persona, anche usata per indicare l'uomo che prova ad abbordare una donna.

L'espressione trova la sua origine nella possibilità di viaggiare sui tram di una volta, se pure più scomodamente e pericolosamente, per i passeggeri che si attaccavano all'esterno del mezzo non trovando più posto all'interno e restando aggrappati alle strutture esterne grazie all'entrata posteriore rimasta aperta. La locuzione va intesa come la condizione di chi rimane escluso da una situazione che altri hanno risolto a loro vantaggio.

Un rapporto sentimentale - di norma extraconiugale - vissuto con intensità tale da risultare morboso, viene spesso definito nel lessico giornalistico "attrazione fatale". Il riferimento è a un film di successo del 1988, Fatal Attraction (Attrazione fatale nella versione italiana), girato da Adrian Lyne e interpretato da Michael Douglas e Glenn Close.

"A tutta velocità". Deriva probabilmente da una traduzione errata dell'espressione francese à toute bride ("a tutta briglia").

«Orbene, a tutto c'è rimedio meno che alla morte, sotto il giogo della quale tutti si deve passare,...».

Variante (più corretta) di a tutta birra. Il gas in questione è la miscela di aria e benzina che alimenta un motore a scoppio.

Senza limiti di sorta. Lo spiano era la misura della quantità del grano assegnata ai fornai per la panificazione: se non c'erano carestie o particolari scarsità del prodotto la quantità erogata con profusione era appunto quella a "tutto spiano", mentre in caso contrario veniva ridotta a mezzo spiano o anche di meno.

A ufo, o auffo o auffa, significa "senza pagare", in origine in forza di una disposizione superiore, oggi generalmente con una connotazione negativa come ad esempio per un privilegio percepito come arbitrario. Ad esempio: "Quello scroccone viene sempre a mangiare a ufo". Deriva dalla storpiatura dell'acronimo latino A.U.F., Ad Usum Fabricae ("Per essere utilizzato nella fabbrica", sottinteso di S. Pietro e secondo altre versioni il Duomo di Milano), che veniva scritto su carri e barche che trasportavano materiali per la costruzione della basilica e per questo esentati da ogni tipo di tassa.

Un certo momento, ma senza preavviso ovvero arbitrariamente.

"Vicinissimo". A un palmo di mano dal proprio naso. Da non confondere con la simile espressione con un palmo di naso.

Vicinissimo, come la distanza di un colpo di fucile (schioppo).

Nel senso che non ci sono altre alternative bisogna decidere scegliendo tra due possibilità. Equivalente a tertium non datur (non esiste una terza opportunità).

Locuzione marinaresca, che significa letteralmente "viaggiare dando ai motori del natante la potenza massima, per andare il più veloce possibile". Si adopera per chiedere a chi ci ascolta di impegnarsi al massimo e nel minor tempo possibile.

Essere fortunato.

Essere coraggiosi. Il significato deriva dalla credenza degli antichi che il fegato fosse la sede delle passioni e quindi anche del coraggio. Per la medicina cinese il fegato è addetto a filtrare quelle impurità dell'organismo che possono indebolire il pensiero e le capacità dei muscoli per le azioni fisiche. Collegato a questo modo di dire è Essere sfegatati nel senso di agire così coraggiosamente da andare oltre i limiti naturali del coraggio, come se non si avesse il fegato.

Avere una particolare predisposizione naturale o capacità in un campo teorico o pratico. L'espressione risale nelle ricerche frenologiche dei due medici tedeschi Joseph Gall (1758-1828) e Johann Gaspar Spurzheim (1776-1832) che sostenevano che nel cranio si potevano identificare 27 specifiche zone attraverso l'esame delle quali si potevano determinare le qualità di una persona. I critici di questa teoria ironicamente definirono queste zone come "bernoccoli".

Essere tanto emozionati da non riuscire a parlare. In questo caso il battito cardiaco è tale che par che il cuore salga fino alla gola.

Essere infuriati.

Essere molto agitato come un indemoniato. Il detto ha costituito il titolo di un famoso film di Claude Autant-Lara, Il diavolo in corpo del 1947.

Avere doti e qualità tali da far pensare di essere la persona adatta per ben agire. Il significato allude a chi ha buoni numeri da giocare per vincere al Lotto.

Essere freddi e cinici. In Emilia, il detto non ha accezione negativa, ma sta per "essere coraggiosi ed esperti, quindi determinati", specialmente da chi non te lo aspetti ("sembra una vecchietta, ma ha due spanne di pelo sullo stomaco").

"Sapere di aver sbagliato". L'espressione è derivata da un proverbio: "chi ha la coda di paglia, ha sempre paura che gli pigli fuoco" (o anche: "chi ha la coda di paglia non si avvicini al fuoco"). Una persona con "la coda di paglia" si aggira tra gli altri con sospetto, per il timore che qualcuno noti le sue colpe o i suoi difetti.

Reputare di non essere capiti appieno dal prossimo a causa della propria presunta grande intelligenza o a causa della presunta inferiorità degli altri.

Letteralmente si riferisce alla salivazione che in modo spesso incontrollabile si scatena alla vista o al pensiero di un cibo di cui si è particolarmente golosi (riflesso condizionato). Viene utilizzata a indicare quelle situazioni che attirano la nostra attenzione in quanto offrono la prospettiva di un semplice, immediato e positivo beneficio.

Avere una corsa veloce. Espressione probabilmente mutuata dalle rappresentazioni del dio Mercurio, uno dei cui attributi era proprio la velocità, per cui veniva spesso rappresentato con le ali che spuntavano dai suoi talloni.

Dicesi di persona che tende a essere avara nello spendere i propri risparmi. Deriva verosimilmente dall'antica abitudine che i venditori di tessuti avevano, nel misurare la stoffa da vendere secondo la lunghezza del proprio braccio: se si allungava il braccio un po' meno di quanto possibile, si otteneva il risultato di vendere meno stoffa, ma applicando il prezzo pieno. Altra ipotesi potrebbe essere quella di non riuscire a raggiungere il portafogli, che di solito è nella tasca posteriore dei pantaloni, per pagare il conto, a causa della scarsa lunghezza dell'arto.

Avere tutti i documenti richiesti; per estensione: tutto ciò che normalmente occorre, anche figuratamente, o le qualità necessarie.

Essere impossibilitati a compiere un'azione.

Essere molto irritato.

Non avere il denaro per comprare un paio di pantaloni nuovi e portare quelli vecchi rattoppati nei punti più lisi. Si dice anche in modo dispregiativo di chi ha fatto fortuna e che un tempo girava con i pantaloni consumati, non potendosi permettere economicamente pantaloni nuovi.

Non sfruttare a dovere una situazione favorevole. Deriva dall'impossibilità di utilizzo della polvere da sparo quando questa è bagnata.

La strana sensazione allo stomaco che sente chi è innamorato.

Essere uno spendaccione.

Essere raccomandati o protetti da qualche personaggio importante.
Avere fortuna.

Si riferisce all'impressione di stare per ricordare qualcosa che non si riesce a esprimere.

Letteralmente: vantare un credito; figuratamente: aver subito un torto, di cui quindi si potrebbe voler richiedere una riparazione, le scuse, ecc. o da "ripagare", cioè di cui vendicarsi.

Essere molto irritato o avere molte preoccupazioni.

Non riuscire a parlare per l'emozione.

Avere l'autorevolezza per poter parlare, ricevere la dovuta considerazione, vedere ammessa la propria posizione, in proposito di un certo argomento. Il "capitolo" in questione è in realtà un calco del latino capitolum, "collegio" o "consiglio"; la frase fatta deriva infatti dall'uso monastico di dare voce, durante il "Capitolo", ovvero la riunione quotidiana di tutti i monaci, soltanto a quanti tra essi avessero già pronunciato i voti perpetui; per traslato, chi "non ha voce in capitolo" è meno importante, come appunto i novizi nel monastero.

Detto di chi si prodiga a sostegno di tesi poco credibili.
Aver perduto i muli e cercare i capestri
Figurato: cercare la cosa sbagliata. Anche cercare di ottenere un risultato con i mezzi inadatti oppure con i sistemi più complicati o tortuosi, come chi avesse perduto i muli e pensasse di ritrovarli mettendosi a cercare le funi con cui gli aveva legati.

## B
Modo di dire tipico del Sud d'Italia, e in particolare della Sicilia. Risale all'epoca in cui, in segno di rispetto e sottomissione, si baciava effettivamente la mano di una signora o di chi fosse considerato dalla comunità un personaggio potente, sia economicamente sia politicamente. Col tempo si è smesso di baciare realmente la mano, ma la frase è entrata nell'uso comune, come segno di riverenza e rispetto. Può anche assumere un significato ironico, per parodiare il comportamento un po' troppo altezzoso di qualcuno.

Si dice relativamente a contesti di situazioni o avvenimenti, pensando a come ci si potrebbe trovare se si verificassero determinate condizioni del tutto impossibili, così come è impossibile baciarsi i gomiti. Si veda ad esempio "Mi bacerei i gomiti se avessi il suo lavoro!" intendendo che non si potrà mai avere quel lavoro.

Completamente bagnato, zuppo, come un pulcino uscito dall'uovo appena schiuso.

Nel 1963 la studiosa tedesco-americana Hannah Arendt pubblicò le sue cronache del processo al criminale nazista Adolf Eichmann col titolo Eichmann in Jerusalem - A Report on the Banality of Evil ("Eichmann a Gerusalemme: rapporto sulla banalità del male"). La scelta dell'editore italiano di intitolarne la traduzione La banalità del male contribuirà al successo di quest'espressione nel lessico giornalistico, politico e scientifico. Per la Arendt il male "può invadere e devastare tutto il mondo perché cresce in superficie come un fungo. Esso sfida il pensiero, perché il pensiero cerca di raggiungere la profondità, andare alla radice, e nel momento in cui cerca il male, è frustrato perché non trova nulla. Questa è la sua "banalità"... solo il bene ha profondità e può essere integrale". Per contrasto si parla anche di banalità del bene (dal titolo della biografia di Giorgio Perlasca scritta da Enrico Deaglio), se chi lo compie dà per scontata l'imposizione della propria coscienza o lo fa per senso del dovere, e comunque senza aspettarsi alcuna ricompensa.

Le ciance sono (nel vernacolo toscano) le chiacchiere futili e vane, da cui "andiamo a fare quattro ciance". Per cui "bando alle ciance" può avere il significato "basta con le parole" (e magari passiamo ai fatti).
Ma ciance significa anche frottole, stupidaggini, fandonie per cui il significato potrebbe essere "basta con le frottole!"

Vedi: Essere sulla stessa barca

Sta per una grande quantità di denaro tanto da riempire una barca oppure tanto denaro quanto una "barca" nel significato di un mucchio di covoni, di fascine, di paglia.

Chi prova gusto a opporsi all'opinione altrui, dicendo o facendo il contrario.

Giovane che aiuta o sostituisce un anziano nei suoi sforzi.

Un ostacolo procurato da altre persone.

Esigere un pagamento o richiedere del denaro.

Approfittare della condizione favorevole per agire come faceva il fabbro che lavorava il ferro quando era incandescente e quindi più malleabile.
 o Battere la ritirata
Dare il segnale della ritirata o ritirarsi frettolosamente.

Dare il segnale militare della sveglia.

Stare senza far niente.

Sostantivo. "Discussione serrata": "Tra i due era un batti e ribatti di accuse e controaccuse".

Vento leggerissimo e continuo, di forza inferiore alla brezza, secondo la Scala di Beaufort.

Non avere un soldo. Varie interpretazioni tra le quali si ipotizza che ci si riferisca al "becco" che era il bordo rialzato della moneta da un quattrino.
Equivale a stecchetto:

Indiscutibilmente tale, proprio, inutile negarlo o girarci intorno: "Questo è un sopruso bell'e buono".

Bellissimo/a.

Rendere evidente a tutti per disprezzare colui che ha commesso un atto infamante. Deriva dall'uso nel passato di marcare a fuoco sulla fronte o su un'altra parte del corpo una lettera dell'alfabeto come sigla del delitto commesso.

Non avere più quattrini. L'espressione sarebbe nata quando gli elenchi dei falliti venivano affissi in città su un foglio che era certificato da una piccola "bolla", che ne attestava l'ufficialità. Un'altra interpretazione indica l'origine dell'espressione nella "bolletta" rilasciata dal Monte di Pietà quale ricevuta della consegna di un pegno in cambio di denaro: questa serviva a riavere (riscattare) quel pegno restituendo la somma precedentemente ricevuta

Inatteso slancio di vivacità.

Serrato scambio di battute.

Picchiarsi menando colpi selvaggiamente e furiosamente. Gli "orbi" stanno a significare i ciechi che, non potendo vedere, menano botte e colpi a casaccio.

Motto ironico con cui si apostrofa una persona che svolge un lavoro intellettuale senza sembrarne all'altezza.

Avere il braccino corto. Modo ironico con cui si definisce una persona avara.
Vedi Avere le braccine corte

Brancolare significa avanzare a tentoni; si usa quando non si sa più cosa fare in una determinata situazione.

Fare una scelta irrevocabile, o anche arrivare involontariamente in una situazione dalla quale non si può più tornare indietro.

Il brutto anatroccolo della celebre fiaba omonima di Hans Christian Andersen (nell'originale danese grimme ælling) è in realtà un piccolo cigno, il cui uovo è finito in un nido di anatre: la sua bellezza si rivelerà soltanto nella maturità. Con questa fiaba, Andersen ha creato una potente metafora dell'adolescenza: l'espressione "brutto anatroccolo" è rimasta nella lingua italiana a indicare una persona apparentemente sgraziata, ma dotata di potenzialità ancora inespresse.
 (anche Brutto come il peccato)
Terribilmente brutto.

Attività inutile o risultato mancante di un'azione.

In riferimento ad aziende o istituti di credito che, per analogia ai buchi neri in cui la materia scompare, truffano i propri clienti facendo sparire enormi quote di denaro. Questo termine può riferirsi anche a enti che, nonostante la ricezione di fondi pubblici consistenti, offrano servizi di basso livello o, peggio, non ne eroghino, ma che costano molto alle casse dello Stato.

Si sottintende che la serenata o la festa sia finita, ovvero (fuor di metafora) che è ormai passato il tempo di concertarsi d'intesa e non rimane che separarsi senza aggiungere parola.

"Lasciamo perdere, non c'è niente da fare". L'espressione deriva con molta probabilità dal modo di dire quando un secchio slegato cadeva in un pozzo ed era quindi impossibile da recuperare.

Indiscutibilmente buono.

Aspettare prima di agire per vedere se la situazione volge a favore di ciò che si vuole fare. "Vedere come butta" propriamente è usato per esaminare lo sviluppo dei germogli di una pianta.

Disfarsi di qualcuno o qualcosa.

Sprecare il denaro (espressione attestabile in diverse lingue).

Si riferisce a chi nel corso di una discussione, per farla fallire, interviene a sproposito e provocatoriamente per far nascere un battibecco rumoroso come l'ambiente dove si fa il formaggio (caciara).

Fare qualcosa di getto, con grande entusiasmo come fanno i pesci quando accorrono sul cibo gettato loro in acqua.

## C
Something is rotten in the state of Denmark. È una celebre frase pronunciata da Marcellus, ufficiale danese, nell'Amleto di William Shakespeare (Atto I, scena IV), durante la prima apparizione dello spettro. Oggi la frase si usa per suggerire che in un certo ambiente apparentemente elevato o prestigioso (come quello di una corte reale) qualcuno stia congiurando ai danni di altri (come nell'Amleto).

Per ricordare che prima o poi la giustizia compie il suo corso.
L'espressione deriva da un'opera teatrale di Bertolt Brecht riferita alla storia di un mugnaio di Potsdam che nel 1700, per contrastare il sopruso di un nobile, dopo essersi rivolto senza successo a tutti i giudici tedeschi per ottenere giustizia, volle arrivare al Re Federico il Grande di Prussia, sostenendo che il miglior giudice è il Re. Andò quindi nella capitale, a Berlino, dove l'umile ma testardo mugnaio ottenne giustizia.

L'inseguimento di un malvivente da parte delle forze dell'ordine. Si può riferire parodisticamente alla ricerca faticosa di una persona molto richiesta.

Persecuzione spietata, ingiustificata, pretestuosa. L'espressione si riferisce alle pratiche giudiziarie diffuse in Europa tra la fine del Medioevo e l'inizio dell'età moderna, che consentivano ai tribunali di imprigionare, torturare e mandare a morte uomini e donne con la sola accusa di stregoneria o di commercio col diavolo, il più delle volte contestata a membri più o meno irrequieti delle classi popolari.

Capitare opportunamente, al momento, alla maniera giusta. "La crisi di governo casca a fagiolo per gli speculatori finanziari".

L'espressione potrebbe derivare dall'antica locuzione stare sulle cime degli alberi, adoperata per designare chi parlava in modo troppo difficile o supponente: da cui l'invito a scendere dal pero e a tornare a comunicare coi propri simili.
Chi invece "casca" dal pero, sperimenta un doloroso impatto con la realtà, dopo essere stato per troppo tempo perso in pensieri astratti.

Quando si viene a conoscenza di un fatto che in buona fede si ignorava oppure quando si finge di non conoscerlo.

Salvarsi per un caso fortunato da una situazione rischiosa. Forse deriva dalla particolarità dei gatti capaci di smorzare le cadute atterrando sulle quattro zampe.

Arrendersi facilmente rinunciando a ciò che si voleva.

Esagerare.

Le calende (Kalendae) erano festività latine, non previste dal calendario greco. Perciò rimandare qualcosa "alle calende greche", significa rimandarlo per sempre. L'espressione è un calco della locuzione latina Ad Kalendas graecas, attribuita da Gaio Svetonio Tranquillo all'imperatore Augusto. Stesso uso del latinismo sine die, ma con una connotazione negativa.

Si dice quando si esorta alla calma e a non agire troppo in fretta. Deriva dal linguaggio dei giocatori di biliardo, che prima di effettuare un tiro difficile danno un ritocco alla punta della stecca, che è appunto ricoperta di gesso, e si concentrano nel tiro senza fretta.

Vedi andare a pennello.

Malmenare qualcuno fino a deformargli il volto. I connotati sono i tratti distintivi del viso.
 /  / 
Muoversi (anche fisicamente) "come se si stesse camminando sulle uova" significa farlo con estrema cautela, ad esempio con gesti misurati, così "andarci/procedere con i piedi di piombo" (perlopiù solo figuratamente) vuol dire affrontare una situazione con la massima prudenza, tipicamente non dando niente per scontato e/o evitando ogni sfrontatezza; "andarci cauti" è appena meno enfatico.

Si dice quando un evento positivo desiderato è rimandato a un tempo indefinito nel futuro. L'espressione deriva dal proverbio tradizionale "campa cavallo che l'erba cresce" - dove ovviamente non si sa di che cosa possa campare il cavallo mentre l'erba cresce. Vedi anche: Aspetta e spera.

Stare attenti pronti ad allarmarsi (suonare le campane d'allarme).

Purissimo. Il giglio è un fiore bianco, il colore che simboleggia la purezza e la verginità.

Persona dall'aria depressa.

Colui che sbraita e fa la voce grossa ma che in realtà è innocuo oppure chi sembra intenzionato a compiere azioni clamorose ma gliene manca il coraggio o le capacità. Il cane da pagliaio era un cane di piccola taglia lasciato libero nelle fattorie contadine che col suo abbaiare avvertiva della presenza di estranei.

Due persone che discutono o bisticciano spesso o che non si sopportano a vicenda.

Gli individui peggiori, poiché hanno timore uno dell'altro, cercano di non danneggiarsi tra loro.

Persona anticonformista, che non segue la massa, poco incline a uniformarsi.

(Non essere così sicuri, non sbilanciarsi prima del tempo a) esultare per il risultato ottenuto, di validità definitiva.

"Ultimo segno di grandezza prima del declino finale": secondo una leggenda il cigno - animale notoriamente muto - può finalmente cantare appena prima della morte.

Confondersi, prendere fischi per fiaschi, capire una cosa per l'altra.

Nel 1864, quando Firenze diventò la nuova capitale del Regno d'Italia, i giornali milanesi coniarono per la loro città la definizione di "Capitale morale d'Italia": Milano era considerata infatti la città più ricca e moderna del Regno (oltre che la più popolosa, dopo Napoli).

Essere alla portata, raggiungibile.

Intendere un'allusione, comprendere da una frase l'intera situazione. L'antifona è la parte proemiale dei salmi, recitati nella Liturgia delle Ore, preghiera cattolica. L'antifona sintetizza in una breve frase il contenuto o li significato del salmo che segue.

Citazione biblica dal Libro del Levitico. Nella liturgia ebraica, il capro espiatorio è un ariete che viene sacrificato a Dio in riparazione dei peccati di chi lo offre in sacrificio. Nel cristianesimo il capro espiatorio è Gesù Cristo, definito l'Agnello immolato, che assume su di sé i peccati del mondo. Nell'uso attuale con tale espressione ci si riferisce a qualcuno cui vengono addebitate colpe di fatti che non ha commesso, salvando così i veri responsabili.

È detta "pelosa" la carità che si fa per interesse. Francesco Domenico Guerrazzi fa risalire l'espressione a un aneddoto storico: quando Guglielmo il Bastardo chiese aiuto al Papa Alessandro II, questi gli mandò una preziosa reliquia, alcuni peli della barba di San Pietro. Ma Guglielmo vinse effettivamente la guerra e ricompensò il pontefice con "larghe concessioni". La spiegazione è ripresa nel 1907 dal Dizionario etimologico di Ottorino Pianigiani (Guglielmo il Bastardo vi diventa Giuliano il Bastardo) e dal Dizionario moderno (1908) di Alfredo Panzini.
L'espressione è più probabilmente derivata dal modo di dire, molto popolare nell'Ottocento, "avere il pelo sul cuore" (essere insensibile), e si ritrova ne I Malavoglia di Giovanni Verga.

La "carne da cannone" è quella dei soldati (e più precisamente dei fanti), destinati a fronteggiare l'artiglieria come le bestie sono destinate al macello (e "carne da macello" viene infatti spesso usata con lo stesso significato). La locuzione nasce da una spregiudicata metonimia: gli individui sono raffigurati come carne indistinta.
Per il suo cinismo, la frase è spesso usata con intenti polemici per criticare le guerre e i guerrafondai. L'originale francese, le soldat est la chair à cannon, fu attribuito a Napoleone Bonaparte dall'Abate de Pradt, con il chiaro intento di screditare il condottiero. L'espressione fu ripresa e tradotta da Giacomo Leopardi nei suoi Pensieri: «Napoleone fu [...] oggetto per dir così, di culto ai soldati, che egli chiamò "carne da cannone" e trattò come tali».

Figlio. Esprime e sottolinea con forza lo stretto grado di parentela. Citazione biblica dalla Genesi, dove in realtà le parole sono dette da Adamo riferendosi a Eva (Genesi 2, 23 "Allora l'uomo disse: «Questa volta essa è carne dalla mia carne e osso dalle mie ossa. La si chiamerà donna perché dall'uomo è stata tolta».", traduzione Conferenza Episcopale Italiana).

«Carneade! Chi era costui?» è la frase iniziale dell'VIII capitolo dei Promessi Sposi di Alessandro Manzoni, pronunciata da Don Abbondio, mentre legge il testo di un panegirico in onore di San Carlo Borromeo, all'interno del quale trova menzionato il filosofo Carneade. La fortuna dell'espressione presso i contemporanei di Manzoni fu tale che ancora oggi un personaggio storico o di fantasia o anche reale ma in ogni caso poco noto viene chiamato "un carneade". Si dice anche di un personaggio dal curriculum sconosciuto, quando viene nominato, contrariamente alle aspettative, a capo di un'istituzione prestigiosa o di un ente importante e famoso.
L'espressione viene usata (anche nella forma "XXX. Chi era costui?") per esprimere o confessare l'ignoranza di un personaggio storico o di fantasia.

Espressione che indica la possibilità conferita a qualcuno di affrontare una situazione o un problema nel modo ritenuto più opportuno, senza vincoli scritti.

I documenti parlano chiaro, ciò che è scritto non si può smentire. Parte del proverbio tradizionale "Carta canta, e villan dorme."

Persona che non ha altri interessi o attività se non occuparsi delle faccende domestiche e, come attività sociale, solo la pratica religiosa.

Espressione molto comune nel lessico giornalistico, con cui si intende rappresentare uno stereotipo della fascia della popolazione italiana piccolo-borghese, dal basso livello di istruzione e che possiede un lavoro generalmente molto semplice o umile.

Rovina, disastro, situazione caotica. Si riferisce agli effetti del Terremoto di Casamicciola del 1883.

Cercare di raggiungere un obbiettivo col massimo impegno, a fronte anche di ostacoli apparentemente insormontabili. "Cascasse il mondo, supererò l'esame!"

Costruire castelli in aria significa progettare senza fondamenta, senza un piano, fantasticando.

Si dice di un grande progetto inutile, come una cattedrale costruita in un deserto senza che vi sia una comunità di persone a frequentarla. Si è detto spesso di investimenti ingenti al sud Italia non coordinati e realizzati in un progetto globale (esempio fabbriche nuove in aree depresse senza essere collegate da strade e ferrovie).

Cercare di sfruttare un avvenimento potenzialmente pericoloso.

Espressione usata spesso nel mondo dello spettacolo e indica il pezzo migliore del repertorio con il quale si ottengono i risultati migliori, spesso è il primo con cui si ha conseguito notorietà. Si riferisce al cavallo particolarmente addestrato e dotato fisicamente riservato al condottiero per il combattimento.

Persona dalle doti eccezionali per compiere un certo compito.

Citazione dall'Iliade di Omero. Qualcosa che si inserisce con altra apparenza entro un'organizzazione per poi distruggerla o appropriarsene.
.
Si dice che in una data situazione non si è riusciti a cavare un ragno dal buco quando non si è riusciti a combinare, ottenere nulla di apprezzabile.

Il "Cavallo di San Francesco" è il bastone a cui si appoggiava il santo di Assisi nei suoi spostamenti. Andare con il "Cavallo di San Francesco" è entrato nella lingua italiana come sinonimo scherzoso per "Andare a piedi"

Impresa impossibile.

Equivalente di Cavar sangue da una rapa. Sforzarsi inutilmente, svolgendo un lavoro che non può dare nessun frutto.

Come i cavoli sono un cibo non adatto per fare merenda, così entrarci come i cavoli a merenda vuol significare un intervento non attinente, del tutto fuori luogo, che non ha nessun rapporto con la cosa di cui si tratta.

Uomo piccolo fisicamente e moralmente, stupidamente vanaglorioso.

Anche cazzi amari, cazzi con il significato di aver incontrato grandi difficoltà.

Fino al momento di raggiungere un determinato scopo o di arrivare a una certa situazione, ci si vorrà ancora molto tempo.

Espressione augurale utilizzata soprattutto in occasione di compleanni o in generale altre feste ricorrenti (tipicamente ogni anno). Augura a chi se la sente rivolgere di trascorrere altri cento giorni felici come quello che si sta festeggiando quindi, implicitamente, augura una lunga vita al festeggiato.

Cercare con grande pazienza, attenzione e scrupolo, ma rischiando che tutto risulti infruttuoso. Deriva dall'aneddoto sul filosofo Diogene di Sinope che girava con una lanterna, dicendo di voler cercare la verità.

Pignoleria eccessiva come chi cercasse un pelo all'interno di un uovo nel suo guscio o chi cerca una scusa inaccettabile.

Cercare qualcosa quasi impossibile da trovare.

Espressione attribuita erroneamente alla regina Maria Antonietta d'Asburgo-Lorena che l'avrebbe pronunciata per rispondere a un suo suddito che le disse: "il popolo ha fame, non ha più pane". Questa espressione sta a indicare che l'argomento di cui si parla non interessa molto. Non esiste alcuna prova storica che Maria Antonietta abbia pronunciato la frase. Molto probabilmente si trattò di uno dei tanti libelli denigratori stampati a scopo di propaganda antimonarchica durante la rivoluzione francese.

Espressione che indica uno stato d'incredulità.

Che ha molto valore, usato sia per persone sia per cose. Il modo di dire deriva dall'oro che i conquistadores spagnoli trovarono in Perù e portarono in Europa.

Di uso comune, sta a significare che chi parteciperà (ad es. a una festa o a una cena o a un'iniziativa di qualsiasi tipo), sarà ben accetto e potrà godere della compagnia degli altri; chi invece non sarà presente, non sa cosa si è perso, ma nessuno ne sentirà la mancanza. In altro contesto si dice quando, radunatisi per un determinato scopo, si procede ugualmente anche in assenza di alcuni che avrebbero dovuto essere presenti.

Chi vuole ascoltare e comprendere ciò che dico, lo faccia. A sottolineare che ci possono essere persone alle quali il discorso può non far piacere o dare fastidio e quindi faranno finta di non ascoltare o di non capire. La frase è ricorrente nei Vangeli anche nella forma più semplice «chi ha orecchie intenda». Nella forma di cui sopra la si trova, ad esempio, in Marco, 4, 9.

Indica discordanza di pareri; chi vuole una cosa in un modo e chi in un altro.

O chiagne e fotte; in italiano: «piangi e fotti». Si tratta di un volgarismo che costituisce un detto proverbiale della tradizione partenopea. Viene solitamente usata per sottolineare un tipico atteggiamento umano, opportunista e ipocrita, esibito da alcune persone quando sono solite lamentarsi in quei momenti in cui le cose, per loro, vanno a gonfie vele. La frase dialettale è entrata nel lessico giornalistico e della comunicazione politica, mentre il comportamento sotteso viene spesso stigmatizzato come un vizio dell'italiano medio.

Determinare una nuova situazione per superarne un'altra più sgradevole come se ci si servisse di un chiodo per toglierne un altro conficcato.

Fare l'azione giusta, ma ormai con troppo ritardo e quindi inutilmente.

Chiudersi in sé stessi evitando di socializzare con gli altri.

Espressione usata sgarbatamente per intimare a qualcuno di tacere. L'uso della parola "becco", invece di "bocca", è dato dal sottinteso paragone tra la persona che sta parlando e le galline (con riferimento al chiocciare). Poiché inoltre si ritiene che le galline siano animali dalla poca intelligenza, per estensione, la frase significa anche che è meglio tacere, poiché si stanno dicendo cose poco serie e/o di poco interesse.
L'espressione veniva spesso adoperata nei dialoghi cinematografici e televisivi, in luogo di espressioni più volgari (in questo senso, pur essendo chiaramente offensiva, ha un valore eufemistico), a volte come corrispettivo italiano di espressioni analoghe (shut up, in inglese; ferme ta gueule in francese, halt den Schnabel, in tedesco).

Fai finta di essere o di comportarti così, oppure sei proprio così?

In un passo di Plutarco - poi ripreso da Shakespeare nel suo Julius Caesar - Bruto riceve in sogno la visita di un fantasma (probabilmente Cesare), che rivolto a lui pronuncia la celebre frase; la Storia ci dice che proprio nella battaglia di Filippi il Cesaricida morirà per mano di Antonio: questa espressione viene quindi usata per intimare, spavaldamente, a un avversario la certezza della propria vittoria o per annunciare un futuro regolamento di conti.

Non vedere nulla o quasi; detto sia in senso patologico sia figurato (nel senso una persona non si rende conto della realtà). Deriva dal fatto che la talpa è un animale dalla vista molto limitata.

"Ciurla nel manico" una persona o cosa che risulti incerta e non affidabile. Se la lama di un coltello non è ben inserita nel manico o se ne è staccata per il lungo uso, l'arnese diventa inservibile, perché la lama perde ogni stabilità girando ("ciurlando": riferimento a una forma sincopata dal latino di circulare, muoversi in giro, girare) nel manico.

Prendere alla sprovvista qualcuno, che improvvisamente si trova senza difesa. Mutuato dal gergo calcistico, nel quale si definisce contropiede un rovesciamento repentino dell'azione, nella quale chi stava attaccando è costretto a tornare affannosamente in difesa.

Si dice di una cosa particolarmente riuscita o comunque eccellente: "un pranzetto coi fiocchi, una vacanza coi fiocchi."

Energica azione compiuta in un momento in cui risultava oramai inaspettata a causa di una prossima fine oppure di un'imminente sconfitta da parte di chi la comnmette

L'espressione è adoperata di solito per indicare un innamoramento a prima vista, improvviso e non previsto: si tratta di un calco del francese coup de foudre, attestato sin dal 1671.

Azione energica, spegiudicata

Eliminare problemi o colpe in maniera decisa e indistinta.

Decisione impulsiva e poco razionale

Significa "sapendo quello che è successo, dopo". Il senno è la capacità intellettuale integra di una persona. Detto generalmente quando si commenta una decisione rivelatasi poi sbagliata, poco saggia o poco lungimirante. Analoga al proverbio popolare Del senno di poi son piene le fosse, che sottolinea l'inutilità di un tardivo ripensamento.

Concentrarsi sul proprio interesse particolare. Potrebbe trarre origine dal motto di Candide, personaggio dell'omonimo romanzo di Voltaire: Il faut cultiver son jardin.

Comandare senza dare il minimo margine di discrezionalità ai sottoposti. Come farebbe il direttore d'orchestra.

In senso stretto è una locuzione usata in ambito giuridico con il significato di «prescrizione desunta dal riferimento a più norme che si integrano le une con le altre» o «coordinazione di due o più disposizioni di legge, agli effetti dell'interpretazione e dell'applicazione». Si è diffuso l'uso dell'espressione con il significato generico di più cose che s'integrano tra loro con effetti positivi o negativi. Per esempio: "non si è raggiunto il risultato voluto per il combinato disposto di errori propri e altrui".

Cercare nella grande città una particolare donna dal nome così comune è tempo perso.

Un evento o fatto che si verifica in modo molto opportuno, o al momento giusto, o un abbinamento particolarmente adatto, può essere descritto metaforicamente come "il cacio (formaggio) sui maccheroni": un abbinamento tipico della cucina italiana. Contrario dell'espressione precedente.

Essere accusati ingiustamente. Noè avrebbe lasciato a piedi i dinosauri secondo l'immaginario popolare, ma i dinosauri per la scienza si sono estinti da soli.

Significa "in quantità sovrabbondante".

Frase conclusiva dei teoremi negli Elementi di Euclide. Detto per traslato di un avvenimento che si era previsto (e magari per sottolineare che i propri consigli sono stati disattesi: "Uscendo senza ombrello ti sei preso il raffreddore, come volevasi dimostrare").

Tratta da una deposizione di uno degli accusati di aver commesso i delitti del Mostro di Firenze; si usa per indicare una brutta compagnia.

Riservandosi di poter obiettare più tardi, quando i termini della questione sono stati approfonditi. Termine mutuato dal linguaggio giuridico delle successioni: accettare un'eredità con beneficio d'inventario significa confermare l'accettazione (o respingerla) solo dopo aver effettuato un bilancio accurato dei beni, crediti e debiti lasciati in eredità dal de cuius.

Vedere o accorgersi di qualcuno o di qualcosa un attimo di sfuggita.

Mortificato o impaurito come il cane quando mette la coda tra le zampe.

Non aver ottenuto quello che si voleva.

Difendere qualcosa con caparbia energia. Usato anche in senso metaforico riferendosi alle proprie idee, che vengono difese "con le unghie e con i denti".

Si usa per esprimere una situazione di difficoltà economiche. Il modo di dire sembra riferirsi alla luce della luna, che rende scarsamente visibili le cose e quindi, metaforicamente, vorrebbe significare l'incertezza dello stato presente.

"Deluso e allibito". Ricorre nelle espressioni "Lasciare, restare, rimanere con un palmo di naso" (ovvero, con il naso lungo quanto un palmo di mano). Da non confondere con la simile espressione "a un palmo dal naso" che significa "vicinissimo".

Malmenare, procurando danni visibili alla pelle.

Sapere con chi si ha a che fare e perciò saper gestire la situazione nel migliore dei modi.

Accontentarsi di poco. Deriva da "aglietto" (diminutivo di aglio), cioè aglio giovane, non ancora formato, senza spicchi. Quindi contentarsi di cosa di poco valore.

Non contare nulla. Il due di briscola è la carta di valore più basso nel gioco delle carte. Nel bridge il due di picche è in assoluto la carta dal valore più basso. Si usa anche dire: "Conta come il due di bastoni quando regna denari", o anche "Conta come il due di coppe quando briscola è bastoni."

Riflettere o contenersi prima di parlare.

Modo di dire che si riferisce a chi manifesta grande felicità e gioia. Deriva, appunto, dal fatto che il giorno di Pasqua è un giorno di grande gioia.

Vivere felicemente senza sapere, o fingere di non sapere, di essere ingannato.

Esprimere un ripensamento su qualcosa. Lo slogan è nato sulle pagine del Candido, dove era legato alle vignette di Giovannino Guareschi che ritraevano i militanti comunisti ("trinariciuti") impegnati in comportamenti palesemente privi di senso o strampalati, indotti dai refusi presenti sulle pagine de l'Unità e corretti a suon di "contrordini" di partito. L'espressione è rimasta come sinonimo di critica all'obbedienza "cieca, pronta, assoluta" a un'ideologia.

Ossimoro inventato da Aldo Moro. Durante il "Governo delle astensioni" la Democrazia Cristiana accettò l'appoggio del PCI che però doveva rimanere all'esterno del governo. Moro in tal modo sosteneva il dialogo tra i due maggiori partiti, ferme restando le posizioni in Parlamento (maggioranza i primi, opposizione i secondi).

"Muta presenza inquietante e minacciosa". Espressione tratta dalla leggenda di Don Giovanni, che per averne sottovalutato le materiali capacità distruttive finì all'inferno senza nemmeno avere il tempo di pentirsi.
Indica una persona assente la cui presenza incombe sui presenti; una persona a cui tutti pensano, ma che nessuno osa nominare direttamente.

Beffeggiato e danneggiato come chi viene tradito dalla moglie e malmenato dal di lei amante. L'origine dell'espressione sembra essere nella settima novella della settima giornata del Decamerone, ripresa successivamente da Jean de La Fontaine (Contes et Nouvelles,III), nella favola Le cocu battu et content.

Tentare la sorte, rischiare. Prende il nome dal gioco da tavolo con i dadi.

Abbandonarsi a una vita spensierata e gaudente, ricca di avventure galanti.

L'espressione viene usata per significare l'isolamento di qualcuno ostile agli altri o la separazione dai nemici per difendersi. La frase è stata pronunciata da Winston Churchill in un discorso tenuto negli Stati Uniti il 5 marzo 1946 e fu adottata specialmente durante la guerra fredda per indicare l'isolamento dell'URSS e degli stati suoi alleati.

Una cosa ormai realizzata rende inutile ogni ulteriore discussione e dà origine ("capo") a ulteriori avvenimenti.

Azioni inaudite, inaccettabili.

Fare atto di penitenza. Modo di dire legato al mercoledì delle ceneri, all'inizio della Quaresima, quando il sacerdote cosparge di cenere il capo dei fedeli.

Costruire sulla sabbia significa «costruire su presupposti deboli, su qualcosa di incerto e cedevole». Nel Vangelo è contrapposto a "costruire sulla roccia", cioè su qualcosa di solido e sicuro.
«Perciò chiunque ascolta queste mie parole e le mette in pratica, è simile a un uomo saggio che ha costruito la sua casa sulla roccia. Cadde la pioggia, strariparono i fiumi, soffiarono i venti e si abbatterono su quella casa, ed essa non cadde, perché era fondata sopra la roccia. Chiunque ascolta queste mie parole e non le mette in pratica, è simile a un uomo stolto che ha costruito la sua casa sulla sabbia. Cadde la pioggia, strariparono i fiumi, soffiarono i venti e si abbatterono su quella casa, ed essa cadde, e la sua rovina fu grande». (Matteo 7,21.24-29).

Si dice di una cosa concepita e fatta immediatamente, in una sola mossa.

Abbondare nel fare una cosa.

Mutuato dal film Fantozzi, con Paolo Villaggio, del 1975, è una delle allucinazioni che colpiscono il protagonista nel salire verso l'ufficio del Megadirettore. Si usa per indicare una lapidazione pubblica ingiusta per aver espresso un'opinione, o anche per indicare una punizione arbitraria e sproporzionata.

Si dice di due persone che sono perfettamente in sintonia tra loro. Si dice anche "andare d'amore e d'accordo", o "essere pappa e ciccia", o ancora "mimì e cocò"; il riferimento è all'epoca in cui le mutande non erano molto diffuse e la camicia restava a diretto contatto con le parti intime.

## D
Essere in grado di svolgere le più diverse mansioni; versatile.

Si dice quando durante la realizzazione di un'impresa ci si trova di fronte a una difficoltà imprevista che annulla tutto il lavoro fatto e costringe a ricominciare da capo, come dall'inizio di "dodici" cioè di un nuovo anno.

Da quando esiste il mondo. Da sempre.

Rimpallarsi la responsabilità di una decisione. Ci si riferisce alla passione di Cristo. Infatti nel Vangelo secondo Marco si dice che Gesù fu portato dapprima innanzi a Pilato (Marco, 23, 1) il quale, dopo averlo interrogato, lo inviò a Erode (Marco, 23, 7), che lo interrogò, ma non ricevendo risposte alle sue domande, dopo averlo schernito e insultato, lo rispedì a Pilato (Marco, 23, 11).

Espressione usata per esprimere che, ripetendo qualcosa più volte, alla fine potrebbe succedere qualcosa (di bello/brutto). La ripetizione della parola "dai" sottolinea proprio il ripetersi di una certa azione nel tempo. Esempi: "Dai e dai si rompe" (riferito a qualche azione che ha a che fare con un oggetto e che potrebbe romperlo se viene ripetuta a lungo), "Dai e dai ce l'ha fatta" (per indicare che qualcuno è riuscito a fare qualcosa in più tentativi).

Dall'inizio alla fine; dalla A alla Z. Nell'alfabeto greco l'alfa e l'omega sono rispettivamente la prima e l'ultima lettera.

L'espressione significa "di male in peggio", e viene usata per descrivere o commentare la situazione in cui viene proposto un rimedio peggiore del male. Deriva da un antico racconto tradizionale: una tinca invitò le sue compagne a saltare dalla padella: in questo modo si salvarono dall'olio bollente solo per morire nella brace. Modi di dire analoghi erano diffusi già presso i latini, che dicevano (ad esempio) fumum fugere in ignem (sfuggire il fumo per trovarsi nel fuoco) o cinerem evitare in prunas (evitare la cenere e trovarsi tra i carboni ardenti).

In frasi del genere "a cominciare dalle piccole cose", "si vede dalle piccole cose"...

Dalla somma fortuna all'infima disgrazia. Espressione suggerita dalla paronomasia. Si usa anche all'opposto ("Dalle stalle alle stelle").

Diffuso anche con l'equivalente inglese Give me five (o Gimme five), è un'espressione con cui qualcuno chiede al suo interlocutore di battere tra loro le rispettive mani destre, a palmo aperto, producendo un rumore secco.
Si tratta di un tipo di gestualità tipicamente statunitense, che prese piede in Italia negli anni ottanta, forse attraverso le trasmissioni delle partite di basket NBA, che ebbero una certa popolarità tra i più giovani. A diffondere ulteriormente l'espressione fu Jovanotti, con uno dei suoi primi successi, Gimme five.
A inventare il gesto di "Darsi il cinque" sono stati i Vichinghi: essi usavano suggellare accordi o contratti semplicemente con una pacca sulle proprie mani.
Il gesto indica intesa e amicizia tra le due persone, ma è anche usato per sottolineare l'esito positivo di un gesto o un evento, una sorta di "Complimenti!". "Cinque" si riferisce naturalmente alle dita della mano.
Varianti: Gimme five, "Dammi il cinque", "Batti cinque".

Espressione ironica che sottolinea che chi "predica" è il primo a non fare di fatto ciò che dice. Il pulpito è la postazione, ancora presente in molte chiese, sulla quale saliva il sacerdote per farsi meglio ascoltare durante la predica ed è posto in genere al centro, nel senso della lunghezza, della navata centrale. Attualmente tale struttura è raramente utilizzata, anche grazie ai moderni sistemi di amplificazione che consentono al sacerdote di essere udito chiaramente anche dall'altare.

Impegnarsi a fondo in un'attività.

Letteralmente "concedere spazio", quindi "permettere" e anche "suscitare". Potrebbe dare adito a dubbi "Potrebbe lasciare spazio per dei dubbi". Ha dato adito a contestazioni "ha suscitato contestazioni".

Costituire un chiodo fisso, far perdere la lucidità. "Questa musica mi sta dando alla testa"; "basta poco vino per darmi alla testa".

Parlare tanto per parlare, inutilmente, letteralmente aprire la bocca solo per rinfrescare i denti con l'aria.

Lasciar fare qualcosa a qualcuno con tacita approvazione.

Dare importanza a pericoli inesistenti.

Suscitare l'attenzione di qualcuno toccandolo di nascosto con il gomito. Comportamento per esempio usato anche come segno d'intesa per ricevere il consenso su quello che si sta per dire o per fare.

Arrabbiarsi in maniera incontrollabile perdendo l'uso della ragione.

Riuscire a mettere in grande difficoltà. Il significato si riferisce all'operazione di torcere il filo durante la filatura ad esempio della lana.

Sragionare, delirare, dir cose insensate che per chi ascolta sembrano essere numeri da giocare al lotto.

Dare l'ultimo e definitivo colpo all'avversario. Era in uso, dopo la fucilazione, che l'ufficiale che aveva comandato il plotone di esecuzione, controllasse che tutti i condannati fossero morti: se qualcuno era stato colpito ma era ancora vivo (in genere agonizzante), l'ufficiale provvedeva a finirlo con un colpo di rivoltella in testa.

Incolpare o perseguitare una persona incolpevole col fine di farla apparire colpevole agli occhi altrui. Altresì condannare qualcuno a posteriori per azioni dapprima approvate ma rivelatesi successivamente infelici o rovinose. Allude alla croce di cui fu caricato Gesù per esservi poi crocifisso.

Indicare di nascosto a qualcuno lo spunto per come deve parlare o agire. Si riferisce agli uccellini nel nido nutriti dai loro genitori che mettono loro il cibo nel becco.

Chiamare qualcuno per telefono.

Gesto di adulazione, sviolinata.
 / 
Espressione colloquiale (e volgare), riferita all'organo sessuale femminile o maschile. Si usa anche per indicare una donna di facili costumi ("che la dà via") o più genericamente l'atto sessuale ("me l'ha data/o").
 / 
Picchiare sodo, senza risparmiare le percosse. Espressione che fa riferimento ai metodi educativi o repressivi che prevedono anche punizioni corporali, registrando in qualche modo la maggior violenza e sistematicità presente nelle azioni giustificate ideologicamente, di contro alle altre remore proprie della specie riguardo al danneggiare i propri simili.

Scappare.

Dedicarsi a qualsiasi altra cosa, che non sia quella in cui è impegnato. Esortazione ironica volta a sottolineare l'incapacità di qualcuno.

Impegnarsi a fondo in un'attività.

Darsi un'eccessiva importanza; attribuirsi un valore o delle capacità illusorie. Il termine "aria" è adoperato nel significato figurato di "apparenza", "aspetto", ecc.

Espressione del lessico giovanile già diffusa negli anni ottanta, in seguito rilanciata dal cantante Jovanotti, con la canzone "Muoviti Muoviti" del 1991, con il significato "eccezionale".

Sinonimo di principiante, spesso imbranato. Indica persona che si dedica a una certa attività nei ritagli di tempo domenicali senza poterla realmente mai approfondire. P.es., pilota della domenica, pescatore della domenica, ecc.

Espressione utilizzata all'inizio di frase per descrivere una frase e/o un avvenimento collocandolo dentro una "serie" appunto. Es:
A: Guardalo! Prima lo picchia e poi scappa!
B: Della serie "tira il sasso e nasconde la mano".

Gli intendimenti di fare il bene non tradotti in azioni concrete equivalgono a fare il male.

Buzzo è un termine dialettale toscano riferito alla pancia. Il significato di buona lena, di aver voglia di lavorare, alacremente non è rintracciabile nelle fonti.

Immediatamente, subito, senza preliminari o fasi intermedie.

Lo si dice di una donna che si concede facilmente.

L'espressione indica quello che viene fatto per la collettività senza che ciò venga reso pubblico.

Lo si dice di qualcosa rivolto a pochi interessati (in genere intenditori).

La formula, coniata già da Giuseppe Mazzini, è stata resa popolare dall'uso che ne fece il fascismo, tanto da essere talora erroneamente citata come "slogan fascista".
 /  /  / 
In un primo momento, alla prima osservazione. Espressioni nate in ambito sportivo.

Immediatamente, senza preavviso. L'espressione deriva dal linguaggio militare: nella balistica antica si diceva «tiro di punto in bianco» quando si sparava "ad alzo zero".

Chiamare le cose con il loro nome, senza giri di parole.
 / (Fare) un po' sul serio un po' per burla
Dire qualcosa con atteggiamento scherzoso ma intenderlo seriamente.

Si dice di una donna che si intromette nei matrimoni altrui causandone la separazione.

In genere in preda all'ira abbandonarsi senza ritegno a uno sfogo verbale o materiale. Usato anche nella diatesi reciproca: "dirsene o farsene di tutti i colori", vale a dire insultarsi o danneggiarsi in ogni modo reciprocamente. L'origine dell'espressione si trova ne I promessi sposi di Alessandro Manzoni (1840) nell'episodio dove l'oste della "Luna piena" fa delle raccomandazioni alla moglie:

Comunicare duramente a qualcuno la propria opinione contraria.

Susseguirsi ininterrotto di buoni e cattivi eventi come essere bagnati da un getto d'acqua molto calda e subito dopo gelata.

Citazione dal popolare film Via col vento del 1939: è la battuta finale del film, pronunciata dall'indomita protagonista Rossella O'Hara, interpretata da Vivien Leigh ("Domani è un altro giorno, e si vedrà"). È passata nell'uso comune nel senso di "intanto facciamo così, poi si vedrà", equivalente allo spagnolo que serà serà.

Affermazione attribuita a Madame de Pompadour, amante di Luigi XV di Francia (après nous le déluge) al quale avrebbe rivolto tale frase a mo' di consolazione dopo la battaglia di Roßbach (1757), nella quale l'esercito francese fu pesantemente sconfitto da quello prussiano di Federico il Grande.

In molti giochi di carte il due di picche è una carta dal valore praticamente nullo. Prendere il due di picche da qualcuno significa quasi sempre ricevere un rifiuto, tipicamente a una proposta di carattere sentimentale.

Due criteri diversi applicati ingiustamente a situazioni analoghe.

Non decidersi tra due possibilità (ma è più corretta la frase "un piede in due scarpe"). Più usata invece col significato di sentirsi in difficoltà o in imbarazzo nei confronti di una persona per aver commesso qualcosa (stare con due piedi in una scarpa).

Espressione riferita a qualcosa che non può durare, che avrà vita breve.

## E
Il modo di dire, una variante più colorita dell'espressione "eccetera", ebbe successo soprattutto nel secondo dopoguerra, per l'uso che ne fece Adriana Motti nella sua traduzione di Catcher in the Rye (Il giovane Holden). Nel testo originale di J. D. Salinger, l'espressione ...and all era estremamente frequente: per evitare le ripetizioni, che avrebbero infastidito i lettori della versione italiana, la Motti ricorse a una lunga serie di perifrasi, tra cui "e tutto quanto", "eccetera eccetera", "e quel che segue", "e via discorrendo" e, appunto "e compagnia bella". In un'intervista (), la Motti afferma di avere ripreso questa e altre espressioni dai suoi nipoti.

Strategia linguistica utilizzabile come riempitivo lessicale o in caso di difficoltà tecnica.

L'espressione è utilizzata nel dibattito politico italiano per indicare una manovra politica tendente a imporre prepotentemente una decisione. Il modo di dire si riferisce a una dichiarazione rilasciata il 18 aprile 2002 dall'allora Presidente del Consiglio Silvio Berlusconi, durante una visita ufficiale a Sofia, che denunciava come «criminoso» l'uso della TV pubblica da parte dei giornalisti Enzo Biagi e Michele Santoro e dal comico Daniele Luttazzi, affermando successivamente che sarebbe stato «un preciso dovere della nuova dirigenza» Rai non permettere più il ripetersi di tali eventi (I tre furono poi effettivamente allontanati dalle trasmissioni RAI).

Si dice scherzosamente quando si replica a chi si meraviglia di chi è riuscito a spiegare facilmente situazioni intricate. L'espressione in realtà non compare spesso nei romanzi di Arthur Conan Doyle ma nell'idea comune essa è pronunciata dal protagonista Sherlock Holmes (Elementary, my dear Watson!), rivolta al suo assistente dottor Watson per rimarcare una cosa ovvia.

Elogio eccessivo, paradossale. La pertica era un'antica unità di misura dei terreni.

Personalità dotata di massima autorità non riconosciuta ufficialmente. Fa riferimento a François Leclerc du Tremblay.
 o Eroi della sesta
Codardi e opportunisti che tentano di accaparrarsi il merito e i vantaggi degli sforzi altrui. L'espressione venne popolarmente coniata nei giorni successivi alle cinque giornate di Milano, quando un gruppo di aristocratici, borghesi e politici meneghini che si erano ben guardati dal partecipare al combattimento, dopo la ritirata delle truppe austriache s'insediarono al governo di Milano, lanciando appelli e dichiarando fedeltà a Carlo Alberto di Savoia.

Essere a molle roventi
Essere talmente impegnati in una certa attività da non potersene distogliere l'attenzione o, comunque, al punto che l'attività secondaria viene svolta male.

Era un'unità di misura latina, la sesquipeda e misurava un piede e mezzo; commettere un errore sesquipedale ha preso il significato di errore enorme, gigantesco.

Lo si dice di una località molto lontana. Però si dice anche Essere a casa del diavolo.

Litigare, riferito a un contrasto che s'inasprisce fino ad arrivare a uno scontro serio.

Essere arrivati a una situazione estrema come chi vuole suicidarsi con il gas da cucina (metodo purtroppo molto diffuso per togliersi la vita quando il gas domestico era ancora il gas di città, velenoso in quanto contenente monossido di carbonio fortemente emotossico).

Essere arrivati dopo ogni tentativo di soluzione a un'ultima occasione disperata. Allude alla frutta come portata finale del pasto.

Essere agli ultimi sprazzi di vita come accade per la fiammella ridotta al minimo in una lampada quasi priva di olio. Con vari significati:
*collocare accanto al letto di morte un cero benedetto;
*controllare con un lume se il moribondo ancora respira facendo vacillare la fiamma;
*essere in condizioni economiche di quasi fallimento. Il modo di dire si origina dall'usanza della Compagnia dei Buounomini di San Martino a Firenze (1441) che quando aveva bisogno di nuovi fondi per soccorrere i poveri esponeva una lanterna alla porta della loro sede.

Rimanere senza un soldo.

Accontentarsi di mangiare di tutto.

Essere impiegato in attività poco gratificanti o solitamente non a proprio carico

Detto di due persone inseparabili.

Espressione giovanile gergale che indica l'essere molto ubriaco. Usata molto in Emilia-Romagna. Duro da grattare è la similitudine con il formaggio Parmigiano Reggiano, che quando molto stagionato e duro è adatto a essere grattugiato sulla pastasciutta.

Latinismo (opus esse) che significa "essere necessario, opportuno".

Essere in sintonia, in armonia con qualcosa.

Da un verso della poesia Sant'Ambrogio, di Giuseppe Giusti, che è diventato un modo per dire che si hanno (o si avevano) altre preoccupazioni per la mente, o anche semplicemente che si aveva altro da fare.

Essere al centro dell'attenzione e ben voluto nella comitiva.

Essere l'ispiratrice, la consigliera di qualcuno. Secondo la mitologia romana, Egeria era una ninfa dei boschi del corteo di Diana, ispiratrice e consigliera del secondo re di Roma, Numa Pompilio, al quale avrebbe dettato anche gli ordinamenti religiosi per la città.

Sinonimo di andare d'amore e d'accordo.

Essere senza risorse, a corto di denaro.

Riferito a una persona che tende ad avere frequentemente problemi di salute, oppure a un oggetto che tende a guastarsi facilmente e che necessita di frequenti riparazioni.

Essere più obiettivo dei contendenti, poiché non coinvolto nella contesa, e privo di legami con i contendenti.

Condividere la stessa sorte e quindi non compiere azioni singole che potrebbero danneggiare tutti.

Essere prossimo alla rovina.

Essere a tal punto insaziabile da mangiare di tutto così come l'acquaio inghiotte tutti i vari avanzi del cibo rimasto quando si lavano i piatti.

Si riferisce a qualcuno che nel suo particolare campo d'azione è il migliore di tutti gli altri. L'espressione risale al gioco delle carte dove il più delle volte l'asso rappresenta la carta con il valore maggiore. Il modo di dire fu attribuito per la prima volta ad Adolphe Pégoud (1889-1915) aviatore francese che per la prima volta durante la prima guerra mondiale abbatté cinque aerei tedeschi.
 / 
Essere un furbacchione poco raccomandabile.

Essere impacciato trovandosi fuori dalle proprie abitudini.

Essere una persona estremamente buona. Vedi anche "Buono come il pane".

Rimanere impassibile di fronte a un evento che commuove.

Si riferisce a chi cambia spesso la sua posizione per schierarsi dalla parte di che gli offre maggiori vantaggi. La gabbana era un giaccone usato dai soldati: chi voleva disertare e passare al nemico si rendeva riconoscibile indossando la gabbana al contrario.

L'epoca in cui gli uomini vivevano ancora nelle grotte. A volte viene usata in senso parodistico, per alludere a un'epoca molto remota.

Età mitica delle origini, in cui l'uomo viveva felice, in armonia con sé stesso e con la natura. Il concetto e l'espressione appartengono alla tradizione classica greco-latina, dove questa Età coincideva con il regno di Saturno, padre del padre degli dei in carica, Giove.

Si dice di una frase che non necessita di spiegazioni o commenti.

Tra il Duecento e il Seicento alcuni vestiti erano confezionati con le maniche "mobili" e si potevano sostituire, per abbellire il vestito in modi diversi ogni volta. Da qui il modo di dire che significa appunto "una cosa completamente diversa", come lo erano le maniche dei vestiti.

## F
Si dice di un lavoro, soprattutto edilizio, che non finisce mai o comunque è molto lento e dura molto nel tempo. Lo stesso significato ha l'espressione Fabbrica di San Pietro in riferimento alla basilica di San Pietro in Roma.

Espressione usata per indicare persone che riescono a rimanere impassibili nelle situazioni più imbarazzanti, senza arrossire quando vengono pubblicamente offese o sbugiardate. Col significato di "audacia svergognata", la locuzione è attestata già da Niccolò Tommaseo nel suo Dizionario (1865). Altro esempio: "Gabriele rispose con faccia di bronzo senza precedenti", dal romanzo di Marco Buticchi. Le persone con una faccia di bronzo sono particolarmente portate per il gioco del poker.
Varianti: Faccia tosta, faccia di tolla, faccia come il culo.

Metafora che indica come una certa azione sia (oppure si ritenga) facilissima.

Espressione coniata da Edward C. Banfield nel 1958, in ambito antropologico, a indicare la deriva antisociale di un'etica orientata a procurare beneficio alla propria ristretta cerchia familiare, è divenuta una polirematica proverbiale (v. anche Tengo famiglia).

Far rabbrividire (facendo diventare la propria pelle come quella del cappone).

Ricoprire contemporaneamente due ruoli opposti (vedi anche Fare il boia e l'impiccato).
Il detto si riferisce all'episodio del Vangelo di san Luca (10, 39-42), quando Maria Maddalena ascolta estatica Gesù, mentre la sorella Marta, che ospitava Gesù, era in gran d'affare a servire. Ne emergono due figure opposte: Maria Maddalena, contemplativa, Marta attiva lavoratrice.
«Ho pensato più alla roba di casa che alla mia; non ho avuto chi mi desse una mano; ho dovuto far da Marta e Maddalena; se qualcosa anderà male, non so cosa mi dire; ho fatto anche più del mio dovere.» (Alessandro Manzoni, I promessi sposi, cap. XXIX, 164-166). Così si esprime Perpetua verso don Abbondio a proposito dei frettolosi preparativi compiuti prima della fuga verso il castello dell'Innominato, per sfuggire all'arrivo dei Lanzichenecchi.

Battute di spirito così insulse oppure affermazioni così stupide che solo i polli, che come le galline sono tradizionalmente e universalmente noti per la loro mancanza d'intelligenza, ne possano ridere.

Far nascere in qualcuno un senso di fastidio e d'irritazione come quando una mosca si posa ripetutamente sul naso.

Smettere definitivamente di occuparsi di qualcosa, non pensarci più, smetterla di tormentarsi per quella cosa. Deriva dall'uso dei contabili antichi di porre una croce accanto ai crediti non più riscuotibili.

Essere pieno di difetti, essere inservibile allo scopo prefissato. Come un contenitore che "fa acqua" (perde acqua) ed è quindi inservibile. Di un ragionamento o una realizzazione: che non convince, inefficace.

Farla da padrone.
 / 
"Pari e patta" proviene dal gergo scacchistico, nello sport sono espressioni intese letteralmente, figuratamente intendono la conclusione di una contesa, con la rinuncia a ogni ulteriore pretesa, per un accordo, anche sommario o clamoroso, o per impossibilità a continuare da entrambe le parti. Il termine "patta" si ritrovava soprattutto nelle assemblee dove una votazione risultava con la parità dei voti pro o contro una proposta.

Avere un atteggiamento positivo anche in una situazione sfavorevole, ad esempio per non dare soddisfazione a un antagonista che vuole mettere il soggetto in difficoltà.

Di fronte alla stolidaggine altrui si rinunzia a ogni azione. Di origine biblica, fa riferimento al famoso episodio della battaglia fra israeliti e gli amaleciti "Quando Mosè alzava le mani, Israele era il più forte, ma quando le lasciava cadere, era più forte Amalek." Esodo 17,11. Sempre a tale episodio fa riferimento il Libro di Sofonia 3,16 "In quel giorno si dirà a Gerusalemme: "Non temere, Sion, non lasciarti cadere le braccia!""

Fare "cilecca" è il fallimento di un'azione. Si riferisce al momento in cui il percussore di un'arma scatta ma non fa partire il colpo. Si dice ad esempio dell'uomo che non riesce a portare a termine un rapporto sessuale. Nel significato più antico "cilecca" equivaleva a "scherzo", "burla".

In una condizione di disagio e difficoltà, causata da altri, quelli che la subiscono si accusano tra loro. Il modo di dire deriva dall'episodio de I promessi sposi dove Renzo, per consigliarsi con l'avvocato Azzeccagarbugli, gli porta per sdebitarsi dei capponi che disturbati dai movimenti si beccano tra di loro.

Riuscire, trovandosi di fronte a difficili e inevitabili difficoltà, ad affrontarle con adeguata e benevola disposizione d'animo. V. anche "Fare buon viso a cattivo gioco".
 / 
Generalizzare eccessivamente. Letteralmente, significa raccogliere tutte le specie di erbe in un solo fascio, senza distinguerle. In senso metaforico, descrive dunque l'atteggiamento di considerare un unico insieme confuso e indistinto. L'espressione (di chiara origine contadina) era già attestata da B. Varchi nella sua Grammatica (1807).

Avere successo, essere particolarmente "brillanti", bravi in un'attività.

Ottenere risultati positivi in una successione di eventi, come chi vince molte partite consecutive. Deriva dal gioco del biliardo detto "all'italiana" ove "fare filotto" è rappresentato dall'abbattimento di una fila di birilli nella loro tipica disposizione a croce, il che procura a chi lo effettua, secondo criteri precisi, un buon punteggio.

Svolgere in un'organizzazione (azienda, famiglia, ecc.) contemporaneamente più attività diverse e mansioni contrastanti, che dovrebbero essere affidate a più specialisti.

Vedi "Reggere il moccolo".

Phainómenon, in greco antico è il participio presente del verbo pháinomai, che significa "apparire". Chi "fa il fenomeno", si comporta in modo da mettersi in evidenza agli occhi degli altri.

Come per tagliare accuratamente la barba così malignare o criticare ampiamente qualcuno (anche "tagliare i panni addosso").

Assistere a uno spettacolo dove sia previsto il pagamento di un biglietto, senza pagarlo.

Fare grandi sforzi e pesanti fatiche con abilità pari a quella degli acrobati

Riferito a donna leggera e vanitosa che si distingue per ricercare l'attenzione maschile con il comportamento spregiudicato e con la mutevolezza capricciosa dei suoi affetti.

Si dice di una persona di scarsa autorità e importanza che si attribuisce un potere che non gli appartiene come nella favola di Fedro dove una mosca posata sul timone di un carro minacciava la mula che lo trainava di pungerla sul collo se non fosse andata più velocemente.

Avere un peso preponderante in una ripartizione che si presume invece equa; l'espressione deriva dalla favola di Esopo in cui un leone cacciò una preda assieme ad altri animali e, una volta divise le parti, si avvalse con prepotenza della sua forza per tenersi l'intero bottino.

Uccidere.

Vantarsi apertamente delle proprie qualità come il pavone quando fa la ruota

Vivere comodamente senza affanni e senza lavorare come il maiale ben nutrito.

Portare argomenti contrari ad una decisione auspicata da chi la deve prendere. Era il soprannome attribuito al promotor fidei nelle cause di canonizzazione presso la Santa Sede, in quanto la sua funzione era quella di esporre tutte le controindicazioni alla proclamazione a santo di una persona.

Essere eccessivamente preciso o meticoloso.

Anche mettere le corna o fare becco. Tradire il partner in una relazione di coppia. Il "cornuto" (o la cornuta) è la vittima dell'adulterio, mentre l'adultero è il "cornificatore". L'espressione nasce dal costume in vigore nei branchi di stambecchi (detti anche "becchi") da parte del maschio che, nella stagione degli accoppiamenti, dopo aver vittoriosamente sconfitto a testate un avversario per la conquista della femmina, acconsentirebbe allo stesso avversario di accoppiarsi con la femmina contesa.

Rendersi ridicoli volendo realizzare qualcosa con eccessiva economia, oppure senza averne i mezzi necessari.

Danneggiare subdolamente qualcuno, in genere prendendo al suo posto una carica o un beneficio.

Pagare le conseguenze di qualcosa a vantaggio di altri.

Essere in buona amicizia con una persona nonostante si dichiari il contrario.
, fare il nesci, fare l'indiano
Far finta di non capire o di non sentire, per evitare di dover fare qualcosa di non gradito o pagare uno scotto.

Impadronirsi di tutto quello che si trova in circolazione: "i ladri fecero man bassa degli oggetti di maggior valore". L'espressione "a man bassa (anche:manbassa)" probabilmente deriva dal permesso dato ai soldati «mani a basso» di poter saccheggiare.

Rimettere a fuoco la situazione nel suo contesto, ma riducendo anche drasticamente le suggestioni più estranee. Non è precisamente "fare il punto", più concretamente riepilogativo, ma piuttosto riprendere in considerazione di cosa si sta trattando con una riacquisizione personale dei riferimenti a disposizione. Viene spesso citato come necessità del singolo di chiarirsi, riorganizzarsi gli elementi della propria visione dell'argomento specifico.

Rimproverare aspramente. Oppure interrogare in modo molto serrato; in questo senso, simile a "Torchiare" o "Fare il terzo grado." Prende a modello l'azione del barbiere che rade il viso del cliente, prima muovendo il rasoio nel senso del pelo e successivamente lo passa al contrario, nel senso di sollevarlo dalla pelle.

Disporsi tutti insieme in difesa della propria posizione comune. È mutuato dal gergo militare quando, per affrontare un nemico che attacca su più fronti, le fanterie si disponevano in formazione a quadrato, coprendosi vicendevolmente le spalle.

Ballare.

Traslocare. Dall'usanza, ormai scomparsa, di far terminare i contratti agrari il giorno di san Martino di Tours, ovvero l'11 novembre.

Esprimere disinteresse personale per un fatto o per un avvenimento. Equivale al "non me ne importa nulla"

Consigliare, arrivati a un certo punto di un iter, di arrivare fino in fondo.
Ad esempio, a una persona che deve comprare un'auto nuova, ed è indeciso se includere un optional o meno: "Hai fatto trenta: fai trentuno e includi quell'utile optional!". Si riferisce ai mesi di 31 giorni, che sono la maggioranza dei mesi dell'anno.

Non comporta nessuna conseguenza: nel significato che un baffo solo non ha senso; i baffi devono essere due. Ad esempio: «La tua minaccia mi fa un baffo».

Fare più del dovuto, andare oltre le aspettative del richiedente.

Si riferisce all'anno 1848, quando in Europa si diffuse una serie di moti rivoluzionari.

Indica il frutto di ciò che si è elaborato personalmente - un'idea, un'opera artistica, un libro - non copiandolo da nessuno.

Ciò che è stato fatto contro le leggi della morale è destinato a finire male.

Espressione della lingua parlata che può essere usata con due significati: "far fuori un nemico", che significa uccidere qualcuno, oppure, in senso solo metaforico, quando ci si riferisce, ad esempio, a una persona che aspira a una carica prestigiosa e, avendo un rivale che gli contende il posto, riesce a eliminarne la concorrenza, con sistemi non necessariamente corretti.

Aver compiuto tante imprese, avventure più o meno apprezzabili quante si racconta ne abbia intraprese il re Carlo in Francia

Comportarsi in modo ridicolo, suscitando l'ilarità generale.
Usato soprattutto per farsi beffa di chi si ritiene capace di fare qualcosa, mentre non ne ha evidentemente la facoltà.

Irritare, provocare qualcuno all'improvviso, come fa una mosca che si posa sul naso.

Compiere un'azione, che poteva causare danni a chi la compie, senza (libera da) conseguenze. "Franca" dall'aggettivo "franco", che significa "libero". L'espressione si ritrova originariamente soprattutto nel linguaggio commerciale con il significato di «libero, esente da impostazione o prestazione»; solo più tardi, nella metà dell'800, acquista il significato di «uscire senza danno o pena da qualche rischio o da qualche azione illecita».

Espressione che significa "vendicarsi". Es: Gliela farò pagare (cara).

Equivalente a farsela sotto, farsela nei calzoni; significa avere tanta paura da perdere il controllo degli sfinteri anali e uretrali.

Rassegnarsi.

Attribuirsi e vantare meriti non propri. Deriva dalla Favola di Esopo Il pavone e la cornacchia, ripresa in seguito anche da Fedro.

Costuirsi un percorso/progetto di vita con le proprie forze, senza aiuto di nessuno ("self made man")

Interessarsi solo dei propri affari rifiutando ogni ingerenza in quelli degli di altri. Talvolta può indicare un comportamento asociale, basato sull'invito a non intromettersi nella vita degli altri.

Oppure Farsi un culo così, anche Farsi il mazzo, lavorare molto e con fatica.

Impegnarsi, moltiplicando le proprie forze, per un obiettivo o una persona.

Immaginarsi una serie di eventi, come quelli dei film, che non corrispondono alla realtà attuale.

Provocare uno strappo nella stoffa (che ricorda la forma ad angolo del numero 7)

Locuzione entrata nell'uso più comune in seguito alle vittorie di una squadriglia aerea, i "Sorci Verdi", famosa per le imprese nel 1937 e 1938. Entrata nell'uso comune con il senso di stravincere. Prova tuttavia della preesistenza, nell'uso, dell'espressione, sembra essere data dalla storia dell'origine dell'emblema della squadriglia stessa. Nel marzo 1937 il sottotenente Aurelio Pozzi avrebbe disegnato i tre topi dopo aver udito un sottufficiale esclamare in dialetto romano: Domani annamo su Barcellona e je famo vede li sorci verdi, significante il provocare un estremo spavento. Evidentemente, quindi, l'espressione trovava già uso nel dialetto romano con quest'ultimo significato.

Innervosire una persona.

quando un lavoratore dipendente è poco impegnato e/o interessato al proprio compito di lavoratore

Citazione dal ventiseiesimo Canto dell'Inferno di Dante Alighieri. Nella bolgia dei consiglieri fraudolenti, Ulisse racconta a Dante di avere incoraggiato i suoi compagni a un viaggio nell'oceano sconosciuto, pronunciando un piccolo discorso (orazion picciola):
Considerate la vostra semenza
fatti non foste a viver come bruti
ma per seguir virtute e canoscenza
L'espressione è divenuta proverbiale: gli uomini, secondo Dante, non sono stati creati da Dio per "vivere come bruti", ma per acquisire "virtù" e "conoscenza".

Lavoro fatto grossolanamente.
Anche riferito a persona rozza (in questo caso è più comune dire: tagliato con l'accetta).

Detto in modo spregiativo di una persona che si rende evidente (volontariamente o no) per motivi inaccettabili o disgustosi. I "fenomeni da baraccone" (il baraccone del circo) erano la "donna cannone", "l'uomo elefante", ecc.

Indica chi gode di particolari privilegi rispetto agli altri esclusi. Probabilmente l'espressione deriva da un'alterazione della locuzione latina «gallinae filius albae» (figlio della gallina bianca). Il modo di dire risale all'aneddoto che narra come a Livia Drusilla, futura moglie di Augusto, cadde in grembo una gallina bianca, caduta da un'aquila in volo, i cui nati, ritenuti sacri dagli Auguri, non sarebbero stati uccisi, ma allevati per ricavare gli auspici.

In Toscana esiste anche una variante essere figliol dell'Emma, di origine incerta. Si riferisce a persone che non vengono tenute in considerazione per la concessione di benefici, che spetterebbero, giuridicamente o moralmente, anche a loro.

Insulto, dove "buona donna" è un eufemismo che sta per "prostituta".

Un trovatello. Deriva dall'abbreviazione di Nomen Nescio (lett. "non conosco il nome"), apposta sui registri parrocchiali (anticamente redatti in latino) al posto dei nomi di uno o di entrambi i genitori quando veniva registrata la nascita di un bimbo per il battesimo.
Figlio di nessuno: è l'espressione burocratica con cui viene registrato all'anagrafe un orfano. Viene utilizzato anche come eufemismo, per offendere qualcuno mettendo in dubbio la moralità dei suoi genitori.

Tautologia, dato che il senso letterale non dà alcuna informazione. Il significato indiretto, spiegabile in parte con le massime conversazionali, indica una persona molto legata alla ricchezza e al potere della famiglia e che non deve il suo successo a sforzi propri. Connotazione negativa.

Chi, pur avendo in teoria gli stessi diritti degli altri, viene di fatto discriminato, magari a causa di limiti dei quali non ha colpa. Figli di un dio minore è il titolo di un famoso film del 1986 di Randa Haines, interpretato da William Hurt e da Marlee Matlin, che narra la vicenda di una bella giovane, nata purtroppo sorda.

L'espressione è derivata dalla Parabola del figlio prodigo, narrata da Gesù e riportata nel Vangelo secondo Luca (15,11-32). Il figliol prodigo è il più giovane di due figli, che si fa consegnare la sua parte di eredità e la dilapida rapidamente, riducendosi in breve tempo a fare il guardiano di porci. Ravvedutosi, decide di tornare dal padre, che lo accoglie con gioia, festeggiandolo con un pranzo in suo onore, per il quale viene ucciso il vitello grasso.
Il significato evangelico della parabola è chiaro, e denunciato esplicitamente dallo stesso Gesù nel versetto precedente: "C'è gioia davanti agli angeli di Dio per un peccatore che si converte". Oggi si usa spesso l'espressione figliol prodigo (anche con tono bonario e in senso parodico) per descrivere una persona che torna sui suoi passi dopo un sincero pentimento.

Quando qualcuno di soppiatto si allontana senza farsi notare per non essere coinvolto in eventi sgradevoli. L'espressione trova equivalenti riferiti a diversi gruppi nazionali che rivolgono l'accusa agli altri: per esempio in Francia l'espressione è rivolta contro gli inglesi (filer o aller à l'anglaise) e in Inghilterra contro i francesi (to take french leave).

Cadere in povertà, perdere la propria casa.

Il significato letterale deriva dalla punizione che nel Medioevo a Padova veniva comminata ai creditori falliti: dopo che venivano spogliati dei loro panni e rimasti coperti con la sola camicia e brache, dovevano picchiare le terga quattro volte sulla cosiddetta "Pietra del vituperio" (che si conserva ancora oggi, nei pressi del Palazzo della Ragione) pronunciando nel contempo sempre quattro volte "cedo i miei beni". Dopodiché venivano espulsi dalla città e mandati in esilio.

Lo si dice quando si ha la sensazione che qualcuno parli male di noi, oppure quando si ritiene di non aver sentito bene qualcosa.

Nei luoghi di culto cristiano non possono entrare gli animali. In passato era compito dello "scaccino" cacciare i pezzenti e i cani dalla chiesa.

Nel linguaggio politico designa chi nelle votazioni parlamentari vota di nascosto contro le indicazioni del partito politico di appartenenza. L'espressione probabilmente deriva dal francese franc-tireur (libero cacciatore) o dal tedesco Frei Korps, i corpi di tiratori scelti (cecchini) operanti durante la prima guerra mondiale.

Il guaio è combinato (metafora).

Un insieme di strane idee, progetti, desideri che si agitano nella testa come in un frullatore.

Per antonomasia è quello che Eva coglie dall'albero (la mela). Si estende alla persona o all'oggetto che porta alla perdizione chi lo desidera.

Un avvenimento del tutto imprevisto e inaspettato come quando cade un fulmine allorché il cielo è sereno.

Rapidissimo ed efficace. L'espressione, talvolta usata in senso ironico, si riferisce propriamente a quei condottieri capaci di condurre operazioni di guerra in modo audace e veloce e, in metafora, a persone che agiscono rapidamente ed efficacemente.

Essere un fumatore accanito, sempre con la sigaretta accesa in bocca. In passato si ritenevano i turchi grandi fumatori.

Evento improvviso e sconvolgente che però ha durata molto breve. La paglia incendiata sviluppa subito fiamme molto alte, ma che si esauriscono in breve tempo.

Una questione che si pensava risolta, ma che in realtà è ancora pericolosamente presente e pronta a ripresentarsi anche se non appare.

Si usa dire: "te lo dico fuori dai denti", dire chiaramente; si spiega proprio dal fatto che viene detto in contrapposizione a "parlare a denti stretti", cioè segretamente, che è il contrario dell'espressione "fuori dai denti" che invece indica il parlare senza reticenze, chiaramente e senza giri di parole.

Al di fuori dell'argomento definito, fuori tema. Vedi anche: Uscire dal seminato.

Essere ubriaco o pazzo a tal punto da non ragionare.

Come sopra, il melone rappresenta in questo caso la testa, la scatola cranica.

Un gruppo costituito da individui che si considerano astuti e potenti, ma che non riescono a dissimulare la loro grettezza provinciale. Tratta da un'intercettazione nei confronti di Stefano Ricucci durante Bancopoli.

Diffusasi dopo la pubblicazione del libro Un grande avvenire dietro le spalle di Vittorio Gassman, l'espressione di Ennio Flaiano si riferisce a quelle situazioni nelle quali ci si aspettava un luminoso futuro per un giovane promettente che invece ha fallito tutte le sue potenzialità.

Vedi Ai posteri l'ardua sentenza.

Frase usata per chi fa passare il tempo oziosamente, non combinare nulla. Il termine flanella non viene usato in riferimento al tessuto bensì è derivabile dal verbo francese flâner che vuol dire bighellonare, perdere tempo.

## G
Dall'espressione della Divina Commedia (Inferno Canto V, 137) nell'episodio di Paolo e Francesca: Galeotto fu il libro e chi lo scrisse..., ove si fa riferimento all'amore adulterino di Ginevra per il cavaliere della Tavola Rotonda, Lancillotto (Ginevra era già moglie di Re Artù), che ebbe l'inizio travolgente per istigazione di un altro cavaliere, Gallehault, italianizzato in Galeotto.
L'espressione indica una determinata cosa, fatto o persona che sia stata l'elemento che ha scatenato un amore (non necessariamente adulterino) o una passione per qualcosa.

Avere le gambe tremanti per la paura.

L'atteggiamento di chi si dà a una fuga così precipitosa da quasi toccarsi le spalle con le gambe.

Deriva da un vecchio spot pubblicitario, un tempo assai diffuso, di un detersivo per piatti.

Dietro l'apparente tranquillità, qualcosa sta succedendo.

Un lavoro o un compito noioso e difficile.

Comportarsi con indifferenza sorniona, fingersi ingenuo e distratto per non destare i sospetti dell'avversario e giocarla d'astuzia. Come fanno i gatti in agguato, che fingono di dormire ma che al momento buono balzano e ghermiscono l'incauto uccellino che si è avvicinato troppo.

Detto che si trova soprattutto nel dialetto milanese: svelt cum'è un gat da marmo (veloce come un gatto di marmo). Soggetto che reagisce molto lentamente alle situazioni. L'espressione, ossimoro, è dovuta al contrasto fra la velocità del gatto e la staticità del marmo. Ad esempio: "veloce come un gatto... di marmo." Detto anche di persona fredda e inespressiva.

Espressione usata soprattutto per chi affonda in acqua non sapendo nuotare oppure riferita a chi è fisicamente lento, goffo nei movimenti.

Commento per sottolineare l'ovvietà di un fatto al quale è attribuito un eccessivo rilievo.

Provocare improvviso terrore.

Viene usato per indicare un fallimento bellico causato non tanto dall'attacco nemico quanto dalla natura. Venne usato per la prima volta nelle guerre napoleoniche.

Personalità di spicco in campo artistico o scientifico ma anche sportivo, alla cui abilità o talento fanno da contraltare eccentricità e problemi comportamentali.

Protettore.

Chi getta acqua sul fuoco, lo fa per tentare di spegnerlo.
Allo stesso modo, usando la frase come metafora, s'intende dire che qualcuno sta cercando di placare una lite o porre rimedio a una situazione imbarazzante.

È una versione più recente della locuzione tradizionale "gettare (o versare) l'olio sul fuoco", e ha ormai quasi soppiantato la frase originale. Il senso della metafora è chiaramente opposto a quella citata sopra: chi "getta benzina", lungi dall'essere interessato a placare un litigio o una polemica, ha invece intenzione di renderlo ancora più aspro. Altre varianti: "aggiungere legna al fuoco" e "soffiare sul fuoco".

Screditare, parlar male di qualcuno, qualche cosa.

L'espressione proverbiale stigmatizza l'atteggiamento di chi, nell'eccedere nella radicalità o avventatezza di un intervento, rischia di perdere qualcosa di fondamentale e prezioso che va in ogni caso conservato: al modo di un'ipotetica madre che distrattamente gettasse via il bambino insieme all'acqua adoperata per lavarlo.

Arrendersi. Deriva dal gergo del pugilato quando per arrendersi all'avversario il secondo gettava simbolicamente la spugna usata per lavare le ferite riportate in combattimento dal proprio assistito (oggi si usa gettare sul ring un asciugamano).

Si riferisce al colosso dai piedi d'argilla narrato dalla Bibbia (Daniele, 2: 31-35), ma anche all'argilla di cui sono costituiti i golem. L'espressione è usata per definire una persona o un'istituzione che appare forte come un gigante, ma che in realtà si fonda su debolissime fondamenta. Così ad esempio veniva descritta la condizione politica dell'Impero ottomano sino al crollo nella prima guerra mondiale. Il modo di dire venne spesso riferito a Primo Carnera, propagandato come dotato di un'enorme forza ma in realtà mediocre pugile. La vicenda della sua carriera sportiva venne narrata nel film Il colosso d'argilla.

Approfittare della debolezza di un nemico sconfitto per divertirsi a perseguitarlo.

Perdere una buona opportunità.
Vivere nel peccato senza ravvedersi.

Un giorno caratterizzato da una serie di sventure o inconvenienti. Secondo gli antichi Romani, probabilmente per un'usanza derivata dagli etruschi, esisteva nel corso di ogni mese una giornata infausta durante la quale era bene astenersi da ogni attività pubblica o privata impegnativa. Il giorno malaugurato veniva segnato con una pietra nera (Nigro notanda lapillo) mentre il giorno più favorevole veniva contraddistinto da una pietra bianca (Albo signanda lapillo) o da una pepita d'oro (Dies aureo signanda lapillo).

Concentrarsi in maniera non opportuna su un problema già noto e fastidioso per l'interlocutore.

La giovinezza.

Modo di dire derivato dall'omonimo titolo di una commedia di Eduardo De Filippo: vuole significare che la vita è messa alla prova da continue difficoltà e peripezie.

L'ennesimo fatto, in sé non importante, che ha causato una grossa reazione di scontento a dovuta a una situazione difficile e complessa.

Un'azione apparentemente insignificante ripetuta nel tempo ottiene risultati evidenti.

La complessa storia di questa espressione nasce con la traduzione italiana del romanzo 1984, di George Orwell (1948), ambientato in un futuro totalitario in cui il Big Brother, "Grande Fratello" (caricatura dei dittatori europei del Novecento), è leader incontrastato di un regime basato sul controllo delle coscienze.
Uno degli slogan più celebri del romanzo è "Il grande fratello ti guarda": in effetti il romanzo prevedeva la futura diffusione capillare dei televisori, non soltanto come strumento di intrattenimento, ma anche di controllo: i televisori di 1984 funzionano anche come telecamere che spiano i "cittadini" e non possono mai essere spente. In realtà la traduzione effettiva del vocabolo contenuto nel libro sarebbe "Fratello Maggiore".
Negli anni successivi l'espressione Grande Fratello diventa così sinonimo di "società del controllo": sinistra prefigurazione di un potere che è in grado di usare la tecnologia per penetrare nella privacy dei cittadini.
Alla fine degli anni novanta, l'espressione Big Brother dà nome a un format televisivo rivoluzionario: il reality. In pratica, si tratta di una diretta tv non stop di un ambiente chiuso dove un gruppo di persone non può sottrarsi all'occhio del "Grande Fratello", cioè della videocamera. Il format televisivo debutta in Italia nel 2000, ed è subito un grande successo.
Oggi l'espressione viene spesso usata per alludere al reality show, e di conseguenza ha perso parte del significato originario.

Da una parte nel senso d'un anziano con una considerevole storia alle spalle, eventualmente prestigiosa, un venerando; dall'altra nell'ipotesi di una presenza di una regia di vertice occulta, anche proprio personale (con riferimento alla figura storica e insieme leggendaria del Vecchio della Montagna e la sua setta degli Assassini): uno stratega a capo d'ogni cosa, specialmente di un progetto politico d'ampia portata, eventualmente criminale, e comunque fuori dal controllo democratico, un gran "burattinaio" unico o principale che stia "tirando le fila" d'ogni avvenimento e quindi complotto.

La locuzione si usa quando potrebbe verificarsi una conseguenza inaspettata più positiva di quella realisticamente prevedibile nella situazione di fatto. Ad esempio: «Continuando ad impegnarti così scarsamente, se prendi per voto 5 "è grasso che cola"».

Muovere una crociata contro qualcuno, Volerlo condannare a tutti i costi. Più raro "bandire" la croce addosso.

Relativamente a qualcuno con idee e pensieri poco chiari e confusi, come se avesse la testa piena di grilli che saltano e friniscono impedendogli di pensare rettamente. Idee e voglie spontanee ma poco realistiche, ipotesi avventate di grandi azioni come gli alti salti dei grilli.
«Come eh? Vorrei che la fosse toccata a voi, come è toccata a me che non c’entro per nulla; che certamente non vi sarebbero rimasti tanti grilli in capo.» Dal burrascoso dialogo fra Renzo e Don Abbondio nel capitolo II de I promessi sposi di Alessandro Manzoni.

Guardare con alterigia e disprezzo.

## H
Domanda metaforica e retorica che si pone a chi mostra segni di insofferenza per un oggetto o un incarico che, in precedenza, ha voluto con tanta insistenza; in particolare nel caso in cui si rivela di un certo impegno od obbligo successivo conseguente al possesso. Ma vien detto anche per confermare nell'azione a progetto finalmente in fase operativa: è il momento di agire, non di demordere, di affrontare la nuova prospettiva che si era ipotizzata e che ora si va concretizzando. Il senso può estendersi anche ad azioni svolte o anche a circostanze in cui si trova il soggetto stesso che le ha provocate.

Espressione utilizzata all'inizio di frase per dare un avvertimento. Es: Stai attento! Hai visto mai che incontri qualche maniaco!

In italiano: l'uomo è artefice della propria sorte nel senso che non ci si deve affidare per costruire la propria vita alla fortuna, ma agire impegnando sé stessi. La frase latina attribuita a Appio Claudio Cieco (350-271 a.C.) politico e letterato romano si ritrova in Sallustio come Faber est suae quisque fortunae

Ogni uomo è lupo per l'altro uomo, nel senso che non pone freni al suo egoismo anche nei confronti degli individui della sua stessa specie che non esita a sacrificare per il suo benessere.

Espressione con cui si mettono in dubbio delle aspettative ritenute irrealizzabili. Presuppone il fatto che qualcun altro si aspetti che si svolgano troppi compiti.

## I
si dice di un salvataggio compiuto in extremis.

Metafora culinaria per dire "lo stesso di prima" con variazioni irrilevanti, nell'accezione ironica di "(Sempre) la solita minestra", "niente di nuovo". Anche a conferma di quanto già detto.

La qual cosa già esprime tutto in sé (e non c'è altro da aggiungere).

Dal latino Alea iacta est: ormai non si può più tornare indietro. La frase è attribuita da Svetonio (De vita Caesarum) a Giulio Cesare, che l'avrebbe pronunciata dopo aver varcato, nella notte del 10 gennaio 49 a.C., il fiume Rubicone alla testa di un esercito, violando apertamente la legge che proibiva l'ingresso di un condottiero con la sua armata dentro i confini dell'Italia. Con lo stesso significato viene adoperata anche l'espressione "passare il Rubicone". La frase latina è anche tradotta in "Il dado è tratto".

Una celeberrima citazione shakespeariana, dal Riccardo III (Atto V, scena IV); è il protagonista omonimo, sconfitto sul campo di battaglia, a esclamare:
(William Shakespeare, Riccardo III, Atto V, scena IV)
Se l'intenzione dell'autore era sottolineare la viltà del personaggio, oggi l'espressione viene usata soprattutto in senso parodico. Si offre "il proprio regno" per un oggetto che si considera molto più importante di quanto non sia per gli interlocutori.

(Essere) l'innovazione, il rinnovamento destinato a soppiantare l'esistente: nella natura delle cose, cui si guarda insieme con speranza e senso dell'ineluttabile. L'espressione, per la sua aulicità, è d'uso in tono semiserio ovvero nel senso di alludere a cose o persone superate, affatto "nuove".

È il titolo italiano del romanzo Le Quai des brumes di Pierre Mac Orlan (1927) e dell'omonimo film di Marcel Carné (1938) ispirato al romanzo. È anche il titolo italiano del romanzo poliziesco Le port des brumes di Georges Simenon (1932), avente come protagonista il commissario Maigret. Negli anni ottanta, in ambito giornalistico italiano, si diffuse l'appellativo di "porto delle nebbie" per indicare la Procura della Repubblica di Roma, a causa di una serie di episodi poco chiari e di veri e propri insabbiamenti.

Nella fiaba I vestiti nuovi dell'imperatore (1837), Hans Christian Andersen racconta di un bambino che, il solo durante una parata imperiale, finisce candidamente per affermare a voce alta quello che tutti "in realtà" potevano ben vedere: che l'imperatore, nella sua ricerca di un vestire estremamente sofisticato, aveva finito per non vestirsi affatto. Nell'uso comune l'"imperatore" è diventato un "re": esclamando "il re è nudo", si vuole affermare, spesso contro le convenienze, specialmente politiche, una verità inoppugnabile, ma che la maggioranza delle persone si rifiuta di ammettere, finendo per sottacere.

Il modo di dire ha due accezioni opposte.
1. Si dice di un espediente usato per catturare un animale, soprattutto se difficile da catturare.
2. Far scappare via. Soprattutto un tempo, per far scappare i lupi o i cani randagi, si sparava con un fucile caricato con sale sul posteriore dell'animale, in modo da non ucciderlo. Il sale, penetrato nelle carni, produceva comunque un forte bruciore.

 / 
Un'eccessiva quantità produce un effetto negativo.

Dal latino sursum corda, all'inizio del prefazio della messa secondo il rito romano della chiesa cattolica. Si dice per esortare alla gioia per un avvenimento molto favorevole.

Che abbia buon esito l'impresa a cui ti accingi (risposta considerata corretta; "crepi il lupo" e non "grazie".) In origine si diceva «andare o mettere in bocca al lupo» per cui l'espressione beneaugurante deriverebbe dal fatto che il lupo, come altri animali, trasporti i suoi cuccioli tenendoli in bocca la quale sarebbe così il luogo più sicuro in cui stare. Un'altra interpretazione è quella di considerare la locuzione come antifrastica, cioè che vuole significare l'opposto di quello che dice.

Trovarsi in una situazione difficile
 /  /  /  / 
In luogo remoto e indefinito.

Probabilmente dall'identica forma latina, si dice in senso stretto ("con la carne esposta, scoperta della pelle") ma anche figurato "con la sensibilità che si ha su una ferita aperta" quindi "fisicamente nell'intimo", "vivissimamente", fino a, per estensione, un semplice e generico "dal vivo" ("vissuto di persona, direttamente, con questi occhi" ecc).

Espressione latina che significa: il veleno è nella coda. Allusione allo scorpione, che porta il veleno nella coda, dotata di pungiglione. Generalmente significa che la malizia (o l'inganno o la circostanza spiacevole) si trova alla fine della frase (in coda) dopo che apparentemente il discorso si è svolto senza lasciar presagire nulla di spiacevole.

Nel bel mezzo di una situazione reale, invece che in un contesto costruito appositamente, a scopo di prova.
Si fa riferimento a ciò che accadde all'umanista francese Marc-Antoine Muret, che fuggendo a una condanna al rogo inflittagli dal tribunale di Tolosa, si ritrovò ammalato in una cittadina del Piemonte. I medici locali, vedendolo mal vestito, lo scambiarono per un vagabondo e decisero di usare il suo corpo per effettuare degli esperimenti. Quando Muret li udì pronunciare la frase Faciamus experimentum in corpore vili ("Facciamo un esperimento in un corpo vile"), si sentì subito bene e, approfittando di una distrazione dei suoi futuri carnefici, se la diede a gambe.

Lo stesso che (vedi le voci): In capo al mondo e A quel paese ma soprattutto In bocca al lupo.

In passato i farmacisti avevano l'abitudine di dorare o argentare le pillole per renderle piacevoli almeno alla vista. Da qui l'espressione, che in senso figurato significa: "tentare di rendere meno sgradevole un discorso o un evento".

Con questa locuzione si confessa di non sapere come andrà a concludersi un evento. Sembra che l'origine dell'espressione derivi da un racconto che narra di un contadino di nome Grillo, che, fingendosi medico, andava a visitare i malati con un mazzo di ricette in tasca e tirandone fuori una a caso diceva: «Che Dio te la mandi buona!».

Dopo tutte le considerazioni fatte.

Genericamente capace, riferito a una persona che sa come agire. Può essere usata anche come esortazione ad agire con determinazione: "In gamba!".

Passare il tempo, trascorrere un periodo di tempo in maniera piacevole e comunque senza svolgere un'attività importante.

Accettare anche se malvolentieri, giocoforza; incassare (in senso figurato).

Espressione derivata dal francese «À la guerre comme à la guerre» che vuol dire che in circostanze estreme bisogna agire come in guerra con mezzi adeguati, senza scrupoli e senza regole.

Riferito a cosa fatta immediatamente e rapidamente.

Pretendere da parte di un saccente di insegnare qualcosa a qualcuno che ne sa più di lui.

Illudersi di poter fare qualcosa di fantastico.

In un periodo precedente a degli eventi o delle rivelazioni significative. Quando ancora nessuno sospettava nulla.
 / 
Molto velocemente, nello stesso tempo che ci vuole per dire "amen".

Riferito agli uomini, significa concedersi un rapporto sessuale; in senso lato, significa approfittare di una situazione non molto onesta per trarne un piccolo beneficio.

Approfittare di una situazione a sé stessi congeniale per parteciparvi.

Chi è astuto riesce anche a evitare le "cadute", se non addirittura trarne vantaggio;

L'introduzione del segno grafico del puntino (all'inizio un piccolo accento acuto) sulla i minuscola, per distinguerla dalla m, dalla n e dalla u (tutte molto simili nell'alfabeto gotico) risale all'umanesimo rinascimentale, ma si diffuse soprattutto con il successo della stampa. Naturalmente, nei primi tempi l'innovazione fu rifiutata da molti professionisti della scrittura, che la ritenevano un'inutile pignoleria: a tutt'oggi l'espressione mettere i puntini sulle i stigmatizza l'atteggiamento eccessivamente scrupoloso del pignolo. Presente anche nella variante mettere i puntini sulle i e le stanghette sulle t.
 /  / 
Qualcosa di terribile. "Costare l'ira di Dio / Costa un'iradiddio / ...": costare moltissimo, uno sproposito ecc.

Luogo dove non sono presenti i problemi che invece affliggono altri posti.

## L
Frase pronunciata da Don Basilio nel celebre Barbiere di Siviglia di Gioachino Rossini.

In riferimento a molti ostacoli, grandi e piccoli, molto spesso, anche se non solo, burocratici, che impediscono la realizzazione di qualcosa.

Nelle espressioni «avere l'acqua alla gola», «essere con l'acqua alla gola» indica una situazione disperata, simile a quella di chi sta per essere sommerso dall'acqua.

Le cose vanno a chi ne ha già.

Piangere lacrime di coccodrillo indica l'atteggiamento di una persona che mostra un dolore finto, che versa dunque lacrime false per ottenere un determinato effetto sull'interlocutore; l'espressione deriva dal fatto che per i coccodrilli la produzione di lacrime è un normale fenomeno di secrezione.

L'espressione trae origine da una celebre frase pronunciata dal Primo Ministro britannico Winston Churchill a tre giorni dal suo insediamento, il 13 maggio 1940 (Blood, toil, tears, and sweat). Il Regno Unito era appena entrato in guerra contro la Germania.
I have nothing to offer but blood, toil, tears, and sweat.
("Non ho altro da offrire che sangue, sacrifici, lacrime e sudore")
Nell'italiano l'espressione è di solito contratta a un'endiadi di due soli elementi. Promettere lacrime e sangue (o anche "lacrime e sudore", "sudore e sacrifici", ecc.) significa preparare i propri sottoposti a una fase, ritenuta necessaria, di austerità e impoverimento.

(Un qualcosa che) rende piuttosto evidente un certo o il più vero aspetto (di), cosa ci sia da aspettarsi (da).

Coppia inseparabile ma litigiosa che si comporta come i ladri pisani che andavano di notte in coppia a rubare e poi di giorno litigavano tra loro per la spartizione della refurtiva.
 / 
Non ci sono più le condizioni per la situazione eccezionalmente favorevole: lo si dice in particolare con sarcasmo quando la vicenda era stata al limite dell'irresponsabilità, l'azzardo, l'illecito.

Espressione con allusione sessuale, usata spesso nel lessico giornalistico, per indicare una situazione inizialmente e apparentemente non molto rilevante, i cui sviluppi e le relative informazioni ulteriori acquisite con il tempo, lo fanno emergere come qualcosa di molto più importante di quanto pareva a prima vista.

Considerare anche la condizione opposta della situazione, del problema.

L'espressione metaforica, riferita alle donne, è di origine cinese, ed è da molti attribuita a Mao Tse Tung: di certo si è diffusa nel mondo occidentale in seguito alla Grande Rivoluzione Culturale. Da notare che mentre in italiano la traduzione più frequente dello slogan è le donne sono l'altra metà del cielo (analogamente al francese: les femmes sont l'autre moitié du ciel), in inglese la versione più diffusa è women hold up the other half of the sky ("le donne reggono l'altra metà del cielo").

Promettere (vedere, cercare) la luna riflessa nell'acqua del pozzo.

Nei tre vangeli sinottici, è riportata la preghiera di Gesù al Padre nell'orto di Getsemani dopo l'ultima cena:
Padre mio, se è possibile, passi da me questo calice!
In questo e altri passi del Vangelo, il calice (a volte amaro) è un'allegoria del martirio. Gesù in realtà non fa che citare l'Antico testamento, dove più volte (per esempio nei Salmi e nel Libro di Geremia) compare l'immagine di un calice amaro da bere "fino alla feccia".
Oggi l'immagine richiama ancora l'idea del martirio, o perlomeno di un'azione dolorosa che deve essere compiuta fino in fondo, malgrado le esitazioni.

È un calco dell'espressione idiomatica inglese the plot thickens. Viene usata nella letteratura (solitamente di genere) e nel giornalismo, per segnalare che una storia sta diventando sempre più complessa e "ingarbugliata".

Si tratta di un'espressione di origine popolare il cui significato, lungo tutto il Novecento, è più volte stato modificato da scrittori e intellettuali.
La frase ha origine da un canto degli Alpini, ispirato a una battaglia della seconda guerra mondiale:
Sul ponte di Perati, bandiera nera, la meglio gioventù va sottotera
L'espressione, resa più efficace dall'uso non corretto di "meglio" nel senso di "migliore", è ripresa da Pier Paolo Pasolini, che dà questo titolo prima a un abbozzo di romanzo, e poi alla raccolta poetica in lingua friulana del 1954. Non solo, ma nel 1976 mette in bocca la canzone degli Alpini agli aguzzini protagonisti di Salò o le 120 giornate di Sodoma.
L'espressione cambia quasi totalmente significato nell'italiano colloquiale a partire dal 2003, in seguito al successo dell'omonimo film di Marco Tullio Giordana che racconta la storia di alcuni ragazzi che vivono la loro giovinezza durante gli anni sessanta. Per questo motivo oggi l'espressione viene più spesso usata per alludere alla "generazione fortunata" dei baby boomer italiani, nati grosso modo tra il 1935 e il 1955.

Si dice di persona che, pur essendo nota a tutti, non si vuole nominare. Il modo di dire si riferisce anche a qualcuno di cui si sospetta la lealtà dell'amicizia o a chi è amico di tutti o anche all'amico del cuore che risulta ingombrante per la sua onnipresenza. Il modo di dire si riferisce all'omonima opera di Mascagni.

Dicesi di chi prometteva tanto, ma poi il risultato si è rivelato molto più scarso del previsto.

Intuizione improvvisa e genialmente risolutiva.

(Cogliere) l'occasione che si offre, facilmente irripetibile.
 / 
Vuoi che ti racconti l'ultima, sottinteso: barzelletta, storiella. Ma anche, più genericamente: notizia, accaduto (in questo caso equivalente a un La sai la novità?)

Sorvolare, tralasciare (di ribattere o di punire).

Lasciar deluso, insoddisfatto.

Chi ha la testa tra le nuvole è assorbito in pensieri vaghi, che gli impediscono di concentrarsi.

Eufemismo che indica il fondo schiena, inteso come seconda facciata del corpo umano.

Snervante, estenuante, mortalmente noioso.

Ramanzina, sgridata, paternale.

Lavorare senza percepire un compenso. Espressione in uso in Pianura Padana, in provincia di Brescia. Ad Adro, piccolo paese del bresciano, esiste una chiesa edificata totalmente da volontari, che lavorarono appunto senza alcun compenso.

Darsi da fare inutilmente, a proprio danno o, peggio, a vantaggio della parte avversa.

Gustosissimo di sapore. Al punto da arrivare a leccarsi intorno alla bocca fino all'ultimo avanzo.

I fatti sono così chiari e incontrovertibili che qualsiasi cosa si voglia dire non ha più nessun valore.

Non dimenticarsi più di un torto.

Usato in un discorso per citare affermazioni dell'interlocutore a sostegno delle proprie tesi

Espressione di derivazione dialettale che lascia intendere la totale inutilità di un gesto, se non un forte rischio di fattore controproducente all'intenzione del gesto stesso.

Espressione indicante la totale disponibilità ad eseguire un ordine impartito da un diretto superiore

Agire piano piano, molto lentamente e senza frenesia. Il significato è forse da riferire all'adattamento onomatopeico del lemma latino sollĕmnis «solenne».

Le parole possono far male come le pietre

Esortazione che non produce effetto.

Si dice di un'affermazione quando questa dà per certo che avverrà qualcosa ma poi avviene l'esatto contrario, smentendola clamorosamente.

Partire, andarsene. Riprende l'atto delle navi per salpare dai porti.
 /  / 
Eufemismi per: andarsene.

Espressione diffusa collegata all'immaginario del Far West, nella cui filmografia l'espressione viene messa in bocca a un pellerossa, usata per accusare qualcuno di essere un bugiardo o un traditore. Si riferisce alla lingua bifida dei serpenti considerati animali infidi.

Riferito a persona maldicente e maligna che ferisce a parole.

Blandire qualcuno. (A volte ...dalla parte sbagliata, cioè ottenendo l'effetto opposto a quello prefisso).

Citata in Peter Pan, detto di luogo ideale ed irraggiungibile.

Frase pronunciata da Benito Mussolini il 10 giugno del 1940 nel celebre discorso con cui il duce annunciò l'entrata in guerra dell'Italia a fianco della Germania nazista. È una versione più roboante de "il dado è tratto": «è arrivato il momento di prendere decisioni fondamentali, che in seguito non potranno essere più cambiate».

Nei duelli regolamentati è la frase che afferma che qualsiasi azione atta a far danno è consentita. Al contrario, nello sport ci sono sempre regole che limitano i colpi che si possono portare e le parti del corpo che è possibile colpire. Da ciò la frase è stata mutuata e utilizzata in molti campi per dire che la competizione ha raggiunto livelli per i quali si utilizzano anche azioni scorrette.

Detto di chi combatte contro nemici immaginari o diffusi dappertutto. Si riferisce al personaggio Don Chisciotte della Mancia, dall'omonimo libro di Cervantes nell'episodio che lo vede lottare contro dei mulini a vento, scambiati nella sua pazzia per giganti.

Si dice di qualcuno che è così importante per sé stessi da illuminare la propria vita, a darle un senso, a far vedere il mondo sotto un'ottica diversa e più positiva.

Dall'espressione latina longa manus che indica un intervento, più o meno nascosto, da parte di una persona o di un'istituzione che agisce per conto di altri interessati a conseguire un proprio vantaggio. Per esempio: «Spesso gli Stati membri usano la politica dello sviluppo per altri scopi: come un braccio della politica estera, un'emanazione di ristretti interessi nazionali, una longa manus dell'industria delle armi, un sostegno all'industria petrolifera.»
 / 
Lo si dice di qualcosa o qualcuno molto lento.

Interminabile, fastidiosamente lento nell'agire.

La comparsa, all'improvviso, della persona di cui si sta parlando (generalmente male) in un determinato momento. (variante Parli del diavolo e spuntano le corna)

## M
Per indicare che un qualcosa dovrebbe avere un risultato positivo ma potrebbe anche non andare a buon fine. Per esempio: «Poteva andarmi bene ma anche no». Qui l'avverbio "no" ha un significato olofrastico, nel senso che sostituisce un'intera frase che si contrappone alla prima e che nell'esempio citato sarebbe: «Poteva andarmi bene ma anche poteva non andarmi bene». L'espressione viene usata anche per indicare la negazione assoluta di qualcosa che era stata indicata in precedenza come lontanamente realizzabile. Per esempio: «L’Italia fuori dal G8? Ma anche no!». Qui "ma anche no" vale come "ma neanche per sogno".

Non dire assurdità.

Diffusasi nel linguaggio giornalistico e politico per la sua potenza evocativa nell'indicare l'azione coordinata di un gruppo di pressione, volta, soprattutto per via mediatica, a delegittimare o a ledere la credibilità e l'onore di una persona giudicata come "avversario" del gruppo e perciò da intimidire, punire o condizionare.

Donna di facili costumi o comunque maligna che si atteggia a persona pia e devota come la rappresentazione della Madonna dal cuore trafitto di spade.

Dall'espressione originaria in lingua latina Mater semper certa (che può essere completata da pater autem incertus oppure sed pater numquam) col significato della certezza della identità della donna che ha generato. Dal 1978, anno in cui ci fu la prima fecondazione in vitro, il principio del mater semper certa non viene più applicato perché un bambino può avere una madre genetica diversa da quella che l'ha partorito.

Si riferisce al risultato di una consultazione con esito spropositato a favore di una maggioranza. Nel linguaggio giornalistico italiano, si intende una maggioranza schiacciante di consensi, non supportata, però, da un libero dibattito.

Indica quella parte, di solito maggioritaria, della popolazione che, pur essendo portatrice di una propria opinione politica, non la manifesta esplicitamente come fa una minoranza che la esprime apertamente. L'espressione italiana deriva dall'originale inglese silent majority usata per la prima volta dal Presidente degli Stati Uniti Richard Nixon (1913-1994) in un discorso del 3 novembre 1969 dove indicava come maggioranza silenziosa tutti quelli che non avevano partecipato alle dimostrazioni contro la guerra del Vietnam.

Quando un evento negativo colpisce anche gli altri si prova una diminuzione del proprio dolore.

"A me la vita è male", scrive il poeta Giacomo Leopardi nel celebre Canto notturno di un pastore errante dell'Asia (1829-1830). L'espressione viene ripresa, un secolo dopo, in una delle poesie più celebri degli Ossi di seppia (1925) di Eugenio Montale: "Spesso il male di vivere ho incontrato / era il rivo strozzato che gorgoglia".
L'espressione, che definisce una sofferenza non circoscritta al solo poeta o all'umanità, ma a tutte le forme di vita, è rimasta famosa.
 / (Essere) messo/preso male
(Essere) malmesso nel senso di malvestito, trasandato o d'aspetto poco sano, malconcio. Letteralmente: male equipaggiato o in non buone condizioni di salute.

Detto della depressione o dell'ipocondria. L'espressione è entrata nell'uso comune grazie al romanzo omonimo dello scrittore Giuseppe Berto (1914-1978).

Espressione in passato considerata ovvia e che nei tempi presenti non è più tale vuole significare l'unicità dell'amore materno considerato talora come genesi del "mammismo"

non mantenere le promesse.

Gli manca sempre un soldo per avere una lira (quando venti soldi costituivano una lira): vale a dire gli manca sempre una piccola cosa per realizzare completamente un progetto

mandare qualcuno senza difese incontro alla rovina. L'espressione deriva dal lessico militare.

Annullare, provocare il fallimento di qualcuno o qualcosa.

Vedi Andare a quel paese.

Vedi Andare a scopare il mare.

Gettare soldi nell'acquisto di cibo superfluo.

Mandare in sconquasso, mandare all'aria.

Far fallire.

Far fallire, mandare a ramengo.

Avviare a morte sicura, esporre a critiche feroci.

Mandare al diavolo, mandare in rovina.

Mandare a catafascio, far fallire.

Licenziare.
"...e dire ai podestà che faccian davvero; se no, mandarli a spasso e metterne de' meglio" (Alessandro Manzoni, I promessi sposi, cap. XIV, 90).

Mandare a monte, rovinare, mandare a rotoli.

Chi approfitta dell'ospitalità altrui.

mangiare con grande voracità. I "palmenti" erano le macine dei mulini fluviali; i mulini più grandi erano dotati di tre o quattro palmenti.

Guardare con desiderio qualcosa o qualcuno.

"Capire al volo"; intendere prontamente le intenzioni altrui. Etimo incerto; secondo il linguista Ugo Enrico Paoli "foglia" è un plurale collettivo: il motto si riferirebbe al bestiame d'allevamento, che si divide in due gruppi: i lattanti e gli animali adulti che hanno già cominciato a nutrirsi di vegetali. Secondo altri, la locuzione deriva invece dal francese manger la feuille ("mangiare il foglio") e si riferisce a un episodio avvenuto nel 1373, quando due legati del Papa andarono da Bernabò Visconti a notificargli la scomunica papale e furono accolti sul fiume Lambro da Bernabò in persona con un piccolo esercito; alla lettura del plico papale, Bernabò disse "Scegliete pur voi, o mangiare o bere": i due capirono che il "bere" significava essere buttati nel fiume e preferirono ingoiare la pergamena.

Adeguarsi alle (difficili) circostanze.

Detto di chi si trova a inseguire qualcun altro che è invece ben più veloce. Si usa anche in senso figurato. Deriva probabilmente dalle corse coi cavalli in cui il primo, correndo, alzava un polverone che gli inseguitori erano costretti a subire tanto da sentire i granuli di polvere tra i denti. Non è sinonimo di "Mordere la polvere".

Essere in grande intimità con qualcuno, dividere le difficoltà della vita con qualcuno. "Un tempo don Bastiano e tu mangiavate nella stessa scodella" (Ignazio Silone, Fontamara).
Mangiare pane e veleno
Vivere di inquietudini e umiliazioni.

Rodersi dentro per dover sopportare in silenzio cose spiacevoli.

Pentirsi, rammaricarsi per le scelte fatte.

rimproverarlo con molta severità

Chi non si considera implicato in faccende disoneste ("sporche"), si può vantare di avere "mani pulite". L'espressione si è diffusa ancora di più negli anni novanta, durante l'omonima inchiesta del tribunale di Milano che scosse dalle fondamenta la Prima Repubblica.
 /  /  /  / (Ma/Vedi/Tu guarda/Guarda tu/Guarda te/Va) cosa mi tocca sentire!
Macché. (Ma) nient'affatto. Si dicono anche simpaticamente.

Rifiutarsi di entrare in confidenza con qualcuno.

Espressione di origine latina usata spesso in ambito politico per indicare forme di uso e/o di abuso della forza.

Così si rivolse Francesco Ferrucci a Fabrizio Maramaldo che lo stava uccidendo dopo averlo disarcionato e disarmato; si usa nei confronti di chi infierisce contro persone molto deboli. Esiste anche il verbo "maramaldeggiare", che ha lo stesso significato.

Dal lessico calcistico: mantenere un controllo pressante su qualcuno, in attesa di coglierlo in fallo.

Darsi malato (dal gergo militare)

Infamare qualcuno, attribuendogli una nomea indelebile.

Imprecazione tipica del dialetto toscano ancora oggi in uso risalente alle paludi maremmane prima della bonifica infestate dalla malaria, malattia spesso mortale, che colpiva i contadini costretti a lavorarvi.

Non andare a scuola all'insaputa dei genitori. "Marinare" usato nel senso di mettere in salamoia un alimento per conservarlo e mangiarlo successivamente: così anche per la scuola messa da parte per frequentarla un altro giorno.

Invito alla riflessione utilizzato da moralisti improvvisati.

L'espressione è usata spesso scaramanticamente quando si condivide un progetto rischioso il cui esito potrebbe essere fatale per uno dei partecipanti.

Lo si dice di una cattiva persona in apparenza senza difetti che va allontanata perché potrebbe essere un cattivo esempio di comportamento all'interno di un gruppo.

Tergiversare, parlare senza concludere nulla.

Picchiare

Nell'uso quotidiano, l'espressione lavarsene le mani è adoperata per dichiarare di non voler essere coinvolto in un evento, o un'inazione, che non si approva. Come dire: "Fai ciò che vuoi, io me ne disinteresso e non mi assumo alcuna responsabilità per le tue decisioni in merito."
Il Vangelo secondo Matteo racconta che Ponzio Pilato, procuratore della Giudea, dopo aver tentato di scagionare Gesù davanti alla folla in tumulto « [...] presa dell'acqua, si lavò le mani dinanzi al popolo dicendo: "Io sono innocente del sangue di questo giusto; pensateci voi"» (Mt., 27,24). Lavandosi le mani davanti alla folla, Pilato compie un gesto simbolico: nel momento in cui la condanna a morte di Gesù è ormai un problema di ordine pubblico, il procuratore vuole almeno rendere evidente a tutti la sua disapprovazione per il martirio di colui che reputa un "giusto".
«Cavatevi d'impiccio come potete: io me ne lavo le mani» Così Agnese alla figlia Lucia e al futuro genero Renzo, di fronte alla loro perplessità sul piano della donna per sorprendere don Abbondio e pronunciare le frasi di rito davanti a lui per contrarre formalmente il loro matrimonio. (Alessandro Manzoni, I promessi sposi, cap. VI, 229-230.)

Mentire senza vergogna. In Giovanni Boccaccio: «Essi mentono tutti per la gola.» (nov. 11. 12.)

Riferito a quando i partiti politici patteggiano tra di loro, violando il principio della trasparenza, posti di comando o cariche pubbliche

Ricamare su un fatto, aggiungendo dettagli di propria invenzione.

Peggiorare ulteriormente una situazione già negativa.
Deriva dal gioco della briscola, in cui l'asso ha come valore 11, ossia il maggior punteggio, e prende il nome di "carico". Quando la mano viene appesantita dall’asso si dice metterci il carico da 11.

Considerarsi del tutto sicuro della correttezza della propria ipotesi.
Deriva dal comportamento del giovane aristocratico romano Gaio Muzio Scevola, che, secondo la leggenda, volle punire la sua mano destra ponendola sul fuoco, per essersi sbagliato accoltellando uno scriba anziché il re degli Etruschi Porsenna, come si era riproposto.

Intraprendere grossi sforzi per raggiungere uno scopo.

Intromettersi in un affare.

Considerare chiusa per sempre una vicenda.

Trovare un rimedio precario, provvisorio.

Agire con un grande impegno personale per ottenere uno scopo.

Devastare, distruggere (dal latino: Ferro et igni vastare o Ferro ignique vastare).

Rivelare tutti gli aspetti di una situazione senza reticenze.

Punire affamando

Mettere una macchina nelle condizioni ottimali per funzionare (o un piano organizzativo).

Eseguire con successo.

Informare, aggiornare

Generare, partorire

Fucilare

Proibire una determinata opera o pubblicazione. Dall'Indice dei libri proibiti

Esporre al pubblico ludibrio, deridere o svergognare qualcuno davanti a tutti.

Allontanare, licenziare, cacciare senza tanti complimenti.

Giudicare qualcuno molto duramente.

Costringere qualcuno a fare qualcosa che voleva evitare.

Intromettersi nelle faccende altrui.

Costringere qualcuno a fare (o a non fare) qualcosa impedendogli qualsiasi altra possibilità.

Avere importanza, valere la pena. "In questo paese non mette conto di leggere". (Carlo Levi, Cristo si è fermato a Eboli).

Indurre in errore, sviare.

Desiderare una persona o una cosa.

Intralciare l'attività di qualcuno. L'inserimento di bastoni tra i raggi delle ruote di un carro provoca inevitabilmente il suo blocco.

Non rispettare l'ordine delle cose quando si gestisce un problema.

Appropriarsi il merito di un affare o progetto, anche se l'iniziativa e il compimento non sono propri.

Gettarsi in un'impresa con entusiasmo e generosità, senza riflettere troppo sulle difficoltà.

Infierire su una situazione già difficile.

Imbronciarsi, esibire il proprio disappunto con un'espressione corrucciata.

Far sorgere subdolamente un sospetto a una persona

Incominciare a discolparsi.

Ingannare qualcuno al punto di disporne a piacere come se lo si avesse fisicamente catturato.

Stabilirsi definitivamente in un luogo.

Cavarsela senza troppi danni dopo un grosso rischio

Opporsi con decisione a una determinata cosa/azione.

Rassegnarsi.

Disperarsi, impantanarsi nel dubbio.

Invito a indossare metaforicamente i vestiti di qualcuno per riflettere sulle sue azioni dopo essersi immedesimato nelle sue condizioni.

Uno slogan pacifista nato probabilmente negli anni sessanta in California; in italiano fu usato come sottotitolo e tema portante della canzone Proposta del complesso I Giganti. Oggi viene usato anche per parodiare e irridere le istanze pacifiste meno realistiche. Pare che nella rivoluzione dei garofani in Portogallo tale gesto fu davvero compiuto.

Indica una persona di bassa statura, docile e mingherlina. Si riferisce al caricamento per la metà del cilindro di apposita carta spessa con polvere da sparo e pallottola per il funzionamento di un'arma da fuoco come il fucile da caccia.

Persona o cosa di infimo valore o di bassa statura. Il significato si riferisce al cartello che indicava le tacche, le misure in base alle quali a Firenze si pagava la dogana relativa ai tessuti importati

Rafforzativo lessicale utilizzato per dare particolare enfasi ed un discorso tecnico privo di contenuti, ad esempio "rondelle mica-rondelle, bava mica-bava, ecc.".

Lo si dice di un individuo o una questione apparentemente innocua ma potenzialmente molto dannosa, da un momento all'altro senza preavviso.

Uno slogan pubblicitario (dalla réclame dell'Amaro Ramazzotti) che ha fatto epoca ed è ancora oggi utilizzato per sintetizzare l'atmosfera vivace e la joie de vivre di Milano negli anni ottanta e del riflusso, bruscamente interrotta in seguito all'inchiesta Mani pulite. Spesso è utilizzato anche in senso parodistico.

Lo si dice di un ritorno a una situazione o a una soluzione passata per mancanza di alternative, che probabilmente sarà fonte di una delusione.

È una locuzione latina il cui significato letterale è modo di vivere. Il suo uso è attestato per la prima volta in Cicerone (De re publica, I, 34)

Dal titolo di una celebre commedia teatrale di William Shakespeare: Much ado about nothing scritta tra il 1598 e il 1599.

Sopravvalutarsi.

Essere molto impazienti. Il freno nasce come "morso" dei cavalli (la parola stessa da un antico "digrignare").

"Morde la polvere" chi è sconfitto in modo umiliante. L'espressione, un po' incongrua (la "polvere", propriamente, non si può "mordere") trae origine dai campi di battaglia del passato, dove i cavalieri disarcionati, costretti a ingoiare la polvere alzata dal suolo, erano l'immagine stessa della sconfitta.
Nell'antichità, in ogni caso, lo sconfitto mordeva la terra più che la polvere. Si veda per esempio Virgilio (Eneide XI, 669): mandit humum; e più tardi Torquato Tasso (Gerusalemme liberata, 20,29): La terra ove regnò, morde morendo.
L'espressione si trova pressoché identica nella lingua inglese (to bite the dust), ed è stata immortalata dai Queen con la celeberrima canzone Another One Bites the Dust, scritta dal loro bassista John Deacon.
Non è sinonimo di "Mangiare la polvere".

Sforzarsi di tacere, o pentirsi di non averlo fatto.

Ridere così tanto da accasciarsi al suolo privo di forze e in preda al dolore.

Avere tanto sonno da non riuscire più a restare svegli.

Si dice di chi si distacca da un contesto omogeneo.

Indica una persona con notevoli doti di saggezza, talento, esperienza, in un determinato ambito, tali da renderla emblematica.

Modo improprio di effettuare un'operazione che potrebbe generare danni e alterazioni ai componenti.

Espressione che indica il comportamento di colui che pur di compiere la sua vendetta è consapevolmente disposto ad andare incontro al medesimo destino delle sue vittime. La locuzione deriva da un passo dell'Antico Testamento (Libro dei Giudici, XVI, 30) in cui Sansone fece crollare il palazzo nel quale si trovava con tutti i Filistei, provocando, oltre alla loro morte, anche la propria.

Una notizia molto gradevole per qualcuno.

## N
Essere molto fortunati.
Il detto allude alla tradizione popolare per cui nel Medioevo erano considerati particolarmente fortunati i bambini che nascono, come a volte accade, con la patina lipidica protettiva dell'epidermide particolarmente spessa; essa ha effettivamente colore biancastro, ma nella maggior parte dei neonati è sottile e quasi invisibile.
Paolo Minucci, nelle sue Note al Malmantile riacquistato, descrive così questa usanza:
«Dicono le levatrici che talvolta nascono bambini con una certa spoglia sopr'alla pelle, la quale spoglia non si leva loro subito nati, ma si lascia e casca poi da sé in processo di giorni; e tal creatura da esse si dice 'nata vestita', ed è preso per augurio di felicità di tale creatura.»

Negare l'evidenza.
Dalla Bibbia: tradizionalmente Adamo ed Eva, dopo aver scoperto di essere nudi, si coprirono con foglie di fico.

Agire senza essere sicuri di quello che si sta facendo.

Essere in gravi difficoltà come una barca nella tempesta.

Detto generalmente per caratterizzare (di solito in senso negativo) una persona o un prodotto che non si riescono a ricondurre a categorie note.
Il detto esiste in altre lingue europee (ad esempio in inglese: neither fish nor fowl), con diverse varianti. Forse si riferiva alla carenza di cibo (se non c'è "né carne né pesce", rimane ben poco); più probabilmente deriva dall'obbligo di mangiare di magro di venerdì ed in Quaresima, per cui tutti gli alimenti dovevano essere classificati in base alla loro utilizzabilità: se qualcosa non è né carne né pesce diventa un problema.

Nel mondo dei sogni. Espressione basata sulla mitologia greca, Morfeo era il dio del sonno. "Abbandonarsi, cadere, scivolare, essere, ritornare, buttarsi nelle braccia di Morfeo". Cfr. inglese in the arms of Morpheus, spagnolo en los brazos de Morfeo, tedesco in Morpheus' Armen liegen etc.

Dal Vangelo: si riferisce all'episodio di Gesù che predica nel suo luogo natale, ma i suoi concittadini, che lo conoscono come figlio del falegname, non gli accordano credibilità come "profeta" (Mt., 13, 57).

"Al mondo non c'è mai nulla di nuovo": la frase è una citazione della Bibbia, presa dal libro del Qoelet (o Ecclesiaste) 1, 10. Vedi anche nihil sub sole novum, versione latina del detto.

Titolo di un libro di Erich Maria Remarque, in cui un giovane narra gli orrori della prima guerra mondiale da lui vissuti in prima persona. L'espressione viene impiegata per indicare l'assenza di novità rilevanti, in relazione a persona o situazione di comune e sottintesa conoscenza con l'interlocutore.
 /  / 
niente meno che
 / 
Problema intricato, difficile da risolvere.
 / 
Per paragonare un'idea realistica e un'utopia. A fronte di un risultato spettacolare ottenuto con le sole proprie capacità tecniche.
Citazione di uno spot pubblicitario italiano dei televisori Telefunken (1981), penetrato in modo impressionante nella memoria collettiva. L'espressione viene usata di solito (con intenti parodistici). Può essere usata anche per schernire qualcuno di qualche opera/lavoro da lui eseguita.
Dallo stesso spot proviene anche l'altra frase fatta "Potevamo stupirvi con effetti speciali" (cfr. sopra).

Evitare qualsiasi sforzo, essere pigri.

Sottinteso: a Natale. Lo si dice a proposito di qualcuno il cui incarico o attività ha ormai vita breve. Viene usato soprattutto per tecnici di squadre calcistiche e talvolta il panettone viene sostituito da altri alimenti tipici del Natale, come il pandoro o il torrone.
Voce di origine probabilmente milanese, in tempi in cui gli incarichi avevano spesso scadenza annuale alla fine dell'anno solare: non arrivare a mangiare il panettone significa quindi avere scadenza anticipata rispetto al previsto.

Non conoscere minimamente l'argomento di cui si sta parlando; non sapere assolutamente la risposta a una domanda.
Per traslato anche l'idea pallida è debole. Figura retorica.

Qualcuno che non dimostra particolari competenze, né ha le conoscenze necessarie per intraprendere una qualsivoglia carriera: il termine "arte" fa riferimento alle omonime corporazioni medievali, che riunivano i lavoratori a seconda del loro mestiere o della loro categoria; la parte era invece il "partito" (la "parte guelfa", la "parte ghibellina"): quindi chi non aveva né Arte né Parte, cioè non si poteva riconoscere in alcun corpo socialmente e professionalmente organizzato e non aveva alcun indirizzo da seguire o scopo verso il quale impegnarsi.

Essere senza denaro del tutto.

Dire francamente la propria opinione anche se sgradita, o triviale.

Aver pianto anche troppo per poter versare altre lacrime.

Essere ormai disposti a tutto, poiché qualunque decisione non potrà peggiorare una situazione ormai a livello infimo.

Non capire minimamente.

Non si discute.

Frase attribuita al sindaco di Roma Ernesto Nathan (1907), che, alle prese con le ristrettezze finanziarie del Comune, iniziò una serie di tagli al bilancio, tra cui anche la somma che si stanziava per sfamare i gatti che venivano utilizzati contro i topi.

Non ho alcun problema a eseguire ciò che mi dici.

L'idea che le "mezze stagioni" (primavera e autunno), stiano via via scomparendo, lasciando il posto a un inverno sempre più rigido e a un'estate sempre più afosa, è un celebre luogo comune, spesso adoperato come frase di circostanza, usata per riempire una discussione caduta nel silenzio. L'espressione, con questo uso sarcastico, venne resa nota da un famoso sketch del Trio nello spettacolo Allacciare le cinture di sicurezza.

Si tratta di un fatto assodato, da considerarsi sicuro.

L'espressione, diffusasi in seguito al successo dell'omonimo testo teatrale di Peppino De Filippo (rappresentato per la prima volta nel 1942 e portato sul grande schermo dieci anni più tardi), descrive l'atteggiamento di chi, pur dimostrando una certa cultura, non riesce a liberarsi da superstizioni della tradizione popolare come sarebbe accaduto anche a Benedetto Croce, al quale viene attribuita la suddetta espressione.

Esclamazione su un pensiero o azione svolta in modo impeccabile.

Essere di carattere mite, mai aggressivo.

Modo di dire popolare che indica il non farsi sopraffare.

Modo di dire popolare che indica comunicazione diretta e senza mezzi termini: "non le ha mandate a dire al dottore e lo ha criticato con parole dure".

"Non è necessario": si dice per scoraggiare un'azione, tanto più un'abitudine, evidentemente più onerosa che efficace o plausibile. "Non te l'ha ordinato il medico che tu ogni volta corri non appena chiama...".

Parte della frase "Non lo fo per piacer mio, ma per dare figli a Dio". Si dice che fosse la frase ricamata sulle camicie da notte delle signore molto devote, in un'epoca in cui i rapporti sessuali, anche all'interno del matrimonio, erano considerati tollerabili solo per il loro fine procreativo.

Detto di qualcosa che non modifica le nostre opinioni, che non ci interessa.

Non venire a mente neanche alla lontana

Avere raggiunto il limite della sopportazione.

Da Dante Alighieri (Divina Commedia, Inferno, Canto III, 50). Citazione usata per suggerire di ignorare qualcuno ritenuto non degno di essere considerato.

(Vedi Padre, perdona loro).

Secondo la consuetudine popolare, le persone che si trovano in situazioni difficili possono "chiedere la grazia" a un Santo (anche se la Chiesa cattolica preferisce parlare in questi casi di intercessione del Santo presso Dio). Per ingraziarsi il Santo, il fedele può accompagnare la sua preghiera a una promessa, o "voto": ad esempio, per chiedere una guarigione compirà un pellegrinaggio, o farà un'offerta a una parrocchia o un santuario, ecc. Gli oggetti donati dai fedeli alle chiese a questo scopo sono chiamati ex voto. Non sapere a che Santo votarsi significa trovarsi in una situazione talmente disperata da non poter essere risolta nemmeno mediante l'intercessione dei numerosi santi del calendario cattolico.

Non sapere come reagire a una situazione problematica.

Non sapere come uscire da una situazione difficile.

Lo si dice di una persona che non riesce a tenere un segreto.

Significa "evitate di coinvolgere chi non c'entra".
Sembra provenga dal fatto che si scrivesse questa frase sul muro o su un cartello nei saloon del Far West, dove il pianista veniva assunto e pagato per allietare gli avventori, che spesso erano particolarmente rissosi e proni ai conflitti a fuoco all'interno dello stesso locale.

Indica impazienza prima di un evento molto atteso: "Prima di arrivare alla spiaggia, le ragazzine non stavano più nella pelle dalla gioia.

(vedi #Non ragioniam di lor, ma guarda e passa).

Valere poco o nulla.

Valere davvero poco: come la lettera H, che nella lingua italiana non viene pronunciata.

Attesa spasmodica.

Essere ciechi o ingenui a tal punto che non si vede nemmeno un prete, tradizionalmente vestito di nero, nella neve bianca.

Passare la notte senza dormire. Si riferisce all'investitura cavalleresca per cui il candidato al titolo doveva trascorrere la notte in preghiera indossando una veste bianca.

Nella notte tra il 9 e il 10 novembre 1938 nella Germania nazista vennero distrutti i negozi degli ebrei infrangendone le vetrine, i "cristalli". L'espressione designa ora una generica repressione razziale.

Per ordine di Adolf Hitler, nella notte fra il 29 e il 30 giugno del 1934, furono epurati cruentemente gli oppositori alla politica del partito nazista, in particolare furono trucidati i capi delle SA (Squadre d'assalto). L'espressione è passata a significare una violenta resa dei conti tra chi è al potere e i suoi oppositori. "Lunghi coltelli" si riferisce a un episodio della storia medioevale dei popoli germanici che narra dell'agguato e della strage dei nobili celti ad opera dei germani invasori d'Inghilterra nel Natale del 450 d.C.

Completamente senza vestiti, nemmeno intimo come mutande o calze. Spesso utilizzato con lo scopo di umiliare la persona nuda.

(Giungere a una) conclusione senza un risultato significativo, né in positivo né in negativo.

Minaccia rivolta a scopo di vendetta.

Si dice di qualcosa che è nuovo o è così ben messo da appare tale. Si riferisce alle monete appena coniate dalla Zecca, lucide e brillanti.

## O
Compiere qualcosa "con il collo storto", per costrizione, di malavoglia, un'azione che non si voleva mettere in atto.

"Avere gli occhi foderati di prosciutto" significa non accorgersi di qualcosa di evidente.

Avvertire qualcuno di fare attenzione a ciò che sta accadendo. L'origine dell'espressione è nel linguaggio marinaresco che la usa quando si avverte il timoniere di guardare la "penna", l'estremità superiore delle antenne e dei picchi che reggono le vele, per prendere bene il vento. Il lemma "penna" può essere usato anche come sinonimo di "pennello" che in questo caso è identificato con uno strumento fatto di penne per conoscere la direzione del vento.

Avere lo sguardo fisso nel vuoto, senza espressione.

Guardare languidamente l'oggetto del proprio amore. L'espressione deriva dagli occhi appannati che ha il pesce non fresco. Equivalente a Occhio da pesce morto

Riferimento a un popolare spot pubblicitario degli anni ottanta. È un modo scherzoso di presentare un ultimatum: o "si fa in questo modo, o non si fa affatto" (vedi anche "Sennò ciccia"). Lo slogan è un'invenzione del pubblicitario Emanuele Pirella.

Riferimento a una celebre gag del film L'aereo più pazzo del mondo... sempre più pazzo (Airplane II: The Sequel, 1982), parodia "demenziale" dei film catastrofici sui disastri aerei. Durante una turbolenza, si vedono accendersi in sequenza due spie luminose: la prima (a ben vedere già inverosimile) recita don't panic ("niente panico"); la seconda ok, panic ("ok, panico").
L'espressione viene usata a volte per commentare una situazione oggettivamente difficile, tale da giustificare un'eventuale reazione di panico.
 / di vescovo
Relativo a un evento che si verifica con rarità.

Sia riconosciuto il valore indiscutibile dell'azione (di).

Da un aforisma di Karl Marx, che si riferisce alla religione come mezzo di oppressione e di alienazione.

L'incitamento per sé e per gli altri a passare immediatamente all'azione prima che sia troppo tardi per avere un risultato positivo. L'espressione deriva da Ettore Tolomei che spronava gli altoatesini e i triestini a combattere per la nazionalità italiana.

Sono naturalmente le ore dalla mezzanotte al primo mattino: fare le ore piccole significa restare svegli fino a una tarda ora.
L'espressione "ore piccine" era già attestata nel Vocabolario della Crusca (1612). Malgrado la vita notturna si sia decisamente prolungata,ore piccole si adopera spesso ancora oggi col medesimo significato.

Ecco un caso di sordità selettiva noto fin dall'antichità: i mercanti (specie durante una contrattazione) sentono solo quello che fa loro comodo. Per questo fare orecchie da mercante significa ignorare le cose che non si vogliono ascoltare.

Tentare l'impossibile. Il modo di dire è stato rappresentato nei Proverbi fiamminghi, un dipinto a olio su tavola di Pieter Bruegel il Vecchio, datato 1559.

L'espressione "è oro colato" si usa quando si è del tutto sicuri del valore di qualcosa o di qualcuno.

## P
Pace raggiunta attraverso l'imposizione di condizioni particolarmente dure e umilianti per il perdente.

Si dice rifiutandosi di ripetere un gesto o una frase. Questo popolare detto ebbe origine nel febbraio del 1818 al Teatro Carignano di Torino, quando Carlo Felice, dopo aver assistito a un concerto di Paganini, fece pregare il maestro di ripetere un brano. Paganini, che subiva spesso lesioni ai polpastrelli ed amava improvvisare al momento, rendendo le sue esecuzioni difficilmente ripetibili, gli fece rispondere con disappunto: «Paganini non ripete».

Il Paese di Cuccagna è un topos dell'immaginario collettivo e letterario: con questo nome s'intendeva nel Medioevo un luogo fantastico per l'abbondanza, documentato nella storia del folklore, della letteratura e dell'arte. Il termine "cuccagna" potrebbe derivare dal latino medievale Cocania; la radice Coc alluderebbe ai dolciumi (come nel tedesco Kuchen).
Altri nomi utilizzati: paese di Bengodi (Decameron di Boccaccio), Paese di ser Godigliano, India Pastinaca, Paese dei Balocchi (quest'ultimo è un'invenzione più recente: compare ne Le avventure di Pinocchio. Storia di un burattino).

L'espressione viene utilizzata per commentare uno spreco di denaro, alludendo al fatto che alla fine a pagare sarà sempre il solito (il cittadino, lo Stato, ecc.). Pantalone è la nota maschera veneziana, personaggio della commedia dell'arte.

Pagare il debito o la pena. Dal francese antico fieu (feudo), indicava l'obbligo feudale del pagamento di un tributo, commisurato alla rendita d'un feudo

Pagare la pena per una cattiva azione o per un beneficio ricevuto senza merito. Il lemma "scotto" deriva dal franco skot (tassa), in particolare era il conto da pagare per aver mangiato in un'osteria:

Espressione di origine giornalistica che allude alle trame e agli inganni che avvengono nei palazzi sede del potere.

Espressione tipica del gergo dei commentatori calcistici: in questo sport, dopo ogni goal, la palla viene riposizionata al centro del campo.

Persona o cosa che ostacola o rallenta nella realizzazione di qualcosa, proprio come la palla di ferro o di piombo messa una volta con una catena alla caviglia dei prigionieri per impedirne la fuga.

Di persona piena di boria e di vanagloria, di nessuna qualità ma che si gonfia di presunzione come un pallone tanto gonfio da stare per esplodere

Starsene tranquillo, senza far niente, disteso supino. Equivalente di Starsene in panciolle.

Parlare chiaro.

Detto di qualcosa che non crea difficoltà

Detto significante "diretto, in modo chiaro": Parlare papale papale "parlare chiaro, in modo diretto"

Buoni amici, che vanno insieme, come il primo e il secondo piatto di un pasto. Sinonimo di "culo e camicia".

Quello che all'origine era una zona del mercato del bestiame è diventato, per metafora, l'espressione con cui viene designato, in modo sprezzante, l'insieme dei piccoli azionisti di una società per azioni, che non hanno i mezzi per conoscere il reale andamento della società e che quindi sono costretti ad affidarsi alle direttive degli azionisti più importanti.

Per ottenere quello che si vuole, bisogna fare dei compromessi. La frase è attribuita a Enrico IV, di fede ugonotta, che per ottenere il trono di Francia accettò di convertirsi al cattolicesimo.

Parla con parole semplici, senza ricercatezze, come quando mangi.

Affrontare argomenti particolarmente sgraditi all'interlocutore perché collegati a fatti per lui dolorosi o disonorevoli. Il detto trarrebbe origine dall'uso di liberare il condannato all'impiccagione per la rottura della corda.

Riferire qualcosa in via indiretta, parlare ad altri per far intendere cose poco piacevoli al diretto interessato.

Parlare male di qualcuno in sua assenza.

Fare un discorso privo di consistenza. L'origine è assai dibattuta; prevale l'ipotesi che si tratti di un termine onomatopeico, di origine toscana, che imita il suono di chi farfuglia.

Parlare in maniera forbita, ben documentata e appropriata, seguendo un discorso logico chiaro e lineare.

Ha origine dall'introduzione nelle tavole borghesi delle posate, che fu commentata dai contadini come una stupida esibizione di finta nobiltà. Il significato perciò è esprimersi, muoversi con esagerata ricercatezza.

Riferito a chi parla senza essere ascoltato soprattutto da chi non vuol sentire e quindi è come se qualcuno parlasse al vento che porta via i suoini e impedisce di sentire ciò che si dice.

Il significato corrente di questo modo di dire (alla cui diffusione nell'italiano parlato contribuì forse l'omonimo genere poetico futurista inventato nel 1912 da Filippo Tommaso Marinetti) è "parole espresse liberamente, senza prendersi responsabilità di ciò che si dice e senza preoccuparsi di offendere qualcuno".

Concordare con quanto è stato appena detto da altri.

Iniziare qualcosa con impeto. La "quarta" era la marcia più veloce delle auto di alcuni anni fa.

Eufemismo per intendere il 'morire'

Compiere un'azione dagli esiti irrevocabili. Gaio Giulio Cesare, nel 49 a.C., decise di oltrepassare il fiume Rubicone (considerato a quel tempo il confine dell'Italia) alla testa delle sue legioni, malgrado le leggi della Repubblica romana lo vietassero. Vedi anche il dado è tratto.

Subire una pesante umiliazione come quella subita dai Romani, sconfitti nella battaglia delle Forche Caudine

Uscire indenne da un guaio, provocato da propria incapacità o cattiva volontà.

È stato superato il momento difficile, oppure se n'è andata una persona furiosa. Citazione del primo verso della poesia La quiete dopo la tempesta di Giacomo Leopardi.

Giobbe è un personaggio della Bibbia, dalla proverbiale pazienza. Il tutto nasce da un breve dialogo fra il Signore e Satana: il Signore indicò Giobbe come modello d'integrità e rettitudine, ma Satana obiettò che la fedeltà a Dio di Giobbe era dovuta al fatto che il Signore lo aveva colmato di benedizioni, facendogli avere tutto ciò che un uomo allora potesse desiderare: « [...] settemila cammelli, cinquecento paia di buoi, e cinquecento asine, oltre a una numerosa servitù». Inoltre era padre di sette figli e tre figlie. Allora il Signore acconsentì a che Satana lo colpisse nei suoi beni e nei suoi affetti, ma non permise che fosse a lui tolta la vita. In breve tempo Giobbe perse tutto: bestiame, figli e anche la salute, ma durante tutte queste prove rimase sempre devoto a Dio, che lo ricompensò accordandogli beni e figli come e più di prima.

Problema di difficile soluzione da risolvere in fretta e che spesso viene scaricato da una persona a un'altra. Il riferimento è appunto a una patata bollente che non si riesce a tenere in mano.

S'intende il cibo, abbuffarsi del quale era ritenuto peccaminoso nell'antichità.

Elemento negativo, o semplicemente isolato, di un gruppo, di una famiglia, ecc.

Una persona che ha smarrito la strada, che deve essere recuperata. Dall'omonima parabola evangelica (vedi il Vangelo secondo Luca, 15,4).
"Chi di voi se ha cento pecore e ne perde una, non lascia le novantanove nel deserto e va dietro a quella perduta, finché non la ritrova?"

Frase con cui ci si riferisce a un'idea, un giudizio o un comportamento ritenuti molto lontani dal giusto.
 / Non poteva andare peggio (di così)
Indica una brutta situazione in cui ci si trova, nello specifico la peggiore delle possibili

Imbrogliare qualcuno senza che se n'accorga.

Indica una situazione di disagio, fastidio o paura, anche in senso ironico

Il riferimento è al filo che gli imbianchini un tempo tenevano teso sulla parete per creare una linea dritta, che andava poi ricalcata con grande attenzione. L'espressione è rimasta per indicare la precisione e la meticolosità con cui si compie un'azione o con la quale si descrive un avvenimento.

Atteggiamento acritico di totale disponibilità ad accettare passivamente una decisione imposta da un diretto superiore.

Ostinarsi a sostenere una tesi per mantenersi fedele alla linea del proprio partito.

Con un approccio generale riassuntivo e non esaustivo.
 / 
Per poco. Quando ad esempio si è scampato un pericolo solo per un'infima circostanza sottile e piccola come un pelo. Equivalente a "per il rotto della cuffia" la cui origine viene così indicata:
 / 
In cambio di una miseria. La seconda espressione deriva dalla Genesi (25,29-33) in cui si racconta di come Esaù vendette i suoi diritti di primogenitura al fratello Giacobbe in cambio appunto di un piatto di lenticchie.

L'obiettivo non è stato raggiunto per poco, ma comunque non è raggiunto. Deriva da una tradizione del XVI secolo in cui si racconta che il monaco Martin, abate del monastero di Asello, non divenne abate (la cappa era una specie di mantello che gli abati indossavano nelle cerimonie e che era indumento distintivo della loro dignità.) perché sulla porta del convento, quando faceva le funzioni di abate ad interim, volendo scrivere Porta patens esto. Nulli claudatur onesto ossia "Stia aperta la porta. Non si chiuda a nessun uomo onesto", causa la sua poca famigliarità con la lingua latina, mise un punto dopo la parola nulli, e l'iscrizione divenne quindi, tradotta: "La porta non si apra per nessuno. Sia chiusa all'uomo onesto". Il padre provinciale, venuto in visita per valutare l'eventualità di confermarlo alla guida del convento, se ne accorse e decise che il convento doveva essere affidato a persona di miglior cultura.

Dimenticarsi ciò che si stava dicendo, il più delle volte perché si è stati interrotti.

Dal canto III dell'Inferno di Dante, si è collocata nel linguaggio comune con il significato di "perdere il senno".

Lasciare una cosa facile per una difficile. L'ambiatura è l'andatura di un quadrupede che muove contemporaneamente le zampe di uno stesso lato. Tipica di alcuni quadrupedi, vi può essere adattato anche il cavallo.

Non riuscire a fare qualcosa anche di molto semplice ed elementare.
 /  /  / 
Arrabbiarsi in maniera incontrollabile. Le "staffe" in questione sono gli anelli attaccati alla sella del cavallo che permettono ai cavalieri di reggersi meglio coi piedi.

Si usa per implorare qualcuno di non fare (o, più raramente, di fare) qualcosa.

Citazione evangelica dal Vangelo di Matteo (7,6):
(Biblia Sacra - Vulgatae Editionis, Edizioni San Paolo s.r.l., 2003, p. 998. ISBN 88-215-4658-6)
Passato nell'uso comune per indicare uno spreco di risorse, o una perdita di tempo, derivanti dal tentare di elevare persone di livello infimo.

Andare a cercare nelle situazioni poco chiare o equivoco elementi da cui trarre vantaggio ad esempio con un ricatto.

Fare il pesce in barile: comportarsi come completamente assente dagli eventi circostanti, fingere di non vedere e sentire nulla come un pesce conservato sotto sale in un barile

Un individuo poco importante di una determinata cerchia.

Andare a infastidire o a inimicarsi qualche persona, generalmente più importante o potente.

Affaticarsi senza profitto.

Dedicarsi a un'attività infantile e improduttiva.

Persona molto importante. Mutuato dal gergo militare in cui il "pezzo" è il cannone e "novanta" è il suo calibro (calibro di cannoni potenti, quali quelli anticarro o antiaereo)

L'espressione indica per metonimia qualsiasi documento scritto (ricevute, cambiali, ma soprattutto i titoli di studio). Viene usato spesso in senso dispregiativo.

Nel significato di "buono come un pezzo di pane", alla mano, cordiale.

La prestazione in cui un artista eccelle, quella che sta al centro di uno spettacolo. Equivale al francese pièce de résistance.

Piangere o lamentarsi abbondantemente.

Piangere disperatamente. Deriva dalla linfa trasparente che esce abbondante dai rami recisi della pianta di vite appena potata, che secernono linfa.

Secondo alcuni linguisti deriverebbe da un'interpretazione errata dell'espressione "piangere come una vite tagliata".
'
Manifestare uno stato di falso disagio e approfittarsi della conseguente benevolenza altrui per prevaricare
Forma dialettale con lo stesso significato: Chiagni e fotti.

Piangere su qualcosa di ormai irrimediabile.

Soffrire di vittimismo

"Avere un piano B" o "passare al piano B", con gergo da film di guerra o d'azione, significa trovare una scappatoia, avere un'alternativa d'azione possibile.

Abbandonare tutto.

Lasciare qualcuno da solo all'improvviso. L'espressione deriverebbe per corruzione linguistica dall'originaria "piantare in Nasso", che affonderebbe le proprie radici nella mitologia greca: Arianna, dopo aver aiutato con il suo filo l'eroe ateniese Teseo a sconfiggere il Minotauro e ad uscire dal labirinto di Cnosso, fugge insieme agli ateniesi, ma viene abbandonata ("piantata") da Teseo sull'isola di Nasso.

Fare piazza pulita indica l'azione di eliminare tutto.

Quello che oggi è forse uno degli ossimori più frequenti della lingua italiana (e in particolare del lessico giornalistico) deve il suo successo principalmente a due opere apparse all'inizio degli anni settanta: il film Piccolo Grande Uomo (con Dustin Hoffman) e l'album Questo piccolo grande amore di Claudio Baglioni (con l'omonima canzone).

Si dice di uno spazio molto affollato o di chi ha mangiato a sazietà

L'elemento su cui tutto si regge. È una citazione usata nei vangeli sinottici per riferirsi a Gesù, derivante da una profezia nel libro di Isaia (28,16).

In epoca romana, era previsto che il mercante giunto al fallimento sedesse su un'apposita pietra e dichiarasse ai creditori: Cedo bona ("cedo i miei averi"). Dopo questo annuncio, essi non potevano più reclamare nulla da lui. La pietra era dunque testimone dello scandalo. Oggi, invece, viene chiamato pietra dello scandalo l'episodio che ha reso lo scandalo evidente a tutti.

Tappa fondamentale. Le pietre miliari erano poste a ogni miglio sulle strade romane

Persona qualunque.
.
Nasce da una manifestazione contro le imposizioni fiscali del governo a fine Ottocento, fallita per l'abbondante pioggia. "Governo ladro" era scritto sui cartelli che i manifestanti portavano.

Si riferisce a chi, già bersaglio della malasorte, viene colpito da un'ulteriore disgrazia. L'espressione vale anche nel senso opposto quando vuole significare che ai già favoriti dalla fortuna capita ancora qualcosa di positivo.

Fare un discorso o un'azione fuori dal suo giusto contesto.

(Costare/pagare) pochissimo.

Avere il pollice verde significa avere successo nel coltivare le piante.

Il riferimento è al pomo d'oro assegnato da Paride alla dea più bella dell'Olimpo Greco, secondo quanto narrato nelle Troiane di Euripide. L'episodio avrebbe in seguito scatenato la guerra di Troia. In senso figurato, l'argomento che scatena una lunga disputa è chiamato ancora oggi pomo della discordia.

Il popolo inteso come massa priva di spirito critico, pronta facilmente a sottomettersi a chi la comanda, come il bue che viene facilmente aggiogato.

Dall'esortazione evangelica:
(Matteo, 4,39)
 / 
Considerare, prestare attenzione a. Tra i due, "far caso" non intende uno sguardo particolarmente approfondito, "por mente" suona più analitico (va detto che è un po' antiquato).

Venerare come un santo; esaltare esageratamente una persona.

Aggiungere argomenti a una tesi già quasi consolidata oppure fare una cosa senza senso come portare acqua al mare

Argomentare indirettamente a proprio favore.

Essere disposti a tutto per favorire qualsiasi richiesta.

Accettare eventi negativi con rassegnazione e sofferenza.

Regalare (o tentar di vendere) oggetti a coloro che ne sono già ben provvisti o, addirittura, li producono. Il modo di dire si può estendere metaforicamente anche alle idee o alla propaganda delle medesime.
L'origine del detto è antica e si riferisce al fatto che nell'antichità l'isola greca di Samo era famosa per i vasi che vi si producevano e che venivano esportati in tutto il bacino del Mediterraneo. Ha il suo equivalente perfetto, per motivazioni, nel modo di dire russo: Portare il samovar a Tula. Questo modo di dire divenne famoso nel mondo occidentale per l'uso che ne fece in alcuni suoi discorsi l'allora Primo ministro dell'Unione Sovietica e Segretario generale del PCUS, Nikita Chruščёv.

L'espressione è tratta da un versetto del Vangelo di Matteo, tratto dal famoso discorso della montagna:
(Vangelo di Matteo (5,3))
Per "poveri in spirito" si possono intendere coloro che non inseguono la ricchezza o il prestigio sociale esteriore, ma in generale gli umili nella loro spiritualità.

Si dice di chi è in cattive condizioni economiche e non riesce a superarle. Anche Povero Cristo riferito a chi sta attraversando una serie di disgrazie.

Poverissimo.
Espressione utilizzata per riferirsi a una riserva misteriosa e sconfinata di ricchezze. Secondo altri con l'espressione "è come il Pozzo di San Patrizio", si intende qualcosa in cui butti risorse ed energie, ma inutilmente, perché non si riempie mai.

Coltissimo.

Qualcosa o qualcuno che prende senza fermarsi né essere stufo. Nell'ambito gastronomico ad esempio si dice di qualcuno che mangia tanto quanto ce n'è, senza smettere.

Divulgare delle regole senza poi, personalmente, osservarle.

Risentirsi per un'affermazione o un discorso fatto da altri, al punto di lasciare la compagnia con cui si sta parlando e andarsene seccati. Es.: «Tizio si è sentito offeso per le critiche mossegli da Caio e Sempronio al suo operato e ha preso cappello».
Una volta il cappello era d'obbligo, per gli uomini della borghesia, quando si usciva di casa, al punto da diventare un capo di abbigliamento essenziale e la sua buona fattura e la buona stoffa con cui era fatto erano indice del livello sociale di chi lo portava. Il cappello doveva essere levato quando si andava a far visita a casa di amici o conoscenti o quando ci si fermava in un pubblico locale (caffè, bar, ecc.) per fare "quattro chiacchiere", e veniva riposto su apposita cappelliera in ingresso o su un attaccapanni, levandolo e calzandolo al momento del commiato. Un'operazione ordinaria che però è divenuta un'antonomasia per indicare lo stato di fastidio nelle situazioni di cui sopra, forse perché i movimenti bruschi e stizziti di prelevare il cappello da dov'era stato riposto e calzarlo, nelle situazioni su indicate, esprimevano bene il disappunto del soggetto in questione. L'espressione è caduta in disuso ma la si sente e la si legge ancora ogni tanto.

Guardare al lato positivo di qualcosa poco piacevole.

Le "molle" in questione sono l'attrezzo che veniva adoperato per maneggiare i tizzoni ardenti nel camino: si prende con le molle un oggetto che scotta, e che potrebbe ustionare chi lo prendesse con le mani nude. Di solito a doversi prendere con le molle sono voci non confermate o persone e cose che, trattate senza precauzioni, potrebbero rivelarsi fonti di guai e/o dolori.

Con un solo stratagemma, o comunque con una sola azione, raggiungere due obiettivi.

Affrontare con grinta e direttamente una situazione problematica.

Ingannare, farsi beffe di qualcosa o qualcuno, fare uno scherzo a qualcuno.

Sfruttare una situazione inaspettata, traendone vantaggio.

L'espressione significa "equivocare", "scambiare qualcosa per un'altra cosa solo apparentemente affine", ed è di uso comune almeno dal Quattrocento: compare ad esempio in un discorso di Girolamo Savonarola (Prediche sopra l'Esodo, II, 155):
"[La lussuria] inebria l'uomo e fargli vedere lucciole per lanterne, e non gli lascia conoscere la verità."

Prendere in giro, imbrogliare.

Significa "prendere in giro", "farsi beffe di qualcuno". In origine però la locuzione "menare per il naso" significava "condurre qualcuno dove si vuole, fargli fare ciò che si vuole". L'immagine derivava dall'uso (già attestato presso Greci e Romani) di mettere un anello di ferro nelle narici dei bufali, per condurli più facilmente. Si veda ad esempio Ludovico Ariosto (Satire, 7, 45):
Mi tiri come un bufolo pel naso
 qualcuno
Conquistare una persona servendosi delle tentazioni del buon cibo o comunque sfruttandone la golosità.

Con "cantonata" s'intendeva l'angolo di una strada. Prendere una cantonata significa prendere male una curva e quindi commettere un grave errore.

Morire.

Dal celebre sonetto dantesco, indirizzato a Guido Cavalcanti:
Guido, i' vorrei che tu e Lapo ed io
fossimo presi per incantamento
 / (Essere) messo/preso male
(Essere) malmesso nel senso di ammalato oppure di impegnatissimo, incalzato dalle scadenze.

Un personaggio imprendibile, che con la sua astuzia si fa beffe di chi lo sta cercando, può essere soprannominato dalla stampa primula rossa. L'espressione è derivata dal personaggio di un ciclo di romanzi d'avventura a sfondo storico scritti da Emmusca Orczy (pseudonimo di Montague Barstow), che ebbero un grande successo agli inizi del Novecento, ma che oggi sono praticamente dimenticati. La Primula Rossa dei romanzi della Orczy (nell'originale The Scarlet Pimpernel) era un eroe dall'identità segreta che proteggeva deboli e oppressi a Parigi durante gli anni del regime di Robespierre.
Oggi l'espressione ha perso l'iniziale sfumatura positiva e viene utilizzata anche per designare latitanti pluriricercati, che riescono sempre a sfuggire alla cattura da parte delle forze dell'ordine.

Le promesse da marinaio sono, per definizione, promesse destinate a non essere mantenute.
Il detto ha due possibili spiegazioni: esso potrebbe trarre origine dall'abitudine dei marinai a fidanzarsi con più ragazze di porti diversi; o potrebbe alludere alle promesse che fanno a Dio i marinai durante le tempeste.

Di una persona estremamente goffa e impacciata, per inesperienza o per timidezza, che in situazioni complesse si agita scompostamente come un pulcino dai movimenti ostacolati dalla stoppa del nido

Letteralmente: toccato in un punto molto sensibile qual è una ferita aperta (vedi In carne viva), si usa figuratamente per dire "toccato su un argomento su cui è molto suscettibile", "infastidito per una cosa precisa e personale".

Imprecazione che attribuisce a Eva un comportamento immorale.

Frequentare prostitute ed in senso figurato guastarsi (il computer principale è andato a puttane), compromettersi (qui va tutto a puttane).

Quest'espressione è da intendersi come insulto, anche in maniera scherzosa o per indicare una persona particolarmente furba.

Atteggiamento snobistico, manifestato talora con un arricciamento del naso come in presenza di un cattivo odore, nei confronti di chi viene considerato inferiore per vari motivi.

## Q
Si dice di una cosa ottimale ma praticamente impossibile a farsi. Deriva dalla matematicamente dimostrata impossibilità di esprimere un rapporto fra circonferenza e raggio (o diametro) con un numero razionale (π è infatti un Numero irrazionale o "numero reale").

Usata come saluto a una persona che si vede con piacere dopo molto tempo e che arriva inaspettata

Di qualcuno capace di ottenere grandi risultati ma talvolta anche infimi. Quando tanto, quando niente.

Commento soddisfatto a una reazione spesso rimandata ma alla fine messa in atto.

Nei momenti importanti (intesi soprattutto in ambito sportivo) bisogna tirar fuori il meglio di sé stessi. La frase è usata nel film Animal House ed è pronunciata da John Belushi.

Dicesi di una circostanza che non può mai verificarsi. Sinonimo figurato di "mai". Esempio: "tu parla quando piscia la gallina", ovvero taci!

In elevate quantità, per la vendita all'ingrosso. In senso figurato, si fa riferimento a qualcosa disponibile in grande quantità, spesso maggiore rispetto a quella che effettivamente servirebbe.

Limite invisibile tra palco teatrale e spettatori.

Riferimento a una celebre frase dell'artista Andy Warhol che prevedeva che nel futuro tutte le persone, anche quelle che non lavoravano nel mondo dello spettacolo, sarebbero comparse in televisione, anche solo per un breve intervento. L'espressione significa quindi l'occasione di esibirsi o farsi conoscere o esprimere la propria opinione davanti a un pubblico più vasto rispetto a quello con cui ha a che fare il cittadino comune.

Pochissimi.

Ormai ho deciso così e non cambio (Quod scripsi, scripsi): frase famosa pronunciata da Ponzio Pilato in risposta ai farisei che gli chiedevano di modificare la scritta sulla croce di Gesù da "Gesù Nazareno re dei Giudei" in "Gesù Nazareno che si proclamò re dei Giudei".

Riferimento a una sensazione istintiva e indefinibile dell'individuo umano, come ad esempio un sentimento di repulsione o di attrazione verso qualcosa che non si riesce a motivare.

Traduzione italiana della frase latina Haec ornamenta mea attribuita a Cornelia, madre dei Gracchi, che si riferiva in questo modo metaforicamente ai propri figli, in contrapposizione ad altre donne patrizie che si vantavano dei propri monili.

Questioni oziose e irrisolvibili perché basate su qualcosa di inesistente, come la lana delle capre (che in realtà esiste).

Questo è tutto. Frase conclusiva di un resoconto, sta a dire che non vi è più nulla da aggiungere.

Questo è quello disponibile nella situazione attuale. Si riferisce al fatto di doversi accontentare del cibo frugale offerto dai frati.

In queste circostanze una persona sciocca commette un errore.

Viene detto da chi intende fare una confidenza ma non intende apparire come fonte della stessa.

Il significato varia in base al contesto e come espressione idiomatica indica un periodo di due settimane: ci rivediamo come al solito giovedì sera, tra quindici giorni; oppure, l'espressione è riferita un evento che si ripete due volte al mese (similmente: una rivista quindicinale).

Persona che si trova in territorio nemico o ostile e funge da appoggio logistico o da spia, per la propria fazione. Deriva da un'affermazione fatta da un generale di Francisco Franco quando la città di Madrid era sotto l'attacco di quattro colonne di truppe franchiste, che marciavano verso la capitale per conquistarla, con la quale fu detto che all'interno della città, controllata dalle truppe del governo repubblicano, operava una "quinta colonna" di armati favorevoli a Franco.

Verso dantesco (Divina Commedia, Inferno, Canto II, 9), divenuto un modo per dire: "In questa occasione vedremo che cosa sai fare".

Cose di poco conto, sciocchezze. Detto da Totò in diversi film.

Mettere alla prova le capacità di una persona in un'operazione difficoltosa.

Indica il numero, stabilito secondo norme apposite, di posti dedicati alle donne nelle istituzioni pubbliche e nelle strutture private al fine di equilibrare la presenza femminile con quella maschile

## R
Accettare una qualsiasi sfida; deriva dal rito dello schiaffo, dato simbolicamente al contendente con un guanto per provocare un duello. Anche: "gettare il guanto", lanciare una sfida.

Distruggere fino a che non resti niente in piedi.

L'espressione definisce l'atteggiamento di chi si adopera inutilmente per risolvere problemi che sono invece per definizione irrisolvibili: proprio come le gambe dei cani, che sono storte per natura e non possono essere raddrizzate.
L'espressione è entrata nel lessico colloquiale grazie ad Alessandro Manzoni, che nel primo capitolo dei Promessi Sposi descrive così l'atteggiamento di Don Abbondio:
(Alessandro Manzoni, I promessi sposi, Cap. I, 357-360)

Dall'omonimo romanzo di Pier Paolo Pasolini: ragazzi che vivono alla giornata di espedienti (e che, in certi casi, si prostituiscono).

Usato per definire una persona in genere gradevole, semplice e tranquilla.

Si dice quando si vuole definire con riservatezza una relazione dove due parti stipulano un accordo verbale di disponibilità a reciproci scambi di natura sessuale. Tale rapporto non ha vincoli di tempo o modo prestabiliti, e la sessione d'incontro viene avviata da una delle due parti, che contatta l'altra con una frase topica, anche non prestabilita, o con un invito aperto. Seppur raro, le parti possono essere composte anche da più persone ciascuna, ovviamente senza restrizioni sul genere (maschile o femminile).

Rimanere in compagnia di una coppia di amanti, con il risultato di impedir loro di entrare in intimità (o comunque di trascorrere un certo tempo da soli). Nel suo significato letterale, l'espressione sta a indicare probabilmente il ruolo delle dame di compagnia, che la notte, con la scusa di far luce con la candela, tutelavano le virtù delle loro signore mentre ricevevano visite maschili.

Frase latina entrata nell'uso comune per dire: "Riferisco ciò che mi è stato detto" (ovvero: "Non sono io che lo dico, ma altri")

Morire.

Vendicarsi.

Espressione spregiativa rivolta agli Stati con governi antidemocratici usata dallo scrittore O. Henry relativamente all'Honduras e in genere a quei territori del Sud e Centro America dove crescono le banane tipici frutti prodotti da un'agricoltura estensiva arretrata. La frase venne in parte ripresa dal titolo del film di Woody Allen Il dittatore dello stato libero di Bananas (1971).

Rimanere senza risorse economiche, fallire. L'origine dell'espressione risalirebbe all'usanza fiorentina dell'"acculata", che era una pena comminata in pubblico ai falliti, ai debitori insolventi, ai falsari e ai truffatori, consistente nel far battere il sedere su un disco di marmo bianco e verde che raffigurava la ruota del Carroccio.

Non conseguire alcun risultato
 / 
Si dice di una persona che resta "impietrita" da un avvenimento. Il riferimento è all'episodio biblico della distruzione di Sodoma e Gomorra: l'angelo aveva raccomandato a Lot e alla sua famiglia di allontanarsi dalle città senza guardarsi indietro; ma... "la moglie di Lot guardò indietro e divenne una statua di sale". (Genesi, XIX, 23)

Rimanere senza mezzi di sussistenza per propria dabbenaggine, per un caso imprevisto o per una truffa

Espressione che si rifà alla prima terzina della prima cantica della Divina Commedia (l'Inferno): «Nel mezzo del cammin di nostra vita mi ritrovai in una selva oscura che la diritta via era smarrita».

Con questo epiteto i patrioti del Risorgimento italiano bollarono Carlo Alberto, re di Sardegna, a causa del suo atteggiamento timido e incerto nei confronti dei moti liberali. A chiamarlo in questo modo per primo era stato Domenico Carbone, in una satira scritta nel 1847 che circolava clandestinamente (durante una perquisizione l'autore si mangiò l'originale manoscritto).
La stessa espressione a volte viene usata per indicare una persona che, malgrado rivesta una posizione di grande responsabilità, non riesce a prendere una decisione.

Una favola di Esopo, ripresa da Fedro (Favole 1,2), racconta di come Giove, per burlarsi delle rane che gli chiedevano un re, fece cadere nel loro stagno un travicello di legno.
Dapprima spaventate, dopo un poco le rane, stufe di avere come re un essere immobile, ripresero a chiedere a gran voce un re: allora Giove inviò loro un serpente d'acqua, che iniziò a divorarle. Morale: meglio un re incapace che uno crudele.
L'argomento della favola fu ripreso da Giuseppe Giusti, poeta toscano del Risorgimento, che intitolò Il re Travicello una sua satira dedicata al Granduca di Toscana Leopoldo II. L'espressione, che in seguito si è diffusa nell'italiano colloquiale, è adoperata per alludere a quelle persone che, pur trovandosi in posizioni di prestigio, non sono capaci di un reale controllo della situazione.

Rigirare ad arte un discorso, capovolgere a proprio vantaggio una situazione; far apparire le cose in modo diverso da come sono realmente o da come erano state in un primo tempo presentate.
 /  / 
Detto ironicamente: contraccambiare un'offesa con una pari offesa; generalmente meno forte che "vendicarsi".
, Morire / spanciarsi / sbellicarsi dalle risate
Ridere fino a starne male.

Ridere di nascosto.
 / 
Viene detto quando una persona ride senza una ragione valida.

La frase fu pronunciata dall'allenatore calcistico serbo Vujadin Boskov durante una trasmissione televisiva, all'inizio degli anni novanta. La costruzione apparentemente sgrammaticata della frase (dovuta alla cattiva padronanza della lingua italiana da parte di Boskov) contribuisce in realtà a sottolineare il carattere pragmatico della tesi qui difesa dall'allenatore: un'infrazione alle regole (non solo nella giustizia sportiva) è riconosciuta tale dalla società soltanto se l'autorità giudiziaria la sanziona. La frase di Boskov viene usata molto spesso ancora oggi, e non soltanto in campo sportivo, per alludere al fatto che siamo tutti innocenti finché qualcuno non dimostra il contrario.

Solitamente il detto è usato solo nella prima parte poiché è nota la balordaggine del personaggio che ha perso ogni avere tanto da rimanere nudo

Restare quasi del tutto privi di mezzi di sussistenza in condizioni di povertà.

Prendere insegnamento da un proprio errore.

Rimandare qualcosa all'infinito. Infatti San Bindo non esiste e secondo la tradizione si festeggia tre giorni dopo il Giudizio Universale.

Impigrirsi in seguito a una vittoria.

Reagire con il tono adeguato alla situazione, duro o affabile.

Rispondere come si deve, con la necessaria determinazione. L'espressione deriva dall'uso dei poeti medievali (tra cui Dante e Petrarca) di rispondere a una poesia altrui scrivendone un'altra costruita sulle stesse rime.
 / 
Non starci, non concedere, rifiutare, dir di no, negare, negarsi.

Sul colle Aventino, secondo la storia romana, si ritiravano i plebei nei periodi di acuto conflitto con i patrizi. Il detto si diffuse come analogia all'atto di protesta attuato da alcuni deputati d'opposizione contro il governo fascista in seguito alla scomparsa di Giacomo Matteotti il 10 giugno 1924. L'iniziativa consisteva nell'astensione dai lavori parlamentari, riunendosi separatamente.
 Si dice quindi di chi, per protesta, rifiuta di partecipare a decisioni comuni.

Riferito a qualcosa d'incredibile. L'accezione è negativa e deriverebbe dal fatto che fabbri e maniscalchi producevano chiodi con il metallo più scadente e inadatto a fabbricare ferri di cavallo o lame per attrezzi.

Essere consumati dall'invidia.

Slogan leghista per stigmatizzare l'eccessivo peso politico della capitale italiana.

Eufemismo con ellissi del termine "coglioni" (o sinonimi). Infastidire. Equivalente a Rompere il cazzo

Incominciare un rapporto dialettico, vincendo gli imbarazzi e la freddezza iniziale

Eufemismo che sostituisce il più volgare "rompere le palle". Infastidire.

L'espressione, tuttora molto usata, è di chiara origine contadina. Il "paniere" in questione è quello in cui le galline covano le uova per una ventina di giorni. Per questo rompere le uova del paniere significa rovinare un piano o un progetto pazientemente preparato. È simile a "mettere i bastoni tra le ruote".

Annoiarsi, provare fastidio

Pronti ad affrontare qualsiasi difficoltà.

Si dice di chi riesce a sottrarsi a un pericolo quasi miracolosamente, o all'ultimo momento. Deriverebbe dal gioco medievale del "saracino" o della "quintana", in cui il concorrente, in sella a un cavallo lanciato, doveva colpire un bersaglio rotante senza farsi colpire a sua volta dal bersaglio stesso, che se colpiva il concorrente sul suo copricapo (la cuffia), il colpo (benché inferto) era ritenuto nullo.
Secondo Ottavio Lurati il termine "cuffia" indicava una parte delle mura cittadine e quindi ad esempio "passare per il rotto della cuffia" voleva dire riuscire ad entrare in città non dalla porta principale ma da una breccia delle mura

L'aspetto negativo di qualcosa di positivo.

## S
Espressione che identifica un ostacolo che rallenta o impedisce il completamento di un obiettivo.

Dicesi di individuo goffo, privo di agilità e destrezza simile a un sacco di patate o che si veste in modo informe indossando abiti più grandi della propria taglia.

Un gran numero di cose tale da superare una quantità normale.

Ci si appella così a colui che ha molte monetine nel portafoglio in quel momento, soprattutto di piccolo taglio. Una delle opzioni che motivano la presenza di tutte le monete è appunto l'aver rubato l'elemosina di una chiesa (composta soprattutto da offerte piccole in moneta e poche banconote).

Sei furbo ma con tutte le tue parole non riuscirai a ingannarmi

È uno dei più tipici tormentoni da discoteca, ripetuto in modo ipnotico durante il ballo. Il riferimento sottaciuto è a una sostanza stupefacente (tradizionalmente, l'MDMA), che sta entrando in circolo.

Quando un personaggio politico si reca al colle Quirinale, sede della Presidenza della Repubblica, per consultazioni con il Capo dello Stato.

La cerchia più prestigiosa ed esclusiva di una città o di un Paese.

Improvvisa apparizione di qualcosa d'imprevisto. L'espressione si ritrova rafforzata in Saltar fuori dal nulla.

Entrare in una questione improvvisamente e con tutta l'energia.

Cambiare improvvisamente e più volte da un argomento all'altro, senza che ci sia alcun nesso tra gli argomenti.

Agire in base a una voglia improvvisa e irriflessa.

Soprattutto nel linguaggio politico indica un improvviso trasferimento da un partito ad un altro, per interessi talora particolari, senza badare alla diversa connotazione politica; anche per inversioni di atteggiamento nell'appoggiare o respingere un determinato indirizzo legislativo. Il significato dell'espressione si riferisce al comportamento della quaglia che, quando è inseguita dai cani del cacciatore, salta per disorientarli.

Fare qualcosa senza sapere con certezza quale sarà il risultato finale.

Cercare di salvare tutto il possibile. Deriva dal noto indovinello in cui un contadino deve traghettare da una riva a un'altra un lupo, una capra e un cavolo. Ma sulla barca può portare solo una cosa alla volta e non può lasciare sulla stessa riva, insieme, la capra e il cavolo, o il lupo e la capra, poiché uno, in assenza del contadino, divorerebbe l'altro.

Salvarsi, salvarsi la vita, sopravvivere. Il romanzo "La pelle" di Curzio Malaparte si riferisce alla locuzione "salvare la pelle".

Evitare uno scandalo, tenere pulita la propria reputazione.

Trarsi d'impaccio più o meno malamente. È un modo di dire chiaramente derivato dal gioco del calcio: quando i difensori devono sbarazzarsi rapidamente di un pallone pericoloso, possono decidere di mandarlo fuori sul lato della loro porta. In questo modo si allontana il pericolo solo relativamente, visto che secondo il regolamento gli avversari avranno a disposizione un calcio d'angolo, vale a dire un tiro dall'angolo (corner in inglese) del campo, nel fondo-campo.

Vedi rotto della cuffia.

Fatto salvo ogni diritto

Espressione ironica che giustifica la presunta differenza sostanziale tra la nobiltà e la gente comune asserendo (secondo una leggenda diffusa nel Medioevo) che la prima sia dotata dalla natura di un sangue più prezioso, di colore blu.

Figlio o figlia. Esempio: "Tu che sei sangue del mio sangue (Tu che sei mio figlio)"

In buona, anzi ottima salute. Probabilmente per l'aspetto di vitalità proprio dei pesci, guizzanti e scintillanti dell'acqua dove vivono.

Conoscere tutti i trucchi e malizie necessari a risolvere i problemi.

Termine dialettale bolognese sta per "segatura" quindi per cose di poco conto.

Trovare i mezzi per sopravvivere, arrivare a fine mese.

Raccontare a tutti un qualcosa che non si dovrebbe dire.

L'espressione critica l'abitudine dei mezzi di comunicazione di massa di indicare clamorosamente e prematuramente il presunto colpevole di fatti efferati presentandolo come un mostro. Su questo argomento è stato girato il film Sbatti il mostro in prima pagina del 1972, diretto da Marco Bellocchio.

Qui sine peccato est vestrum primus lapidem mittat. Locuzione latina, che tradotta letteralmente significa «chi tra voi è senza peccato scagli la prima pietra». È tratta dal Vangelo secondo Giovanni (8,3) ed esorta chi ha commesso delle ingiustizie o tenuto comportamenti scorretti a non criticare (o addirittura accusare) chi si è comportato allo stesso modo, anche in campi diversi.

Lo si dice per descrivere ironicamente l'inattività di un impiegato/funzionario (o studente) pigro e inconcludente.

Crearsi con le proprie mani una situazione gravemente sfavorevole, eseguire un'azione controproducente e altamente autolesionista, anche se involontaria. Altre espressioni dal significato simile, ma meno "forte" sono: "tirarsi la zappa sui piedi" oppure "fare autogol".

Fare scena muta: Restare in silenzio alle domande che vengono poste. Molto spesso usata per descrivere un'interrogazione a uno studente totalmente impreparato.

Intervenire.

Vedi "mina vagante".

È un segreto imbarazzante, che rischia di saltare fuori nel momento meno indicato. L'espressione è un calco dell'inglese a skeleton in the cupboard, adoperato per esempio da Charles Dickens. Secondo il Vocabolario Treccani l'espressione è d'importazione straniera: in particolare sembrerebbe un calco di espressioni inglesi to have a skeleton in the closet o francesi avoir un squelette dans le placard.

Accostarsi a un pericolo con leggerezza e senza le dovute cautele.

Scherzo di cattivo gusto, fastidioso ed inaspettato.

Corso di studi universitario rinomato per la sua inutilità pratica o per l'eccessiva facilità.

Come gli scheletri negli armadi, gli "altarini" alludono a segreti imbarazzanti per chi li custodisce, che inevitabilmente finiscono per essere scoperti.
Secondo Niccolò Tommaseo (Dizionario della lingua italiana, 1865), l'espressione deriva dalla liturgia cattolica della settimana della Passione, quando nelle chiese gli altari, i tabernacoli e le immagini vengono coperte da panni viola. Ma potrebbe anche avere un'origine più remota nei riti magici che si sono conservati per secoli in clandestinità nell'Italia rurale.

Dire una cosa ovvia, scontata.

Dicesi per indicare i casi in cui, in una situazione di conflitto, anche chi apparentemente ha o sta per avere la meglio, si trova in difficoltà. Fa riferimento alle due antiche città greche di Atene e Sparta, le quali furono spesso in conflitto.

Indicare come segreto qualche informazione che non è più tale, qualcosa che ormai è diventato di pubblico dominio.

Se non intervengono imprevisti come la presenza della coda del diavolo che basta da sola a far tutto fallire.

Indica insofferenza verso chi si lamenta di come sarebbe potuta andare una certa situazione.

Provocare discordia e confusione tra le parti che stanno discutendo. La zizzania è un'erbaccia che cresce insieme al grano e che deve essere poi separata da questo. Seminare zizzania (nel campo degli altri) è quindi un'azione deliberatamente attuata per creare problemi.

Di qualcosa molto rara da trovare poiché è andato perso anche lo stampo per riprodurla. Si riferisce anche a persona dalle qualità uniche.

Se non è una cosa, è un'altra molto simile, se non la stessa con un nome diverso.

Sennò niente.

Modo di dire con cui ci si risponde a una persona ritenuta poco adatta per avanzare un apprezzamento in genere critico, ad es.: "Perché arrivi in ritardo? - Ma senti chi parla, ieri e l'altro ieri sei arrivato in ritardo tu!. Equivalente a Da che pulpito viene la predica.

Lo si dice quando si cerca di percepire l'umore altrui dopo un certo avvenimento, spesso spiacevole.

Avvertire che c'è qualcosa che non va.

Sentirsi particolarmente stanco

Letteralmente "senza mestiere e senza partito". Si dice di persona priva di capacità operativa di alcun genere.

Sconclusionato, senza ordine né direzione

Senza subire né infliggere alcun danno

Senza discussioni o esitazioni di sorta.

Né buono né cattivo, da Dante Alighieri
(Divina Commedia, Inf., III 35-36)
Spesso usato in senso sarcastico nel descrivere qualcosa di poco interessante.

Presa di posizione netta, senza dubbi o riserve di sorta.

Significa "in modo continuato", "con continuità" (sia temporalmente e/o spazialmente). Letteralmente: "senza dissolvere (rompere) la continuità di qualcosa" (tipicamente un'azione).

L'espressione è di origine evangelica. In Matteo XXIII:27, Gesù esclama:
«Guai a voi, scribi e farisei ipocriti, perché rassomigliate a tombe imbiancate, le quali di fuori appaiono belle, ma dentro sono colme di ossa di morti e di ogni immondizia».
In effetti gli ebrei dipingevano di bianco le tombe, perché nessuno le calpestasse (il contatto fisico con una tomba rendeva impuri e impediva di partecipare ai riti del Sabato).
Il severo ammonimento di Gesù ha fatto sì che, come "gli scribi e farisei", anche i sepolcri imbiancati siano diventati nella lingua italiana gli ipocriti per antonomasia.

Gli indiani d'America dissotterravano l'ascia di guerra quando dichiaravano guerra e la seppellivano quando essa terminava. L'espressione è divenuta popolare in Italia in seguito al successo dei film western nel secondo dopoguerra e significa iniziare le ostilità.

Questione oziosa e irrisolvibile. Usato in espressioni quali "parlare del sesso degli angeli" o "discutere del sesso degli angeli" per indicare una discussione inutile soprattutto di fronte a problematiche di maggiore interesse o gravità. Pare che il detto tragga origine dal fatto che a Bisanzio fosse in atto una discussione sul sesso degli angeli mentre le truppe ottomane stavano per conquistare la città.

"C'è già motivo di dubitare", solitamente con riferimento a un modo di comportarsi o di risolvere.

La credenza che assegna "sette vite" ai gatti è molto antica, e attestata in numerose lingue del mondo. Essa ha probabilmente avuto origine dalla capacità del felino ad atterrare sulle sue zampe anche dopo una lunga caduta. Perciò, in senso figurato, chi ha sette vite come i gatti riesce sempre a riprendersi, anche dopo una batosta che ad altri sarebbe fatale.

Oppure Toccare il cielo con un dito. Vuol dire "essere estremamente contenti". In antichità, il settimo cielo era considerata l'orbita massima della cosmogonia tolemaica, oltre la quale c'era la divinità. L'espressione si ritrova in Cicerone, Ovidio, e come «toccare il cielo con il capo» in Saffo e Orazio. Un'altra variante è «credere di tenere Giove per le palle», spesso modificata in «credere di toccare il trono o il cielo di Giove».

Una persona che non conta nulla o quasi.

Silenzio inquietante. Pronunciabile in seguito a un gran chiasso o a un grave avvenimento (es: "dopo il bombardamento la città cadde in un silenzio assordante"), in genere quando ci si aspetterebbe una presa di posizione da persone note, direttamente e/o fortemente interessate alla questione.

La frase si riferisce a una condizione di blocco creativo che può assalire uno scrittore alle prese con un componimento ancora da iniziare (il "foglio bianco", appunto).

Per scherzo o per esempio.

Espressione venutasi a formare molto di recente (e utilizzata prettamente in ambito giornalistico e politico) che significa "avere un comportamento inconsapevolmente masochistico e autolesivo dando anche l'impressione di provare una sorta di sottile diletto o di gratificazione dal danno che ci si procura". Prende il nome da Tafazzi, il personaggio satirico del trio comico Aldo, Giovanni e Giacomo.

Espressione usata per indicare che si sta infangando la memoria o l'ideologia di una persona deceduta.

Espressione ossimorica coniata da Francesco Domenico Guerrazzi e poi ripresa, a partire dal secondo dopoguerra, nell'ambiente qualunquista, che si raccoglieva intorno al giornale L'uomo qualunque. Spesso si usa anche per rimpiangere una situazione di cui in passato ci si lamentava.

Agitare una situazione stagnante affinché sia riconsiderata e vengano alla luce fatti nuovi come accade quando muovendo l'acqua su un fondo sabbioso ne emergono gli oggetti nascosti.

Attenuare, rendere meno aspro qualcosa o qualcuno.

Dicesi di un intervento a soccorso di qualcuno, quando ormai è tardi e il soccorso non serve più a nulla, o perché il pericolo è scampato o perché i guai, contro i quali necessitava il soccorso, hanno già avuto le loro conseguenze negative.
Tale espressione è usata dal Manzoni ne I promessi sposi, quando il vecchio servitore di Don Rodrigo teme di non arrivare in tempo da fra Cristoforo a rivelargli le intenzioni del suo padrone su Lucia Mondella:
(Alessandro Manzoni, I Promessi Sposi, cap. VII, 348 – 350)
E quando la carrozza del Ferrer, dopo che questi era riuscito a fatica a strappare il povero vicario di provvisione alla folla inferocita, che, accusandolo di far mancare il pane ai milanesi, stava per entrargli in casa e di lì portarlo fuori e giustiziarlo, incontra un drappello di soldati spagnoli.
(Alessandro Manzoni, I Promessi Sposi, cap. XIII, 370-371)
Il detto deriverebbe dal fatto che la flotta pisana, durante la prima crociata, era giunta in Palestina dopo tutte le altre. Un'altra interpretazione è il riferimento all'intervento tardivo del re dei Romani Massimiliano I d'Asburgo contro la Repubblica di Venezia, già sconfitta dai francesi di Luigi XII ad Agnadello.

Caduto un po' in disuso, dicesi di persona inaffidabile.

Altro modo per dare la buonanotte.

Iperbole per indicare una spesa del tutto inutile.

Titolo di un film con 007, divenuto poi espressione indicata per riservare solo a qualcuno una certa cosa.

Essere identici nell'aspetto e/o nel carattere.

Riferito a un'eventualità eccezionale. Per esempio: «Gli ha fatto vedere i sorci verdi».

Essere sorpreso in flagrante nel compiere un'azione che si voleva tenere nascosta. Equivalente a "con le dita nella marmellata".

Una persona che ha un udito talmente debole da non sentire quasi nulla. Sordo come si immagina sia diventata una campana per i suoi stessi rintocchi oppure come una campana incrinata che emette suoni soffocati e deboli.

Avanti il prossimo

Riferito a chi agisce di nascosto

Sotto la protezione. L'egida è sinonimo di scudo.

L'essere intimidito, ostacolato nelle proprie reazioni, di chi è sotto l'attacco ad esempio di una campagna di stampa avversa.

Indica l'eccesso di pignoleria.
L'espressione deriva dalla tipica acconciatura dei latini romani, rivisitata nel 1500 in Francia e denominata A la Sévigné, che attraverso due nastri adiacenti al cuoio capelluto creava appunto 4 sezioni. Questo modus pettinandis era prevalente nella classe aristocratica e veniva messo a punto da persone particolarmente precise e puntigliose visto la complessità del lavoro.

Si riferisce a qualcosa che incombe minacciosa su qualcuno, senza che questi possa fare niente per evitarla. Cicerone narra che Damocle era un membro della corte di Dionigi I, tiranno di Siracusa. Egli sostenne, in presenza del tiranno, che quest'ultimo fosse una persona estremamente fortunata, potendo disporre di un grande potere e di una grande autorità: Dionigi gli propose allora di prendere il suo posto per un giorno, così da poter assaporare tale fortuna e Damocle accettò.
La sera si tenne un banchetto durante il quale Damocle iniziò a tastare con mano i piaceri dell'essere un uomo potente; solamente al termine della cena egli notò, sopra la sua testa, la presenza di una spada, con la punta diretta sul suo capo e sostenuta da un esile crine di cavallo. Dionigi l'aveva fatta sistemare così perché Damocle capisse che la sua posizione di tiranno lo esponeva continuamente a grandi minacce per la sua incolumità.

Senza via d'uscita.

Si dice per stigmatizzare l'inutilità di qualcuno, in genere un benestante o un intellettuale, di cui si giudica che sarebbe più utile alla società se lavorasse come bracciante agricolo.

Colpire (metaforicamente) senza fare nessuna distinzione tra i bersagli, che vengono visti come un'unica entità.

Richiamo usato dai cacciatori per attirare presso di sé gli uccelli, tramite il baluginio del sole, e così colpirli. Allo stesso modo si fa figurare qualcosa di attraente per distrarre o carpire la buona fede del prossimo.

Alludendo alla presunta scarsa intelligenza dei polli, si riferisce a una persona poco sagace, ingenua e facilmente ingannabile che viene privata di tutto il suo denaro. Ad es: «Ieri a poker avete trovato il pollo e l'avete spennato.»

Il Manifesto del Partito Comunista del 1848 cominciava con questo celebre incipit:
"Uno spettro s'aggira per l'Europa - lo spettro del comunismo."
La frase è usata ancora spesso (soprattutto in senso parodico) per alludere a una novità prevista e temuta da tutti, che non si sia ancora veramente manifestata.

Provocare una forte delusione in campo amoroso.

Impedire di agire. Condanna riservata in passato a chi aveva commesso un reato contro il patrimonio.

Il combattimento con le lance era una consuetudine della cavalleria medievale: il cavaliere aveva il dovere di difendere "alla lancia" i diritti dei poveri e degli oppressi. Oggi, per "spezzare una lancia" si intende il difendere, sostenere, o approvare l'opinione di qualcuno.

Essere estremamente fastidioso, come una spina conficcata nel fianco, che fa male a ogni singolo movimento del corpo.

Riferito al liquore che si distilla dalla patata, considerato meno pregiato di quelli ricavati ad esempio dai cereali. Si usa relativamente a una battuta che vorrebbe essere spiritosa ma che non fa ridere.

Intromettersi in cose considerate non degne. Con accezione più positiva si intende anche di chi accetta di confrontare le proprie idee con la realtà pratica.

Dire infine la cosa che ci si era trattenuti dal dire

Parlare male di ciò che ci porta anche dei vantaggi, senza gratitudine.

Non fare nulla.

Aspettare un evento altamente improbabile.

Accettare una situazione.

Stare a guardare senza intervenire.

Avere pazienza.

Esprime una situazione di profondo benessere (anche nella variante "stare da Dio").

Stare attenti, pronti.

Trovarsi in una condizione di abbondante agiatezza.

Destare particolare fastidio o antipatia nei confronti di qualcuno

Stare all'erta.

Non sbilanciarsi, tenere per sé le proprie opinioni. Più in generale, viene detto di una persona riservata, che rimane in disparte.

Si dice di una donna in gravidanza. "Interessante" è riferito alla terminologia medica che con tale caratteristica vuole significare «che può disporre a complicazioni»

Evitare di dilungarsi su un argomento spiacevole. Metafora abbastanza frequente anche in contesti scherzosi o usata per esprimere impazienza.

Difendere qualcosa o qualcuno. Dare segno d'indignazione, talvolta non autentica. Proviene dall'usanza ebraica da parte di personaggi autorevoli che si "stracciavano le vesti" udendo affermazioni che ritenevano gravemente menzognere o blasfeme o accuse infamanti ingiustificate. Il gesto, narrato nel Vangelo secondo Matteo, fu compiuto dal sommo sacerdote Caifa, dopo aver udito la risposta che Cristo gli diede alla sua domanda: «Ti scongiuro, per il Dio vivente, perché ci dica se tu sei il Cristo, il Figlio di Dio». Il Vangelo dice che, udita la risposta, « [...] il sommo sacerdote si stracciò le vesti dicendo: "Ha bestemmiato! Perché abbiamo bisogno ancora di testimoni?" [...]»
Stragi del sabato sera
Definizione di derivazione giornalistica per l'alto numero di incidenti tra i giovani che escono dalle discoteca o comunque dai locali, anche se in realtà gli incidenti avvengono nelle prime ore della domenica.

Deriva da una citazione da La Tempesta di Shakespeare (1611): "La sventura costringe l'uomo a far la conoscenza di ben strani compagni di letto." Similmente all'originale, viene usata per indicare che i casi della vita possono portare a inedite, imprevedibili alleanze.

Eccezione ad una regola di comportamento: "fare uno strappo alla regola, concedersi uno strappo alla regola, troppi strappi alla regola, non si ammettono strappi."

Con questa frase si chiudeva una fiaba di Italo Calvino; è presente anche ne La Favola di Natale di Giovannino Guareschi. La frase si usa al termine di una lunga narrazione su eventi in argomento da parte di un interlocutore, generalmente accompagnata anche dall'opinione dello stesso.

Resistere al dolore o allo sforzo.

Quando per il digiuno si dimagrisce, allora per non far calare i pantaloni bisogna stringere la cinghia. Metafora per dire che bisogna fare dei sacrifici in attesa di un futuro migliore.

Ammiccare, fare un segno d'intesa a qualcuno. Vedi anche "Fare l'occhiolino".

Fare una grande fatica. Già nel Cinquecento l'espressione "sudare [x] camicie" veniva adoperata in questo senso (vedi ad esempio questo verso di Francesco Berni (Rime, 1, 5): "Sudaron tre camicie ed un farsetto").
Il numero sette viene spesso usato in locuzioni di origine proverbiale; forse qui è una reminiscenza biblica dei sette giorni in cui Dio lavorò per creare il mondo (ma in effetti la Genesi ricorda che il settimo giorno Dio si riposò).

Arrivare quasi contemporaneamente ad altri su un obiettivo e vincere di pochissimo. Si riferisce alle gare di corsa in cui, per stabilire con precisione il vincitore tra due concorrenti che arrivavano insieme, si tendeva sulla linea del traguardo un filo di lana, ormai sostituito dal fotofinish.

Espressione usata nella negazione per indicare l'assenza assoluta di un qualcosa.

Pagamento immediato e in contanti.

"Prendere una decisione sul tamburo": dover prendere una decisione per forza e subito, a causa dell'incalzare degli eventi.

Locuzione giuridica entrata anche nel linguaggio comune: si usa dire, correttamente ma in genere con tono scherzoso, che la situazione necessita o richiede un supplemento di indagine per dire che non è ancora il caso di prendere delle decisioni ed è opportuno raccogliere altre informazioni o dati di supporto.

Avere vicinissimo a sé quello che si desidera, ma non poterlo prendere. Tantalo fu condannato a soffrire la fame e la sete, seppur circondato da cibo e bevande che non poteva toccare.

Ottenere / servire su un piatto d'argento. Possibilità di ottenere con uno sforzo minimo se non nullo una certa cosa. Deriva probabilmente da un evento narrato nel Vangelo dove Salomè, in cambio solamente di una danza, convinse Erode a portarle su un piatto d'argento la testa di Giovanni Battista.

Scatenare fastidiose e dannose polemiche quando se ne poteva fare a meno esercitando la prudenza e il buon senso.

Suscitare pericolose reazioni, come quando s'infantidisca un cane che dorme, evidenziando un fatto nascosto da lungo tempo e quasi dimenticato

## T
Come "piazza pulita", cancellare o eliminare tutto, con ovvio riferimento alla tavoletta/lavagnetta usata per scrivere.

Scappare precipitosamente. Deriva dal gergo marinaresco. La corda è quella dell'ancora, che viene tagliata in caso di partenza precipitosa, abbandonando l'ancora ma risparmiando il tempo di recupero.

Risolvere radicalmente una questione, anche a costo di scontentare o trattare ingiustamente qualcuno. Secondo il Vocabolario della lingua italiana di Zingarelli deriverebbe dalla pratica della tauromachia.

Si dà questo nome a una persona inesistente cui si ricorre per fare un esempio.

Con questa espressione si indica il punto debole di qualcosa o qualcuno.
Il riferimento è al mito di Achille, che era invulnerabile in tutto il corpo, fatta eccezione per il suo tallone che Paride colpì con una freccia uccidendolo.

Come frase fatta, indica rassegnazione.

Molta apparenza e poca sostanza, molte parole e pochi fatti.

È l'incipit di un celebre sonetto di Dante, dedicato all'amata Beatrice, e raccolto poi dal poeta nella sua Vita nova. La citazione è molto diffusa anche per l'apparente semplicità della frase: semplicisticamente possiamo renderla in italiano moderno con "È chiaro, è evidente che sia tanto nobile d'animo quanto buona" (anche se, come osservava il filologo Gianfranco Contini, nessuna parola di questo verso aveva per Dante lo stesso significato che ha oggi per noi).
vedi Molto rumore per nulla

Un evento negativo ripetutamente annunziato che alla fine si verifica.

"Tarpare" deriva dal francese étraper (che a sua volta deriva dal latino exstirpare). Significa spuntare le penne delle ali agli uccelli, e viene usato ormai soltanto in senso figurato: tarpare le ali a qualcuno significa togliergli le sue particolari abilità, impedendogli di progredire.

La Tavola Rotonda (Table Ronde) era l'ordine dei cavalieri fondato da Re Artù, di cui si narra nei romanzi cavallereschi del ciclo bretone. Costoro si ritrovavano periodicamente a York, intorno a una tavola di forma rotonda, affinché nessuno avesse una posizione privilegiata rispetto agli altri. La tavola aveva 50 posti (più uno sempre vuoto, destinato a chi avesse trovato per primo il Graal). Oggi viene chiamata "tavola rotonda" una riunione o una conferenza alla quale prendono parte esperti chiamati a confrontare opinioni diverse, dove (in teoria) a nessuno dei partecipanti è riservata una posizione di privilegio.

Chi porta argomentazioni valide solo per lui senza tener conto delle obiezioni degli altri.

Viene detto di qualcosa che non si conclude mai. Il riferimento è all'Odissea e alla famosa tela della moglie di Ulisse, Penelope. Ulisse, dopo dieci anni di assenza dal trono di Itaca, era dato ormai per morto; allora i Proci chiesero a Penelope di sposare uno di loro. Penelope assicurò che l'avrebbe fatto non appena avesse finito di tessere una tela, ma, mentre di giorno la tesseva, di notte la disfaceva in modo tale da ritardare all'infinito la sua ultimazione.

Agitarsi per una situazione ritenuta molto grave mentre in realtà si tratta di un problema irrilevante. Oppure Sollevare un polverone di polemiche per argomenti di poco conto talora per mascherare realtà sgradite. Il detto si rifa a un'espressione di Cicerone riguardante le proposte di legge di un subdolo personaggio.

Assecondare qualcuno in un'azione o in una situazione (spesso non positiva). Il bordone è la canna più grande di uno strumento a fiato (organo o cornamusa), o la corda più spessa di uno strumento a corde: in entrambi i casi il "bordone" viene adoperato come basso continuo per accompagnare una melodia che si sta suonando su note più alte.

Si dice di chi non opera una scelta necessaria, perché cerca di ottenere il massimo vantaggio dalle due alternative, senza impegnarsi in una sola di esse. Il suo equivalente inglese, Run with the hare and hunt with the hunds (Scappa con la lepre e caccia con i segugi), è molto più chiaro.

Aiutare qualcuno a compiere un'azione disonesta, come fa il complice che aiuta il ladro a riporre quanto rubato tenendo aperto un sacco.

Tenere in sospeso un'informazione o una decisione per mantenere l'interessato in uno stato di attesa.
«Ma, col nome del cielo, non mi tenga così sulla corda, e mi dica chiaro e netto cosa c'è». Dal dialogo tra Renzo Tramaglino e Don Abbondio, di cui al cap. II, 74-75, de I promessi sposi di Alessandro Manzoni.

Viene chiamato così, in senso dispregiativo, un impianto accusatorio presentato dall'accusa in sede processuale, che non si basi su fatti realmente accertati e su prove concrete, ma soltanto su supposizioni e deduzioni.
L'espressione è di origine giornalistica e nasce probabilmente in seguito ai fatti del 7 aprile 1979, quando il sostituto procuratore Pietro Calogero fece arrestare circa 140 persone appartenenti a Potere Operaio e Autonomia Operaia (tra cui i professori universitari Luciano Ferrari Bravo, Toni Negri ed Emilio Vesce), accusati di far parte delle Brigate Rosse e di aver partecipato a vario titolo al sequestro e all'omicidio di Aldo Moro. Le accuse si sarebbero rivelate infondate.

Persona che può infastidire altre due, ad esempio una coppia.

Indica una persona di poco conto, sciocca.

Equivale a Prestanome o Uomo di paglia; in questo caso chi si comporta come una marionetta nelle mani di altri. Un altro significato è quello di uomo rozzo, testardo e ignorante

Indica la parte più avanzata, ad esempio, di un progetto affidato a persone che lo introducano in un nuovo ambiente. In linguaggio militare indica le truppe che, fortificate in una posizione avanzata, difendano e agevolino il passaggio di soldati e mezzi oppure si riferisce a chi opera nascostamente in territorio nemico

Detto di una persona che si rifiuta di cambiare idea o di obbedire. Il mulo è ritenuto un animale molto poco collaborativo, che si rifiuta di andare nella direzione voluta dal padrone.

Tigre di carta rappresenta qualcosa o qualcuno che non è in grado di realizzare concretamente le proprie minacce. L'espressione venne di moda quando la pronunciò Mao Zedong riferendosi alle nazioni capitaliste più potenti, in particolare agli Stati Uniti d'America.

Alternanza di un atteggiamento favorevole e contrario nell'assumere una decisione, dovuto a incertezza o all'inespressa volontà di procrastinarla.

Fare il possibile, con una certa fatica, per sopravvivere. "Meglio tirare a campare che tirare le cuoia", famosa battuta di Giulio Andreotti quando il suo governo fu accusato di operere solo per la propria sopravvivenza politica.

Dire o procurare qualcosa che abbia degli effetti, senza assumersene la responsabilità, provocare situazioni sgradevoli e fingere di esserne all'oscuro, agire di nascosto o a tradimento.

Proseguire per la strada che si sta percorrendo senza fermarsi, voltarsi o deviare. In senso figurativo descrive il comportamento di chi persegue il proprio obiettivo senza lasciarsi distrarre.

Rendersi antipatico.

Non presentarsi a un appuntamento, non onorare un impegno preso.

Lavorare e darsi da fare anche per gli altri.

Descrive l'atteggiamento di chi smette di partecipare attivamente a un'impresa, "tirando i remi" come i vogatori che cessano di remare e si fanno portare dalla corrente. A volte viene usato come eufemismo per indicare il ritiro o il pensionamento di qualcuno.

Argomentare indirettamente in favore dei propri interessi

Vedi Stringere la cinghia.

Morire. Letteralmente tirare la pelle: qui si riferisce agli spasmi muscolari di alcuni moribondi

Rimproverare; inteso generalmente con bonomia ma senza sorvolare. Si riferisce a una "punizione", una volta in voga nelle scuole elementari": quando un alunno combinava una marachella, il maestro (o la maestra) gli prendevano in mano un orecchio e lo tiravano leggermente.

Mettere qualcuno in condizioni tali da costringerlo a comportarsi, anche se riluttante, in un determinato modo.
«è un uomo dabbene che ha freddato un birbone superbo; l'ha fatto per sua difesa: c'è stato tirato per i capelli.» Così la folla accorsa dopo che Ludovico, il futuro fra Cristoforo, aveva ucciso l'arrogante nobile che aveva cercato di uccidere lui, uccidendo invece il suo servo Cristoforo, che gli aveva fatto scudo del suo corpo. (Alessandro Manzoni, I promessi sposi, Cap. IV, 187 - 188)

Sollecitare qualcuno affinché si venga ascoltati e si faccia qualcosa; anche invitare a prendere una decisione. In ambito laziale la locuzione aveva il significato primitivo di "avere creditori alle calcagna".

Svendere (una cosa). "Son prodotti che ormai te li tirano dietro".

Procurarsi un danno da soli. L'espressione equivale a "fare autogol".

Tendere a tardare nelle abitudini o nel completare un lavoro.

Nomi usati per indicare esempi di persone

Abbreviazione di "toccare un ferro di cavallo" significa allontanare una possibile sciagura con il rituale scaramantico di toccare un oggetto di ferro meglio se un ferro di cavallo.

Compiere un'azione che comporta difficoltà, qualche rischio (non normalmente di natura fisica) e magari spesa, il cui risultato va a beneficio anche (o solo) di altre persone che si sono ben guardate dall'esporsi.
La metafora fa riferimento a colui che, avendo ospiti in casa cui offrire delle caldarroste, toglie queste ultime dal braciere con le proprie mani scottandosi, mentre gran parte delle medesime se la mangiano gli ospiti.

Affrontare un problema molto fastidioso, risolto il quale, si ha un grande sollievo.

Indica il liberarsi di un senso di fastidio per il comportamento di altri, esplicitando gli eventi o la affermazioni che lo hanno creato di fronte ai responsabili.

In una discussione, tornare rapidamente nel punto del discorso da cui ci si era allontanati a causa di una digressione. La parola "bomba" in questo caso designa il punto da cui partono i giocatori nel gioco infantile del nascondino o rimpiattino.

Trovarsi tra due opzioni ugualmente pericolose. L'espressione metaforica è chiaramente derivata dall'ambiente di lavoro del fabbro.

Trovarsi tra due opzioni ugualmente pericolose. Con l'espressione si indica il rischio di sfuggire a un pericolo per correrne un altro. Scilla e Cariddi erano i mostri leggendari che si diceva vivessero sulle due rive opposte dello stretto di Sicilia. Lo stretto, per le forti correnti che lo interessano, era particolarmente temuto, soprattutto in passato, dai marinai.

Trattare male
 / Non sono mica un pellaio
E usi simili. Metafora d'ambito toscano per indicare una persona rozza, sgradevole, e che come tale sarà trattata in malo modo.
 / 
Trattare male e dare poca considerazione a una persona. La seconda espressione accenna alle "pezze da piedi" costituite da fasce di tessuto che avvolte attorno ai piedi e ai polpacci sostituivano le calze.

Trattare con riguardo; deriva dal fatto che le stoviglie preziose nelle case dei nobili venivano maneggiate con i guanti per non sporcare il cristallo al contatto delle mani.

Lo si dice di un'impresa o di un'attività lunga ed estenuante.

Equivale a "essere tirchi". Spiega G.G.Belli: «Si suol dire agli avari, imperocché la pigna cede a stento il suo frutto, e la tenaglia ritiene fortemente ciò che ha già preso.»

Detto di argomento per nulla originale.

Occuparsi di troppe cose insieme, con il rischio di non concludere niente: troppa carne al fuoco cuocerà malamente.

Deriva dalla storia (ovviamente leggendaria) di un commerciante che, arricchitosi dopo una vita di stenti, realizzò il sogno di poter comprare un cavallo ma che, quando si trattò di montare in groppa, non riuscì a prendere lo slancio necessario a causa delle sue gambe troppo corte: si rivolse a sant'Antonio invocando aiuto, spiccò di nuovo il balzo ma mise nell'operazione tanta forza che scavalcò addirittura la groppa dell'animale e andò a finire dall'altra parte, a gambe all'aria.
L'uomo si rivolse allora al santo, lamentandosi perché la grazia che gli aveva concessa era stata troppa.
Sottolinea l'aver ottenuto più di quanto si desidera, con risultati spesso non del tutto positivi o, addirittura, nettamente opposti a quelli desiderati, ma si dice anche in occasione di un dono o beneficio eccessivamente munifico e, quindi, imbarazzante per chi lo riceve.

Trovare un ostacolo o un avversario degno delle proprie forze e capacità.

La frase completa Tu quoque, Brute, fili mi! (Anche tu Bruto, figlio mio) sarebbe stata pronunciata da Cesare che tra i suoi assassini aveva riconosciuto Marco Giunio Bruto o il giovane da lui adottato il prediletto Decimo Giunio Bruto Albino. Viene usata scherzosamente per manifestare la meraviglia nel constatare tra gli avversari alla propria opinione chi si credeva a sé favorevole.

Per necessità costringere sé stessi a non badare agli aspetti negativi e a fare qualcosa per evitare un male peggiore.

Prima o poi i problemi e/o la verità viene a galla.

Slogan delle reti televisive RAI col significato di essere in grado di offrire agli spettatori una totale varietà di programmi televisivi e in maniera più approfondita rispetto alla concorrenza delle altre emittenti.

In età medioevale il brodo era un piatto preparato con acqua e con tutto ciò che fosse commestibile che alla fine della cottura era difficile poi identificare: da qui il modo di dire "sapere che cosa bolle in pentola".

In conclusione, facendo la conta dei pro e dei contro.

L'espressione deriva dal titolo della versione italiana (cantata da Nunzio Filogamo, Riccardo Massucci, Giacomo Osella ed Enrico Molinari) della canzone francese Tout va très bien, Madame la Marquise (1936), interpretata da Ray Ventura e scritta da Paul Misraki, Charles Pasquier e Henri Allum.
Nella canzone, un servitore cerca di rassicurare una marchesa al telefono, mentre le comunica che il suo palazzo è andato a fuoco in seguito al suicidio del marito. Da allora l'espressione è divenuta un esempio paradossale dell'abitudine (non sempre positiva) a minimizzare i problemi. Viene di solito usata in senso ironico, nei frangenti in cui nulla in realtà sta andando bene.

## U
Si dice di persona che non si fa trovare

Persona che - volontariamente o involontariamente - provoca la sfortuna, predicandola. Una credenza popolare, sin dall'antichità, sosteneva che il canto di alcuni uccelli (l'upupa, la civetta, il gufo, l'usignolo) portasse sfortuna.

Si dice di chi ha un carattere inquieto che lo porta a mutare di stato continuamente oppure di chi preferisce avere relazioni sentimentali di breve durata. L'"uccello di passo" è quello migratore.

Anche i carri agricoli avevano una ruota di scorta, da adoperare solo in casi di emergenza. Il Dizionario italiano della lingua italiana di Niccolò Tommaseo (1865) riporta l'espressione idiomatica "essere la quinta ruota del carro". Il significato delle due espressioni è analogo: l'ultima ruota è quella che non viene considerata come parte del gruppo. In senso figurato, l'"ultima ruota" è il membro del gruppo che gode di minor considerazione.

Nuova moda. Dal francese dernier cri; similmente, el ultimo grito in spagnolo oppure der letzte Schrei in tedesco.

Un certo giorno. Locuzione probabilmente mutuata dal linguaggio delle fiabe. Spesso in uso anche con il significato, più allarmante, di A un bel momento (vedi): "Poi un bel giorno ti salta fuori quello con le sue pretese".

Termine colloquiale basso, equivale a "nulla", "per niente". Rafforzativo in sostituzione di "Un cavolo".
(Giacomo Leopardi, da Lettere al fratello Carlo, pag. 43)

Termine colloquiale basso, simile al precedente, equivale a "niente affatto" nella negazione rafforzativo in sostituzione di "un cavolo" o "un bel niente": "non ho capito un corno, è troppo complicato". Può indicare il rifiuto di quanto detto da altri: "Andare al cinema? Un corno! Tu questa mela la trovi buona? No! Buona un corno!"

Affrontare una questione contraddittoria concedendo alternativamente qualcosa a una parte e qualcosa all'altra. Tale comportamento viene definito giornalisticamente cerchiobottismo. L'espressione è una metafora tratta dall'arte dei bottai, che fanno le botti allineando a incastro con colpi di mazza liste di legno ricurve (doghe) entro cerchi metallici.

Molto facile a farsi.

Alla fine dei propri giorni. Vale anche in senso figurato, col significato di essere a un passo dal fallimento.

Metafora per indicare una cosa molto incerta, molto improbabile, su cui non si può fare affidamento.

Riferito a persona particolarmente vivace intellettualmente e astuta capace di escogitare sempre nuovi trucchi e inganni. Si usa anche nel caso di un bambino discolo che mentre mette in atto una marachella ne ha già pensate altre cento da realizzare.

Meglio non dire nulla

Fare un'azione che porta un beneficio materiale - l'utile - e fa divertire - il dilettevole.

Uomo mandato dalla Provvidenza divina a risolvere una situazione difficile.

Equivale a "prestanome", Testa di legno riferito a chi si assume, per ricavarne un compenso, delle responsabilità che spetterebbero ad altri, esponendosi a tutte le sanzioni previste dalla legge. Si riferisce ai fantocci ripieni di paglia usati in passato dai guerrieri per esercitarsi. Un altro significato è quello riferito a un uomo debole, privo di spessore morale. In questo senso si ritrova nel film L'uomo di paglia (1958) di Pietro Germi.

Uomo considerato rispettabile per la fermezza nel mantenere i suoi principi morali. Deriva dal valore attribuito alla espressione "parola d'onore" che impegna chi la pronuncia all'osservanza di quanto affermato pena la perdita della stima pubblica. Il modo di dire si applica anche ai membri delle associazioni mafiose.

Espressione di origine inglese (The right man at the right place) per indicare che un fatto si è compiuto positivamente per la presenza dell'uomo adatto a risolverlo. Attribuita a Shakespeare la frase fu pronunziata nel 1855 alla Camera dei Comuni da Sir Austen H. Layard (1817-1894) erudito e viaggiatore inglese per motivare una vittoria militare appena avvenuta.

Una trovata che risolve un problema in modo semplicissimo, a cui nessuno però aveva ancora pensato.

Dal movimento delle truppe che tentano una sortita. Lo stesso termine veniva adoperato come traduzione dell'inglese coming out, che è poi passato nell'uso gergale soprattutto in campo sessuale. La versione italiana mantiene invece un significato generico: assumersi i rischi della manifestazione delle proprie intenzioni.

Perdere la pazienza, arrabbiarsi. I gangheri erano i cardini della porta.

Deviare, allontanarsi dalla linea prevista, uscire dal solco, secondo una metafora agricola che in un'epoca più antica ha dato origine al termine "delirare" (latino lirare="arare").

Si riferisce a chi non ha capito di essere manipolato da altri per i loro fini.

## V
Comportamento di chi non sa più che fare per salvare la situazione e allora svilisce ciò che stava facendo. Anche Andare in vacca quando la situazione si deteriora per suo conto. Il termine "vacca" viene qui usato in senso spregiativo.
.
Citazione biblica del sogno di Giuseppe (Genesi), che allude a condizioni o a periodi fruttuosi.

Nel lessico burocratico dei verbali (delle riunioni, dei consigli, ecc.)., l'ultimo punto all'Ordine del giorno è molto spesso denominato "Varie ed eventuali"; in pratica, al termine di tutti gli altri argomenti, si riserva un punto per parlare di tutto quello che non è stato previsto. Il termine viene usato talvolta anche in senso parodico.

L'espressione è stata probabilmente coniata da Alessandro Manzoni, che nel primo capitolo dei Promessi sposi scrive:
«Il nostro Abbondio, non nobile, non ricco, coraggioso ancor meno s'era accorto, prima quasi di toccare gli anni della discrezione, d'essere in quella società, come un vaso di terra cotta, costretto a viaggiare in compagnia di molti vasi di ferro».
La metafora è chiara: viaggiando trasportato su un carro lungo le strade sterrate, circondato da vasi di ferro, il vaso di coccio rischia di rompersi al primo sussulto. Oggi l'espressione viene usata per descrivere la situazione delicata in cui viene a trovarsi una persona o un ente ridotto in minoranza, a contatto con avversari agguerriti e molto più potenti.

Riferimento all'omonimo vaso che nella mitologia greca conteneva tutti i mali del mondo, sta a indicare qualcosa da maneggiare con estrema cautela, o che se utilizzato male potrebbe causare molti problemi.

Il nome del corpo scelto che raccoglieva i veterani dell'Imperatore Napoleone I, è rimasto nell'uso popolare per designare il gruppo di seguaci più fedeli e vecchi di un movimento (vedi anche Zoccolo duro).
La ridondanza e la persistenza di questo modo di dire ha portato al nascere di nuove espressioni alternative, come il vecchio conio introdotta dal presentatore Paolo Bonolis durante una trasmissione televisiva molto popolare.

Cioè vecchissimo. Da cuculo (così come si dice "vecchio gufo", secondo ad es. Giacomo Devoto 1968; o nel senso di "remoto: si sente ma non si vede") o da Abacuc, profeta biblico (così come si dice "vecchio come Matusalemme") dal quale è derivato bacucco (rimbecillito, specialmente in "vecchio bacucco" (1909) "vecchio cucco", come ricorda ad es. il Vocabolario Treccani).

Che c'è da sempre, che è da sempre così, noto da sempre.

Essere in prigione, dove il sole (filtrato dalle grate) proietta sulle pareti una scacchiera.
Il detto, tipico del gergo della malavita, in realtà è molto antico: uno "scaccato cielo" si trova ad esempio in un sonetto quattrocentesco del Burchiello.

provare un improvviso e intenso dolore fisico.
L'espressione (derivata dalla comune esperienza), era già attestata nella poesia quattrocentesca: vedi questi versi di Francesco Berni:
Entra uno stecco al villanel nel piede,
 Che le stelle del dì gli fa vedere.

Dalla locuzione latina Video meliora proboque, deteriora sequor con il significato di "capisco e approvo ciò che è bene ma faccio ciò che è male".

Sforzarsi di fare tutto il possibile per vincere anche se si sa di avere buone probabilità di essere sconfitti.

Fare affidamento su qualcosa di cui ancora non si dispone (e che non sarà facile da ottenere) o farsi delle illusioni su progetti di difficile realizzazione. Equivale a 
 / 
Esprimere con chiarezza, finalmente, l'argomento principale del discorso.

Veniva indicata a Roma come "montagna del sapone" la malfamata borgata di Primavalle, realizzata in epoca fascista per il trasferimento dal centro storico degli abitanti, per lo più analfabeti e poveri, che ingenuamente credevano di andare ad abitare in un ambiente più confortevole. L'espressione viene usata per indicare un individuo rozzo e credulone.

L'espressione indica intervenute condizioni esterne favorevoli per raggiungere un obiettivo.

Pur asceso a condizioni economiche rilevanti conserva modi rozzi contadineschi

Traduzione italiana per indicare gli uomini bianchi visti dagli Indiani d'America.

Per tutta la vita.

È il vitello migliore, che si uccide al ritorno del figliol prodigo (Luca, 15,23).

Si dice di una vittoria ottenuta a un prezzo eccessivo per il vincitore (simile all'analoga espressione ).
Si riferisce alla battaglia di Ascoli (279 a.C.) contro i romani, che fu considerata una vittoria per Pirro, ma ove le perdite del re dell'Epiro furono talmente elevate che egli esclamò: "Un'altra vittoria così e sarò perduto".

Non curarsi troppo del proprio futuro.

Es.: "non voglio sentire volare una mosca!": non voglio sentire il minimo rumore.
 /  / Che piaccia o no(n piaccia)
Comunque, indipendentemente dalla volontà dell'interessato.

Essere umili; ma anche: "mantenere un basso profilo", farsi notare poco, essere poco chiassosi, mettersi poco in mostra.

L'espressione si riferisce al poeta lirico greco Pindaro (Tebe ca. 518 a.C. - Argo 438 a.C.), famoso già presso i suoi contemporanei per i "voli pindarici" (l'espressione è dunque un'antonomasia) contenuti nelle sue poesie. Si trattava di scatti logici improvvisi da un argomento all'altro, che stupivano i lettori.
Oggi con "volo pindarico" si può intendere: (1) una lunga digressione su argomenti sempre meno inerenti all'originale oggetto del discorso o dello scritto; (2) un brusco salto tra due argomenti che hanno poco o nulla in comune (vedi anche l'espressione "saltare di palo in frasca"). Questo secondo significato è il più vicino al senso originale dell'espressione.

Confessare i propri segreti.

## Z
Equivale a dire "Niente di niente" come quando mancando la carbonella non si può accendere il fuoco

Equivale a dire "Stai zitto e non si deve sentire nemmeno volare una mosca", cioè non si deve sentire nemmeno il più piccolo suono.

Il nucleo più resistente di un gruppo di persone rese affini da pratiche o da opinioni comuni. Gli irriducibili. "Lo zoccolo duro dei rivoltosi, dei tifosi, dei consumatori di hashish".
Lo "zoccolo" non richiama tanto il mondo degli animali, quanto le immagini create da istogrammi o diagrammi cartesiani, quando descrivono valori relativamente bassi ma costanti.
L'espressione fu coniata negli anni ottanta per indicare la base elettorale del PCI, che sembrava in grado di resistere alle flessioni momentanee. In seguito si diffuse dal lessico politico ad altri ambiti, soprattutto grazie ai giornali.

All'ultimo momento. Deriva da una lunga serie di reti siglate al 90' dal calciatore Renato Cesarini. Stesso uso del latinismo in extremis, ma in un contesto più che altro sportivo o colloquiale.